# Budapesti helyiérdekű vasút
A budapesti helyiérdekű vasút (rövidítése eredetileg BHÉV, köznyelvben csak HÉV) a magyar fővárosban és annak agglomerációjában üzemelő vasúti rendszer. Működési elvében a német nagyvárosok Vorortbahn hálózataihoz hasonló, ugyanakkor azokhoz képest korszerűtlenebb üzemű. Funkciója alapján a klasszikus helyiérdekű vasútvonalaktól eltérően inkább elővárosi vasútnak számít. A négy fővonalon a MÁV Személyszállítási Zrt. bonyolítja le az országos vasúthálózathoz képest pontosabban közlekedő forgalmat. A vonalak nem alkotnak összefüggő hálózatot; Csepelt és Ráckevét délről, Csömört és Gödöllőt északkeletről, Szentendrét északról kötik össze Budapest belterületével. A HÉV-szerelvények normál nyomtávolságú pályákon, 1100 V egyenáramú vontatási feszültséggel üzemelnek.
A helyiérdekű vasutak építését lehetővé tévő 1880. évi törvény után sorban épültek meg Magyarországon a helyiérdekű vonalak. Budapesten több cég is épített HÉV-vonalat, a mai hálózat jogelődjének a Budapesti Helyi Érdekű Vasutak Rt.-t (BHÉV) tartják. A BHÉV a villamosokat üzemeltető Budapesti Közúti Vaspálya Társaság (BKVT) leányvállalata volt, ahonnan a soroksári, a cinkotai és a szentendrei vonalak átadása után vált ki 1889-ben az eredményesebb működés érdekében.
A HÉV-ek megnyitása és a villamosok budapesti megjelenése szinte azonos időben történt. Az új technológiában rejlő lehetőségeket a BHÉV is hamar felismerte és saját vonalait villamosítani kezdte. Sok helyen villamos kialakítású szerelvények álltak forgalomba, ezért a gyorsvasúti jellegű üzem kiépítéséig gyakran kizárólag az üzemeltető alapján lehetett megkülönböztetni a HÉV-et a villamostól.
A BHÉV gyorsan terjeszkedett, megépült a soroksári HÉV folytatása Ráckevéig, illetve két szárnyvonallal Erzsébetfalváig és Csepelig. A cinkotai HÉV-et először Kerepesig, végül Gödöllőig hosszabbították. Innen is kiágazott egy szárnyvonal, Rákosszentmihálynál hurokvonal épült, de Rákospalotán át a Nyugati pályaudvarig is indultak HÉV-kocsik. A szentendrei HÉV végállomása közelebb került a belvároshoz, kihasználva a MÁV új Duna-parti vágányait. A BHÉV-hez került a BBVV által épített nagytétényi és törökbálinti vonalcsoport is, így a BHÉV már az 1920-as évekre a minden irányba indított vonatokat a fővárosból. Néhány helyen autóbusszal is próbálkoztak, de ez kizárólag a szentendrei vonal mentén bizonyult sikeresnek.
Az első világháború után rövid időre egy közös vállalatba vonták össze a HÉV-eket és a villamosokat, majd 1921-től újra az önálló BHÉV-hez tartozott a teljes hálózat. A nehéz pénzügyi helyzetben lévő üzemeltetőt 1932-ben vásárolta fel a főváros és a BSZKRT kezelésébe adta, de a BHÉV jogi önállósága továbbra is megmaradt. Ehhez a korszakhoz tartozik a magyarországi HÉV-vonalak államosítása is, ezeket a MÁV vette át és saját mellékvonalaiként üzemeltette tovább. A budapesti HÉV üzemeltetőjének önállósága és neve miatt a HÉV elnevezés fokozatosan a budapesti zöld vonatok szinonimája lett.
A BSZKRT 1949. évi megszűnése után rövid ideig Fővárosi Helyiérdekű Vasút néven üzemelt, ők adták át a ma H7-es HÉV-ként ismert csepeli gyorsvasutat. 1952 és 1958 között a HÉV takarékossági okokra hivatkozva a MÁV-hoz került. 1958-ban újraalakult a BHÉV, ekkor egy rövid szakaszt építettek a csepeli Hárosi iskoláig, illetve a MÁV-tól átvették a taksonyi vonalat.
1968. január 1-jén az új integrált közlekedési vállalat, a Budapesti Közlekedési Vállalat vette át a HÉV-eket, a buszokkal, villamosokkal és trolibuszokkal együtt. Ekkor szűntek meg az alacsony forgalmú vonalak, Rákosszentmihály, Csillagtelep és Pesterzsébet területén. Új szakasz csak a Margit hídtól épült felszín alatt a Batthyány térig.
2016 novemberében újra a MÁV kezelésébe került a HÉV, először BHÉV néven, majd 2017 februárjától teljes jogú leányvállalatként MÁV-HÉV Helyiérdekű Vasút Zrt. néven.
2025-től a MÁV-HÉV Helyiérdekű Vasút Zrt. teljes egészében beolvadt a MÁV Személyszállítási Zrt.-be.

## Története
1. § Helyi érdekü, vagyis oly vasutak, melyeknek főczélja, hogy az illető vidék forgalmi és közgazdasági igényeinek megfeleljenek, a jelen törvényben foglalt feltételek alatt és kedvezmények mellett, a ministerium által engedélyezhetők. Minden ilyen engedélyezés, az engedélyezést követő 14 nap alatt, ha pedig a törvényhozás nem lenne együtt, a szünetet követő nyolcz nap alatt az országgyülésnek bejelentendő.
Az 1846-ban átadott első hazai vasútvonal után sorban épültek ki a további vonalak. A nagyvasúti társaságok ekkor kizárólag távolsági közlekedésben gondolkodtak, a vasút építésének magas költsége miatt csak nagyobb távon hozhatta vissza az árát. Nagyobb városok, és környékük fejlődésének záloga ugyancsak a vasút volt, a kisebb igények miatt olcsóbb vonalak kiépítése is lehetővé vált. Magyarországon az 1880. évi XXXI. törvénycikk (és az ezt kiegészítő 1888. évi IV. törvénycikk) engedélyezte az ún. helyi érdekű vasútvonalakat, ezen felül pedig állami támogatásokkal, olcsóbb építőanyagokkal és helyi közmunkával is segítették ezek kiépülését. Budapesten az iparosodás és a városiasodás, valamint Pest, Buda és Óbuda egyesítése utáni lakosságszám-növekedés mind a személyszállítás, mind a teherforgalom tekintetében igényelte az új vasútvonalak kiépítését.
A Budapesti Közúti Vaspálya Társaságnak (BKVT) monopoljoga volt a lóvasutak építésére, illetve ők kezdték el a gőzüzemű helyiérdekű vasutak kiépítését is, így azzal számoltak, hogy a főváros jelentős részében fölénybe kerülnek. 1887 tavaszán még a Budapest–Szentlőrinci Helyi Érdekű Vasút Rt. (BLVV) adta át az első HÉV-vonalat, de ez elsősorban teherszállításra épült, a személyszállítás pedig rövid időn belül villamosüzemmé változott a terjeszkedő város közelsége miatt. A BKVT első HÉV-vonaláról az 1882. április 4-i közgyűlésén határoztak, a Közvágóhíd–Soroksár vonalat 1887. augusztus 7-én adták át, de már november 24-én elkészült ennek folytatása Harasztiig. Egy éven belül jelentősen növekedett a hálózat, 1888. július 20-án a Központi pályaudvar–Cinkota, míg 1888. augusztus 17-én a Filatorigát–Szentendre vonalon indultak el a BKVT szerelvényei. A lóvasút és a nagyvasút különválasztása miatt 1889. december 28-án a BKVT megalapította leányvállalatát Budapesti Helyi Érdekű Vasutak Rt. (BHÉV) néven, ezzel lehetővé vált a hatékonyabb működés. A soroksári HÉV folytatását Haraszti és Ráckeve között a Haraszti–Ráckevei Vasút Rt. (HRV) építette ki, de az üzemeltetést itt kezdetektől a BHÉV végezte.
Budapesten ezzel egy időben zajlott Balázs Mór kezdeményezésére az elavult lóvasút felváltása villamosokkal, ami egyfajta versenyt is teremtett a különböző cégek között. A BHÉV anyavállalata, a BKVT nem számított arra, hogy a Budapesti Városi Vasút (BVV) nagykörúti próbavillamosa olyan sikeres lesz, hogy a döntéshozók a lóvasút utódjának nem a gőzüzemet, hanem a villamosokat választják. Fővárosi felszólításra a BKVT is elkezdte villamosítani saját vonalait, amit rekord gyorsan 3 év alatt be is fejeztek, valamint mintegy 100 km új vágányt is lefektettek. A villamosítási láz hatással volt a HÉV-ekre is, hamar belátták, hogy a HÉV-vonalak villamosításával eredményesebben lehet felvenni a versenyt a konkurencia villamosaival. Főleg a mai Pesterzsébeten lehetett ennek látni az eredményét, itt ugyanis a BVVV szabótelepi „Kishurokban” közlekedő villamosai mellé a BKVT már nem kapott engedélyt villamos kiépítésére, ezért leányvállalata a BHÉV építette azt meg, az elkészült pacsirtatelepi „Nagyhurkot” pedig HÉV-nek nevezve villamoskocsik közlekedtek rajta, alig pár utcányira a BVVV vonalai mellett. A villamosítás után sokszor csak az üzemeltető cég miatt lehetett megkülönböztetni egy villamost egy HÉV-szerelvénytől.
Dél-Budán a Budapest–Budafoki Helyiérdekű Villamosvasút Társaság (BBVV) építette meg a Gellért tértől Budafokig, később Nagytétényig és Törökbálintig tartó HÉV-vonalát. 1917. január 12-én a BHÉV felvásárolta a BBVV-t, így a dél-budai vonalcsoport is hozzájuk került. A BHÉV azonban ezeket sosem tartotta a hálózata részének, először a Fővárosi Villamosvasútnak (FVV) szervezték ki, majd villamosok vették át a szerepét.
Ugyanekkor kezdett átállni a BHÉV a motorkocsik üzemeltetésére, a végállomásokon egyszerűbb fordítási lehetőség miatt a mozdonyos üzemet elvetve.

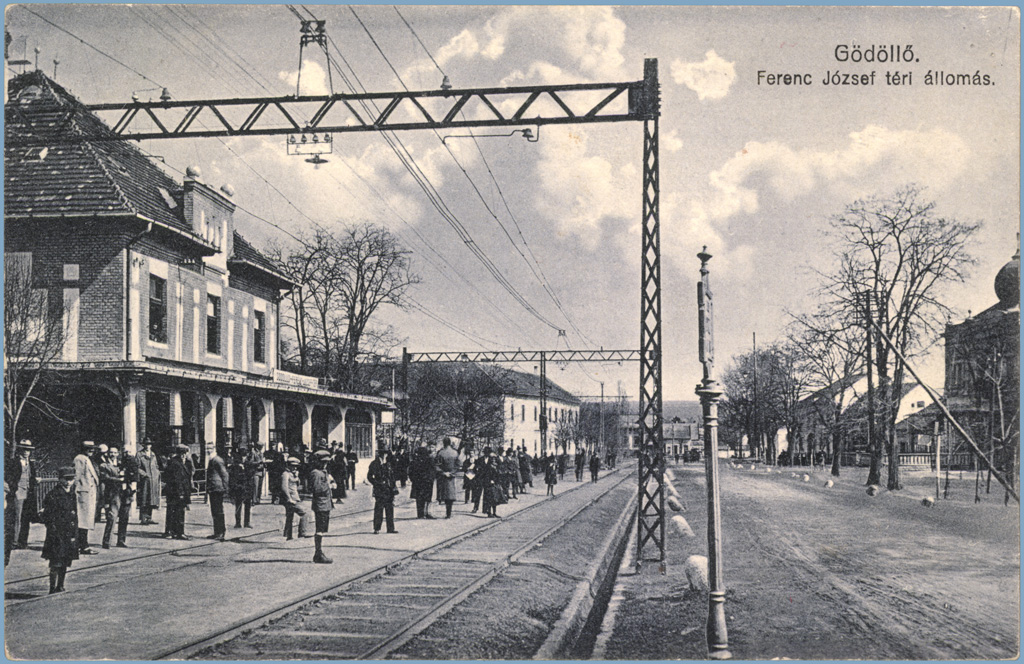
A Ferenc József tér (ma Szabadság tér) állomás Gödöllőn egy korabeli képeslapon

Az első világháború után 1918. november 2-án a Károlyi Mihály vezette kormány a villamosokat és a HÉV-vonalakat az állami irányítású Budapesti Egyesített Városi Vasutak (BEVV) néven működő társaságba vonta össze. A BEVV már a kezdetektől nem volt képes ellátni feladatát. A fővárost sújtó élelmiszer-, tüzelőanyag-, és üzemanyaghiány mellett folyamatosan emelkedtek a jegyárak, a dolgozók és az utasok is egyre többször adtak hangot elégedetlenségüknek. Ugyanakkor bevezették az egységes jegyrendszert, a vonaljegy két átszállást engedélyezett és a korábban különböző cégek villamosaira mind érvényes volt, viszont a HÉV-eket és a földalattit kihagyták a rendszerből. 1919. március 21-én megalakult a Tanácsköztársaság, a BEVV pedig egyre közelebb került a csődhöz. Az állam felajánlotta ugyan a céget a fővárosnak, de ekkora adóssággal Budapest nem volt hajlandó azt elfogadni. 1921. május 5-én a BEVV-et közkereseti társasággá változtatták és kijelentették, hogy a korábbi társaságok felelősek a további működésért. A villamostársaságok mellett így a BHÉV is önállóan működhetett, de pénzhiány miatt szinte semmi változás nem történt. A helyzet megoldására létrehozták 1922. december 27-én a Budapest Székesfővárosi Közlekedési Részvénytársaságot (BSZKRT), a megváltási szerződéseket először a BVVV, majd a BKVT is aláírta, de szintén hozzácsatolták a BLVV, a BURV mellett a BHÉV kezelésében álló BVKV céget is.
A BKVT megmaradt tulajdonrészéből megalapították a Nova Közlekedési és Ipari Részvénytársaságot, amely egyedüli részvényesként birtokolta a BHÉV-et, a HRV-t, valamint a Kunszentmiklós–Dunapataj helyiérdekű vasutat.
A Nova 1925-ben még nagyszabású fejlesztési terveket készített, a gödöllői HÉV aszódi hosszabbítása mellett az Aszód–Balassagyarmat vonalat is megvásárolták volna. A ráckevei HÉV-hez a Dunapataj–Kunszentmiklós HÉV-et kapcsolták volna be, ezzel együtt egy bajai hosszabbítás is napirenden volt. A nagytétényi HÉV-et Székesfehérvárig vitték volna, ennek első lépésében Érdig kijelölték az útvonalat, és a földmunkákat is elvégezték. Tervben volt az esztergomi HÉV átvétele és integrálása is.
Az 1930-as évek elején a gazdasági világválság miatt egyik terv sem valósult meg, ráadásul lényegesen lecsökkent a HÉV teherforgalma, sok cég csődbe is ment. A személyforgalom szintén visszaesett, emiatt a BHÉV jelentős bevételkieséssel kellett számoljon. A vezetőség ekkor találta ki a „Hévvel a szabadba!” elnevezésű programját. Először színes plakátokat helyeztek ki az állomásokra, valamint a járművekre, később képeslapok, térképek és „számolócédulákat” is kiadtak, utóbbit a HÉV-vonalak mentén elhelyezkedő vendéglátókban használták, a pincérek ezen vezették a fogyasztást, a cédula másik oldalán sorszámmal ellátott – HÉV-vel jól megközelíthető – kirándulóhely, vagy nevezetesség rajza volt látható. Ehhez kapcsolódóan 1928 nyarán autóbuszokat indított a BHÉV Szentendréről Visegrádra. 1928 őszén kísérleteztek Dunaharaszti–Taksony és Ráckeve–Kiskunlacháza közötti buszjáratokkal is, de ezek alig pár hónap alatt megszűntek. A HÉV végül nem készült el a Dunakanyarban, de az autóbuszok 1948-ig még kijártak oda. A budafoki és a szentendrei vonalon nyitott kocsikkal, valamint bérletfüzettel és menetdíj-kedvezményekkel igyekezett a BHÉV utasokat szerezni. A „Hévvel a szabadba!” reklám annyira bevált, hogy a szlogen évtizedekkel később is még a közbeszéd része volt. A kezdeti sikerek után a BSZKRT is elindította saját reklámját, „Beszkárttal erdőkbe, hegyekbe” névvel adtak ki hasonló sorszámozott számolócédulákat a budai hegyek látnivalóival és turistaútvonalaival. A program a második világháború alatt szűnt meg, főleg jármű- és alkatrészhiány és a csökkenő utasszám miatt.

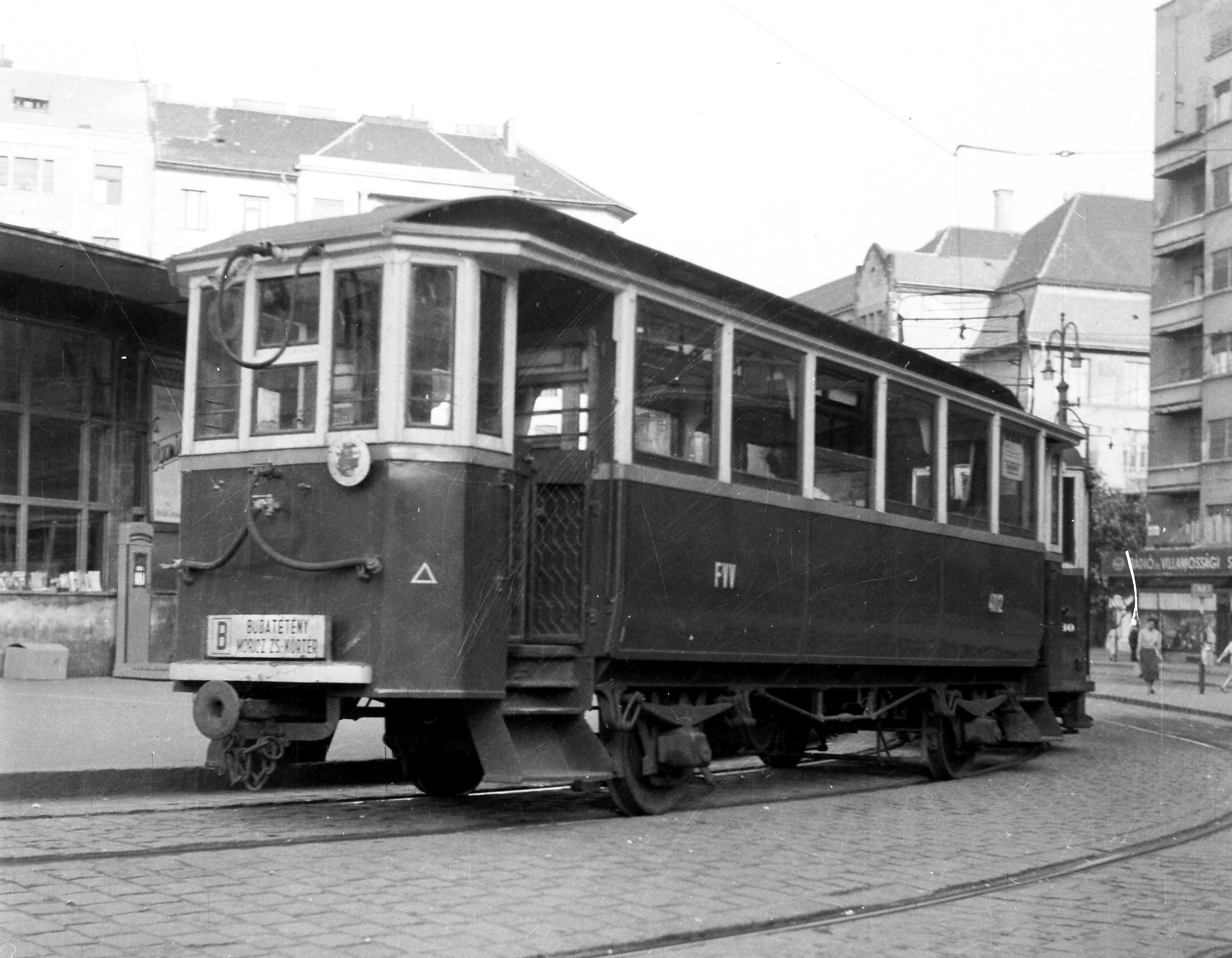
A törökbálinti HÉV „B” jelzésű szerelvénye a Móricz Zsigmond körtéren a „Gombánál”

A Nova Rt. tulajdonosi köre fokozatosan változott, angol, német és luxemburgi befektetők is érdekeltek volna benne. A gazdasági világválság alatt a budapesti helyiérdekű vasút is egyre több veszteséget termelt, a tetemes adósságot ugyan egy angol font alapú hitellel enyhítették, de a tulajdonosi kör inkább megpróbált megszabadulni a teljes cégtől és minden magyarországi érdekeltségüktől. A nehéz pénzügyi helyzetben egyetlen vevőként csak Budapest önkormányzata jöhetett szóba, a tárgyalások már 1930 nyarán elindultak, ekkor egy luxemburgi bank képviseletében 63 millió pengő értékben kínálták fel a BHÉV teljes részvénypakettjét, de a főváros nem siette el a tranzakciót, inkább az idővel játszottak. Az elhúzódó tárgyalások miatt egyre olcsóbb ajánlatokat kínált a tulajdonos, a teljes HÉV-infrastruktúra mellett minden ingatlanát is beleértve.
A HÉV vesztesége óráról-órára nő, jelene a lehető legsúlyosabb, jövője teljesen kilátástalan.
Az üzlet megkötését ellenzők főleg azzal érveltek, hogy a fővárosnak nem éri meg egy deficites céget átvenni, illetve hogy a Nova ingatlanjait már 1922-ben a főváros tulajdonában kellett volna hagyni, ezért az is felmerült, hogy a főváros ne fizessen semmit, míg a Nova ha szeretne megszabadulni a veszteséges cégétől, akkor ebbe egyezzen bele.
A HÉV „megváltása” végül lezajlott, az ügylet 1932. augusztus 1-jei dátummal történt, a Nova-csoport átadta a BHÉV részvények 70%-át és az élvezeti jegyek 85%-át, a HRV részvények 98,5%-át és élvezeti jegyek 100%-át, valamint a Parkváros Részvénytársasághoz tartozó minden ingatlanát. A tranzakcióhoz kapcsolódóan a BSZKRT az egész ügyletet biztosító „Trust” tőkés csoport rendelkezésére bocsátotta a BLVV áramfejlesztő telepét és a hozzá kapcsolódó világítási üzemet. A Trust továbbá átvállalta az angol kölcsön visszafizetését. Így a főváros 13,7 millió pengő értékben jutott hozzá a HÉV-hez, valamint a Parkváros ingatlanjaihoz. A megfelelő pénzügyi bázis megteremtése után 1934. január 1-jével került hivatalosan is a BSZKRT alá a HÉV-üzem, ugyanakkor a BHÉV önálló részvénytársaságként működött tovább. 1935. január 1-jén a BHÉV központi igazgatóságát is átvette a BSZKRT.
A korszakhoz tartozik a magyarországi HÉV-vonalak államosítása, a legtöbb vonal 1931. október 1-jén került a MÁV kezelésébe, a továbbiakban pedig szárnyvonalként, vagy mellékvonalként hivatkoztak rájuk. A budapesti HÉV önálló vállalatként túlélte az időszakot, az üzemeltető cég nevében is benne maradt az elnevezés, így a „HÉV” idővel a budapesti zöld vonatok kizárólagos jelentése lett.
1936. július 1-jén terjesztették ki Budapest közigazgatási területén belül a HÉV-ekre is a villamosjegyeket, ami az egységes jegyrendszer első lépésének tekinthető. Bevezették a sebesvonati rendszert is, ami a menetidő csökkenését tette lehetővé.
A második világháború jelentős pusztítást végzett a HÉV-eknél is, de 1945 nyaráig minden vonalon sikerült újraindítani a forgalmat. Az 1947-ben elfogadott hároméves terv alatt felújították a pályákat, a járműveket és a biztosítóberendezéseket.

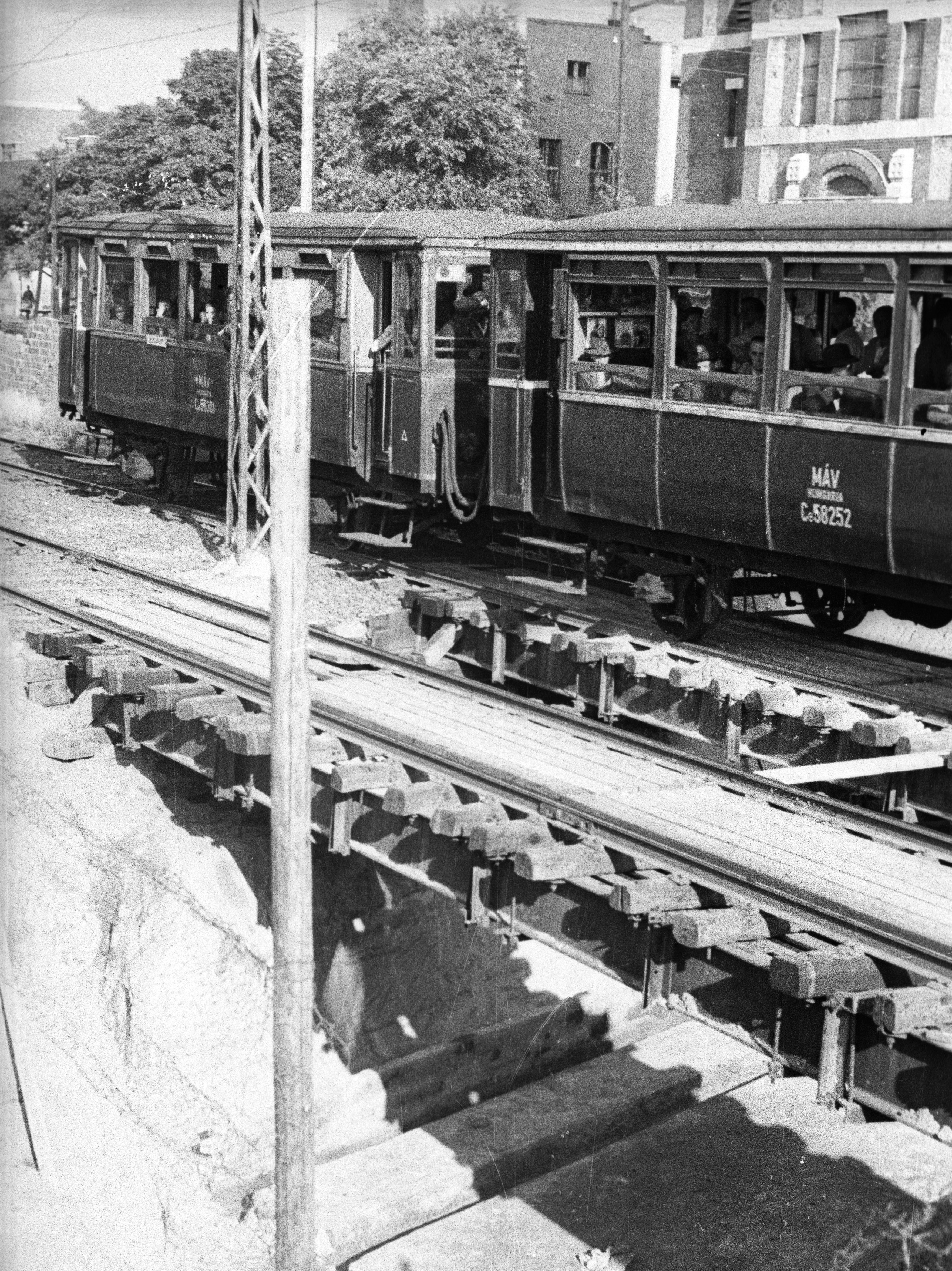
A MÁV-BEV gödöllői HÉV szerelvénye a Kerepesi úton 1953-ban

A BSZKRT 1949. évi megszűnése után az összes közlekedési ágazatot külön cégekre bontották, a BHÉV-et és a HRV-t Fővárosi Helyi Érdekű Vasút Községi Vállalat (FHVKV) néven vonták össze, ám rövid időn belül egy törvény erejű rendelet megtiltotta a „községi” szó használatát, ezért nevét már 1950 őszén Fővárosi Helyiérdekű Vasútra (FHÉV) módosították. Érdekesség, hogy ugyanezt a rövidítést használta a Fertővidéki Helyiérdekű Vasút is. Az első ötéves terv alatt épült meg a csepeli gyorsvasút, illetve ezzel egy időben szüntették meg a Pesterzsébet–Csepel, valamint a Pesterzsébet belterületén közlekedő HÉV-vonalakat. Ez a cég sem volt hosszú életű, ugyanis 1952. január 1-jén a Népgazdasági Tanács határozatával – takarékosság miatt – beolvasztották a MÁV-ba, és MÁV Budapesti Elővárosi Vasút (MÁV-BEV) néven működött tovább. A dél-budai vonalakat és a gödöllői HÉV rákospalotai szárnyvonalát viszont a Fővárosi Villamosvasút (FVV) kapta meg, előbbit továbbra is HÉV-ként üzemeltette, míg utóbbi helyét villamos vette át. A MÁV alatt a járművek új pályaszámokat kaptak: a villamos motorvonatok a Cavill, a dízel motorvonatok a Cmot, míg a pótkocsik Ca és Cae jelölést. Ebben az időszakban jelentős pályafelújítások történtek, a ráckevei vonalon a Koppány utca és a Lámpagyár között, illetve a teljes gödöllői vonalon. Hálózatfejlesztés nem történt, sőt 1953-ban megszüntették a rákospalotai HÉV-et, pontosabban a Fővárosi Villamosvasút kezelésébe adták át, és villamosként üzemelt tovább. A MÁV-korszak nem váltotta be a hozzá fűzött reményeket, ezért 1958-ban véget ért, újra létrehozták a BHÉV-et a HÉV-ek üzemeltetésére. A BHÉV újjáalakulásakor átvette a MÁV-tól a Szigetszentmiklós és Taksony közötti vasútvonalat is, ahol egészen 1976-ig tartották fenn a közlekedést. Újjáindult a Csepel és Pesterzsébet közötti vonal is, a Határ útnál kialakított hurokvágányig, itt 1978 őszéig tartották fenn a forgalmat. A BHÉV visszakapta a személyszállító vonatokat a MÁV-tól, de a tehervonatok többségét az Államvasutak más országrészben közlekedtette, így ezeket meglehetősen lassan és sokszor perrel egybekötve sikerült csak visszaszerezni. 1963. január 1-jén a budatétényi és törökbálinti vonalakat is a Villamosvasút kezelésébe adták. 1959-től a csepeli gyorsvasút végállomása és Csillagtelep között dízelüzemű HÉV-szakaszt üzemeltettek, de jelentős utasforgalmat nem bonyolított le, ezért 1965-ben megszűnt.

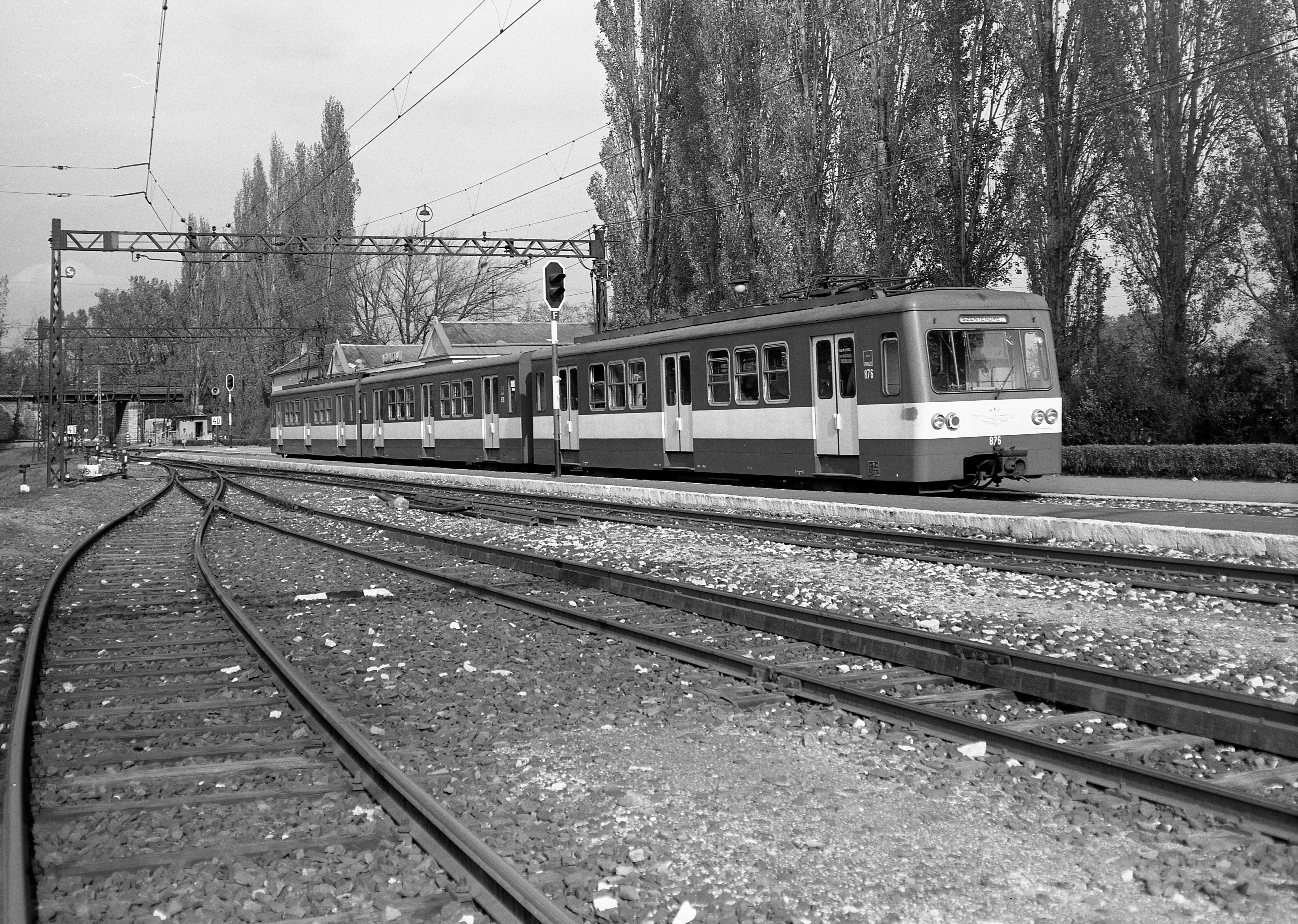
A BKV M X típusú motorvonata az régi Aquincum-i állomáson 1979-ben

1968. január 1-jén megalakult a Budapesti Közlekedési Vállalat (BKV), mint integrált közlekedési cég, melybe a BHÉV-et is beolvasztották, így az üzemeltetés a BKV feladata lett. 1969-ben bezárták a szentendrei HÉV óbudai szárnyvonalát, 1970-ben pedig a gödöllői vonalcsoporton a Keleti pályaudvartól az Örs vezér teréig vágták vissza a HÉV-eket, és megszüntették a rákosszentmihályi szárnyvonalat. 1976-ban a taksonyi, 1978-ban a Pesterzsébet–Csepel HÉV szűnt meg. Hálózatbővítés egyedül a szentendrei HÉV-en történt, ahol 1972-ben a Margit hídtól a Batthyány térig vezették be a felszín alatt a vonatokat, kapcsolatot biztosítva az újonnan átadott 2-es metróval. Ugyancsak a szentendrei HÉV-nél volt tervben a gyorsvasúttá alakítás (ehhez kapcsolódóan egyszerűsítették az útvonalat a Filatorigátnál), a megmaradó vonalakon pedig a pálya korszerűsítése. 1975-1976 között készült el a régóta tervezett villamosítás is Tököl és Ráckeve állomások között, ezzel az összes vonal teljes hosszában felsővezeték alá került. A BKV nevéhez fűződik a járműállomány cseréje is, 1971-1983 között szerezték be az NDK-ból az MX és MXA típusú motorvonatokat.
1990-ben a rendszerváltozás alatt megváltoztak a törvények, a helyi közlekedést az önkormányzatok, míg a helyközi és távolsági közlekedést az állam finanszírozza. Budapesten a közigazgatási határokon túlra közlekedő HÉV-ek esetében ez vitára ad okot. A főváros nem biztosít elegendő forrást, az állam és a kiszolgált városok önkormányzatai viszont semmit sem fizetnek. 2009 januárjában jelentette be Kocsis István, a BKV akkori vezérigazgatója, hogy a BKV holdingként működne tovább hét különböző vállalatot létrehozva, a HÉV-eket a Budapesti HÉV Zrt. venné át, a fővárosi önkormányzat és a BKV felügyelőbizottsága viszont nem támogatta az elképzelést.
A 2009-es uniós közszolgáltatási rendelet alapján elfogadott 2012-es törvény szerint a BKV „belsős” szolgáltatónak minősül, ezért 2013. május 1-jétől nem üzemeltethet Budapest közigazgatási határain kívül, így az agglomerációs buszközlekedést a Volánbusz venné át. Tarlós István főpolgármester bejelentette, hogy mivel a HÉV-ek is elhagyják Budapest területét, ezért azt a MÁV-nak kellene átvennie. Ezt a kijelentést egyes vélemények szerint csak azért tette, hogy erősítse a főváros tárgyalási pozícióját. A HÉV teljes infrastruktúrája az 1970-es évek óta Budapest törzsvagyonának része, így ez az átszervezés nehezebben bonyolítható le, mint a buszok kiszervezése. Mivel a HÉV-ek forgalmának jelentős része a városhatáron belül zajlik, ezért az állam szerint az üzemeltetés a főváros feladata lenne. A gödöllői HÉV és az M2-es metró összekötésének terveit is akadályozhatja a kiszervezés. A Városi és Elővárosi Közlekedési Egyesület szerint az uniós rendelet nagyvárosokra nem vonatkozik, ezért a kiszervezés alapjaiban felesleges. Szerintük a minisztérium ezt a lépést azért erőlteti, mert a Budapesti Közlekedési Szövetség 2010-es megszűnése óta a Budapesti Közlekedési Központ se a Volánbusznak, se a MÁV-nak nem fizeti meg a Budapest-bérletek eladásából nekik járó részt.
A fővárosi közgyűlés 2016 áprilisában döntött a BKV és a HÉV-ágazat különválasztásáról és a HÉV állami átvételéről. A 2016. november 1-jével létrehozott BHÉV Budapesti Helyiérdekű Vasút Zrt. (BHÉV) 2017. február 23-án a MÁV teljes jogú leányvállalataként felvette a MÁV-HÉV Helyiérdekű Vasút Zrt. nevet.

### Áttekintő táblázat
| Év        | Üzemeltető      | Teljes neve                                            | Megjegyzés |
| --------- | --------------- | ------------------------------------------------------ | --- |
| 1887–1889 | BKVT            | Budapesti Közúti Vaspálya Társaság Rt.                 | |
| 1889–1918 | BHÉV            | Budapesti Helyi Érdekű Vasutak Rt.                     | A BKVT leányvállalataként                                                                                                |
| 1918–1921 | BEVV            | Budapesti Egyesített Városi Vasutak                    | |
| 1921–1949 | BHÉV            | Budapesti Helyi Érdekű Vasutak Rt.                     | 1921-től 1932-ig a Nova Közlekedési és Ipari Rt. tulajdonában                                                            |
| 1934–1949 | BSZKRT          | Budapest Székesfővárosi Közlekedési Rt.                | A BHÉV továbbra is önálló vállalatként működött, de a BSZKRT kezelésében.                                                |
| 1949–1950 | FHVKV           | Fővárosi Helyiérdekű Vasút Községi Vállalat            | |
| 1950–1952 | FHÉV            | Fővárosi Helyiérdekű Vasút                             | |
| 1952–1958 | MÁV-BEV         | MÁV-Budapesti Elővárosi Vasút                          | |
| 1958–1967 | BHÉV            | Budapesti Helyiérdekű Vasút Rt.                        | |
| 1968–2016 | BKV             | Budapesti Közlekedési Vállalat                         | A cég neve 1996-tól Budapesti Közlekedési Rt., 2006-tól Budapesti Közlekedési Zrt.                                       |
| 2016–2017 | BHÉV            | BHÉV Budapesti Helyiérdekű Vasút Zrt.                  | Újra állami vállalatként működik                                                                                         |
| 2017–2024 | MÁV-HÉV         | MÁV-HÉV Helyiérdekű Vasút Zrt.                         | |
| 2025–     | MÁV             | MÁV Személyszállítási Zrt.                             | A MÁV-HÉV jogutódjaként működik                                                                                          |
| Év        | Partnervállalat | Teljes neve                                            | Megjegyzés |
| 1908–1918 | BVKV            | Budapestvidéki Villamos Közúti Vasút Rt.               | A BKVT 1895-ben vásárolta fel, 1908-tól a BHÉV tulajdonában. 1918-ban a BKVT-val és a BHÉV-vel együtt a BEVV része lett. |
| 1892–1949 | HRV             | Haraszti–Ráckevei Vasút Rt.                            | Alapítása óta a BHÉV kezelésében, de a BHÉV csak 1922-ben vette meg. Vállalati önállósága 1949-ben szűnt meg.            |
| 1907–1917 | BBVV            | Budapest–Budafoki Helyiérdekű Villamosvasút Társaság   | 1906-ban vette meg a BKVT, 1917-ben egyesült a BHÉV-vel.                                                                 |
| 1913–1918 | BURV            | Budapest–Újpest–Rákospalotai Villamos Közúti Vasút Rt. | 1908-ban a BKVT felvásárolta, a rákospalotai HÉV-et közösen üzemeltették a BHÉV-vel. 1918-ban a BEVV része lett.         |

## Szentlőrinci HÉV

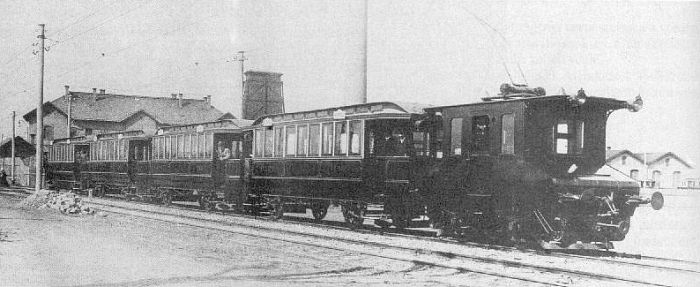
BLVV munkásvonat az 1900-as években

Budapest első helyi érdekű vasútvonala az akkor még különálló Szentlőrinc település felé épült meg. Az Üllői út mentén számos építőanyagot gyártó, valamint kitermelő cég létesített üzemegységet, a főváros felé megnövekedett teherszállítást pedig gazdaságtalan és lassú lett volna szekerekkel végezni. A HÉV-vonal építését 1886. március 28-án engedélyezték, a keskeny nyomtávú (760 mm), közel 8 kilométeres vonalat 1887. április 12-én adták át, a gőzüzemű tehervonatokat a Budapest–Szentlőrinci Helyi Érdekű Vasút Rt. (BLVV) üzemeltette. Az új vonal az Üllői úti helyőrségi kórháztól (mai Nagyvárad tér) indult, külső végállomása pedig a szentlőrinci téglagyár (nagyjából a mai Szent Lőrinc sétány környéke) volt. A vonal átadásával szerény személyszállítást is végeztek, ehhez összesen négy személykocsi és egy poggyászkocsi mellett kettő darab gőzmozdony állt rendelkezésre. Érdekesség, hogy a budapesti HÉV-vonalakon egyedül itt közlekedett első osztályú kocsi, bár alig pár év alatt megszűnt ez a szolgáltatás. A teherforgalom előnyben részesítése miatt a személyszállító vonatok menetideje meglehetősen magas volt, ennek ellenére egyre többen költöztek a vasút környékére. 1886 januárjában a BKVT átadta az Üllői úti lóvasútját, a belváros felől érkező kocsik végállomását a Sobieski és Telepy utcák között alakították ki, ami így közel 800 méterre helyezkedett el a HÉV végállomásától. A nehézkes átszállást a HÉV meghosszabbítása oldotta meg, 1889 augusztusában már a Ludovikáig járt a vasút. Biztonsági okok miatt az új szakaszra a tehervonatokat nem engedték be, és a személyszállító vonatok sebességét is 15 km/h-ban maximálták. A HÉV üzemeltetője tervezte a további hosszabbítást a Kálvária térre az Örömvölgy utcán keresztül (ma Diószegi Sámuel utca), azonban a BKVT-nak ezt sikerült meghiúsítania. A személyforgalom növekedése mellett hiába álltak forgalomba az új Ganz kocsik és mozdonyok, amivel 1896-ban már négy mozdony és 22 személykocsi szállította az utasokat, az igényeket még ezzel sem tudták maradéktalanul kielégíteni, ezért elkezdődött a vonal villamosítása, illetve normál nyomtávúra átépítése. Az építkezés mintegy három évig tartott, ami közben a forgalom egy napig sem szünetelt. A villamosított vágányon 1900. augusztus 1-jén indult el az első szerelvény, ez után kezdték meg a másik vágány felbontását, illetve az új vágánypár lefektetését. Ezzel egy időben az új vasútvonal belső végállomása megszűnt, mert a BKVT megépítette a villamosvonalát az István kórházig (Nagyvárad tér), így a HÉV-et is idáig vágták vissza, viszont Szentlőrincen a Szarvas csárdáig továbbvitték, illetve új szárnyvonal is épült Kispesten a Lőrinc utcában (ma a 42-es villamos vonala az Ady Endre úton). Az egyvágányú szárnyvonalat 1900 októberében adták át az utasoknak, azonban közvetlen járatokat nem indítottak, a belváros felé átszállással lehetett továbbközlekedni.

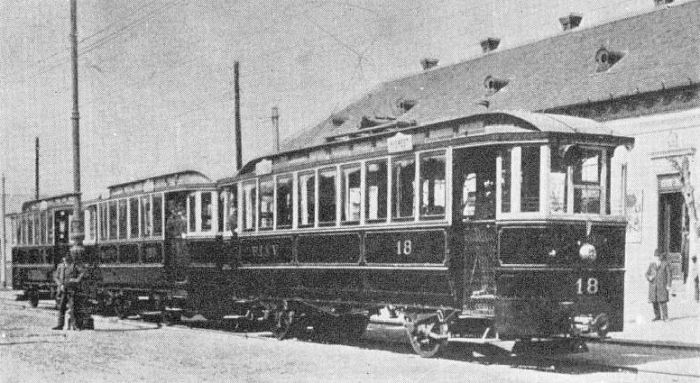
A BLVV 18-as pályaszámú motorvonata és két pótkocsi az 1910-es években

Az egyre növekvő forgalom miatt újabb személykocsikat és motorvonatokat állítottak forgalomba, amikkel lehetővé vált a vonatok továbbközlekedtetése a belvárosba, felhasználva a BLVV fő részvényesének, a Budapesti Városi Villamos Vasút (BVVV) vágányhálózatát is. Ennek fő oka volt, hogy a Fiumei úti és Orczy úti vágányokon a BKVT nem engedélyezte tovább a BVVV villamosainak közlekedését, ezért a BVVV a Golgota utca–Kőris utca–Örömvölgy utca–Karpfenstein utca (ma Karácsony Sándor utca)–Népszínház utca útvonalon épített új vágányokat. Ez lehetővé tette, hogy 1913-ban a Rókus Kórháztól induljanak villamosok Pestszentlőrincre. Itt indult el az első éjszakai járat is, a lőrinci nyomda dolgozóinak kérésére, kezdetben szintén a Rókus Kórháztól jártak, később átkerült a végállomás az Orczy térre, itt a mai Baross kocsiszín mellett még ma is látható harmadik vágányt használták. Az új járatok szín és felépítés tekintetében is villamosok voltak, de a BLVV üzemeltetése miatt jogilag továbbra is HÉV-nek számítottak.

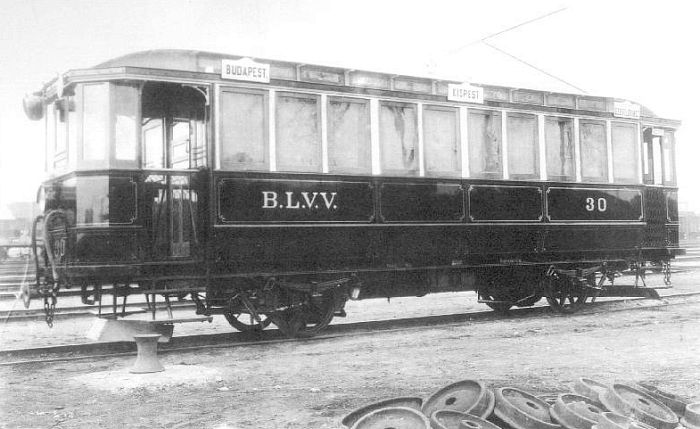
A BLVV 30-as pályaszámú motorkocsija az 1910-es években

A Wekerletelep rohamos fejlődése miatt 1910 novemberében átadták a kispesti szárnyvonal második vágányát. Ugyanekkor épült ki hurokvágány az István kórháznál, majd pár hét múlva Kispesten is elkészült az új hurokvégállomás a Tulipán utcánál. A fordulóból épült egy kiágazó üzemi vágány is a Hofherr Albert utcában, ami becsatlakozott a fővonalba az Üllői útnál.
1918-ban a szentlőrinci villamosvasút is a Budapesti Egyesített Városi Vasutak (BEVV) része lett. A Tanácsköztársaság bukása után a BEVV megszűnt, az üzemeltetési jogok visszakerültek a BLVV-hez. 1923-ban létrehozták a BSZKRT-ot, mint integrált üzemkezelő szervezetet, a BLVV vonalai is átkerültek az új cég irányítása alá. A BSZKRT legfontosabb intézkedése az 1927-re elkészülő Üllői úti villamosokkal való összekötés és a belvárosi közvetlen járatok elindítása volt, ami korábban a rivális társaságok miatt nem volt lehetséges. A szentlőrinci fővonalon az 1920-as években megszűnt a teherforgalom, a személyforgalom bővülése miatt viszont 1929-ben a Szarvas Csárdáig is megépült a második vágánypár, a vonalat pedig meghosszabbították egészen a vecsési határig (ma Béke tér). A BLVV hivatalosan a BSZKRT 1949. szeptemberi megszűnéséig létezett, ekkor az Üllői úton már jogilag is csak villamosok közlekedtek. 1980-ban megszűnt a villamosforgalom a Határ úttól a Nagyvárad térig a metró átadása miatt, de az Üllői úton az 50-es villamos, Kispesten pedig a 42-es villamos ma is a régi HÉV nyomvonalán közlekedik.

## Ráckevei HÉV

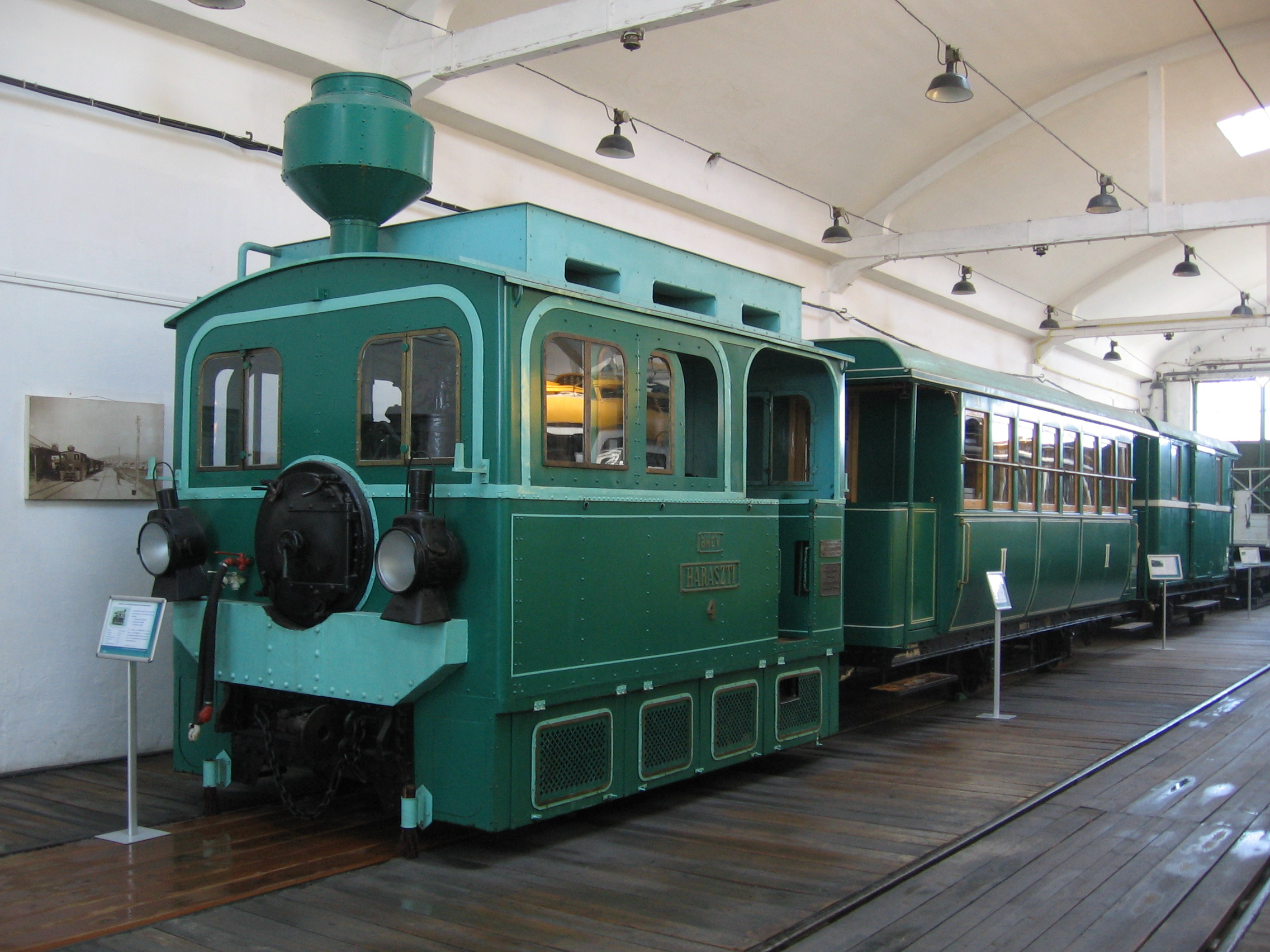
A BHÉV 4-es pályaszámú gőzöse a szentendrei múzeumban

A Budapesti Közúti Vaspálya Társaság (BKVT) első helyiérdekű vasútvonalának nyomvonalát az 1882. április 4-ei közgyűlésen született határozat után 1883 tavaszán jelölték ki, az elképzelések szerint a vonatok a Széna térről (mai Kálvin tér) indultak volna és Erzsébetfalván (ma Pesterzsébet) áthaladva, Soroksárig közlekedtek volna. A vasút budapesti végállomása végül a közvágóhíd közelében épült ki, a főváros ugyanis nem engedélyezte a lóvasúttal (később a villamossal) párhuzamos közlekedést. A BKVT-nak ez nem okozott problémát, mert a lóvasutak többségét is ők üzemeltették, de ez a döntés később az utasoknak folyamatos nehézséget és kényszerű átszállást jelentett a budapesti végállomáson.
Ő Császári és Apostoli Királyi Felségének Schönbrunnban 1886. évi június hó 15-én kelt legfelsőbb elhatározása alapján, a közmunka és közlekedésügyi m. kir. Miniszter Úr által 1886. évi június hó 30-án 24.601. szám alatt kiadott engedélyokirattal engedélyezett
A Zimonyi út (ma Soroksári út) keleti oldalán felépült négyvágányos végállomás mellett kocsiszínt is építettek. Az induló vonatok az országutat keresztezve Erzsébetfalváig kétvágányú vonalon közlekedtek, ahonnan Soroksár felé egy vágány vezetett tovább. Soroksáron a MÁV-állomás mellett alakították ki a háromvágányos végállomást. Az új, 10 km hosszú vonalon négy darab gőzmozdony üzemelt, ezeknek nevet is adtak: Budapest, Erzsébetfalva, Soroksár és Haraszti. A vasútvonalat 1887. augusztus 7-én nyitották meg. A BKVT még ebben az évben engedélyt kapott a vonal meghosszabbítására, a Harasztiig (ma Dunaharaszti) tartó 5 km hosszú szakaszt 1887. november 24-én helyezték forgalomba. Négy nappal később elindult Budapest első villamosa a Nyugati pályaudvarnál, az eredetileg kísérleti üzemnek szánt járművek hamar meghódították a várost, a gyorsan jött konkurencia miatt a HÉV-ek villamosítása is napirendre került.

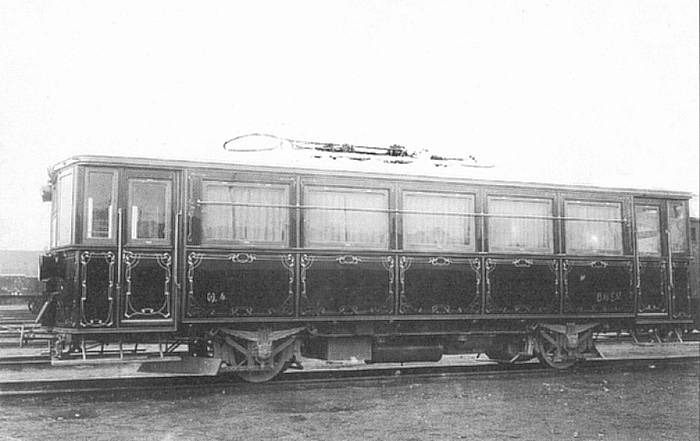
A BHÉV egyik első villamos motorvonata

A Csepel-sziget délebben fekvő településeiről egyértelmű igények jelentkeztek a főváros gyorsabb eléréséhez, azonban a BKVT új leányvállalata, a BHÉV nem gondolkodott további vonalhosszabbításban. 1891. február 5-én engedélyt kapott az újonnan alapított Haraszti-Ráckevei Vasút Részvénytársaság (HRV) a Haraszti és Ráckeve közötti szakasz megépítéséhez, azzal a feltétellel, hogy másfél év alatt el kell készüljön. Az új vasútvonalon – mely immáron Szigetszentmiklóst, Tökölt, Szigetcsépet, Szigetszentmártont, Szigetújfalut és Ráckevét is összekötötte a fővárossal – 1892. november 5-én indult meg a forgalom, de mivel a HRV nem rendelkezett mozdonyokkal, ezért a cég hat személykocsiját a BHÉV mozdonyai vontatták. A személyszállító vonatok ekkor még meglehetősen ritkán jártak, főleg a tehervonatok vették igénybe a Csepel-szigeti vonalszakaszt.

A ráckevei HÉV nyomvonalának módosítása Soroksáron

1905. március 1-jén engedélyt kapott a BHÉV a Közvágóhíd és Erzsébetfalva közötti szakasz villamosítására. A villamosokkal való hasonlóság olyan nagy mértékű volt, hogy azonos vontatási feszültséget (400 V) alkalmaztak és a Ganz gyárból érkező szerelvényeket a sárga villamosok között is meg lehetett találni, a HÉV-ek mindössze színükben különböztek. A villamosított szakaszt 1906. április 10-én adták át. A Soroksár felé vezető szakaszt kétvágányosra bővítették, itt azonban ekkor még villamosításra nem került sor. Helyette új körforgalmú szárnyvonalat építettek Erzsébetfalva központja felé, amin már villamos kocsikat közlekedtetve 1907. június 7-én adtak át. Az új vonalat eredetileg villamosvonalnak szánta a BKVT a konkurens Budapesti Villamos Városi Vasút (BVVV) vonalai mellé, de erre nem kaptak engedélyt az illetékes hatóságtól, ezért leányvállalata, a BHÉV építette meg, és zöldre festett villamosokat üzemeltetett HÉV-kocsiknak kiadva. Erzsébetfalva központjában a HÉV-ek és a villamosok egy szakaszon ugyanazt a pályát vehették igénybe. A település gyors növekedése miatt a HÉV-vonalat itt is meg kellett hosszabbítani, 1914 decemberétől már a Pacsirtatelepig jártak a zöld villamosok.
1909. június 8-án a soroksári Templom térig is elkészültek a villamosítással, a vasútállomásig tartó szakaszon viszont elbontották az egyik vágányt. A villamosítás lehetővé tette az útvonal egyszerűsítését is, a Harasztiig tartó szakasz villamosítása a zimonyi országút mentén 1910. augusztus 3-án átadott  új vágánypárral együtt készült el, így a mintegy 1,5 km-rel rövidebb útvonal miatt a menetidő is jelentősen csökkent. Kísérleti jelleggel áttértek az 500 voltos feszültségre, de már 1910-ben átadták az új áramfejlesztőt, mely 1000 voltos vontatási feszültséget tett lehetővé, ez pedig nagyobb pályasebességet eredményezett. A megnövelt feszültséghez új járműveket is be kellett szerezni, ezeket a kistarcsai Gép- és Vasútfelszerelési Gyártól rendelték meg, ahonnan 29 motorkocsi érkezett. A korábban használt villamos motorkocsikat pótkocsikká alakították át.
Erzsébetfalva felől Csepelre tervezett szárnyvonalat a BHÉV, főleg a Weiss Manfréd Művek dolgozóinak munkába járását segítendő. Az új vonal közigazgatási bejárása már 1906 nyarán megtörtént, de az engedélyeket csak három évvel később kapták meg a ráckevei Dunát lezáró gát körüli huzavona miatt. A szárnyvonalat végül mégis a gáton keresztül építették meg és a személyszállító vonatok 1912. május 26-án indultak meg. A vonatok többsége a munkakezdésekhez igazodva a Közvágóhídig közlekedett, az Erzsébetfalváig járó vonatokról pedig átszállási lehetőséget biztosítottak.
Az 1910-es években kirándulóvonatok is indultak az üdülőfaluvá váló Dunaharaszti állomásig, jelentős profitot termelve mind a település, mind a BHÉV számára.
1924-ben átadták a Gubacsi hidat, innentől kezdve a HÉV is ezen keresztül érkezett Csepelre. Az új híd mellett a MÁV új összekötő vágányt épített a Weiss Manfréd Művek felé a Soroksári út Soroksári út rendező vasútállomástól, így a BHÉV jelentős bevételtől esett el.
1928. szeptember 1-jén két új buszjáratot indított a BHÉV Taksony és Dunaharaszti, valamint Ráckeve és Kiskunlacháza között. A járatokat az alacsony forgalom miatt már ebben az évben megszüntették.

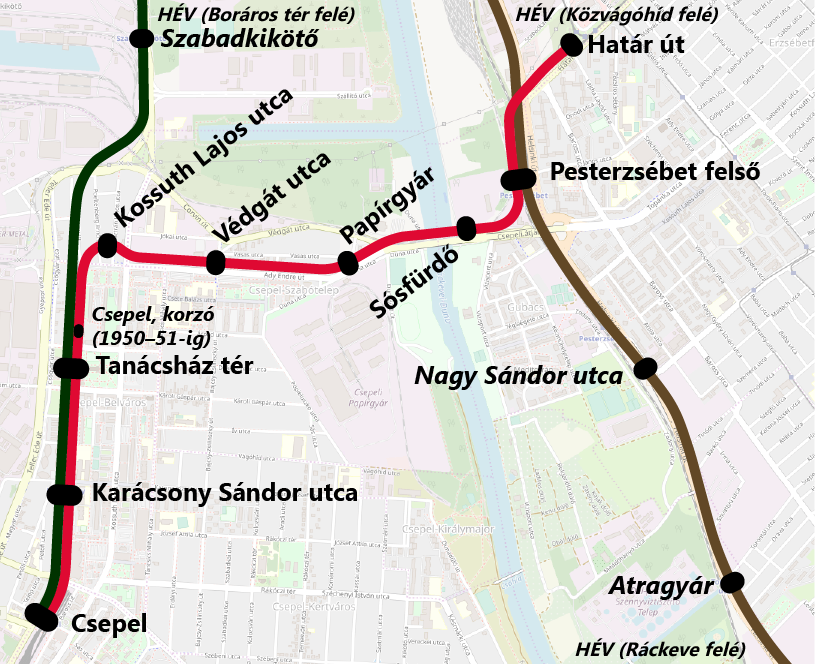
A Pesterzsébet és Csepel közötti HÉV nyomvonala

Az 1920-as évek vége felé különböző tervek születtek a HÉV további meghosszabbításáról, első lépésben egy 28 km-es új pálya épült volna Ráckevétől Szalkszentmártonig, de távlati tervként felmerült Kalocsa és Baja is, mint végállomás. A gazdasági világválság és a BHÉV egyre rosszabb anyagi helyzete miatt egyik terv sem vált valóra.
A buszjáratok tömeges elterjedése miatt a BHÉV több módon is próbálta megtartani utasait: csökkentették a jegyárat, illetve közvetlen járatok indultak Csepelről: 1936-ban Dunaharaszti felé, két évvel később pedig már Pacsirtatelep felé is. Végül azonban csak a második világháború alatt bekövetkező gumiabroncs- és üzemanyaghiány miatt vált újra egyedüli közlekedési eszközzé a HÉV Csepel és a főváros között, habár közben a BHÉV a BSZKRT fennhatósága alá került.
1938 januárjában megkezdték a Dunaharaszti és Szigetszentmiklós közötti pálya villamosítását is, mialatt elkezdték lecserélni a gőzösöket, a még villamosítás nélküli szakaszra dízelvonatokat szántak. Új járművek beszerzése helyett – költséghatékonyság miatt – régi favázas motorkocsikat alakítottak át dízeles acélvázas vonatokká.
1942-ben Szigethalom határában átadták a Dunai Repülőgépgyárat, a dolgozók elszállításában a HÉV is jelentős szerepet játszott. A gyár mellett először csak feltételes megállóhely létesült, majd 1942. október 19-én átadták az új állomást is, ami ma a Szigetszentmiklós-Gyártelep nevet viseli. A még jobb megközelíthetőség jegyében Dunaharasztitól megépült a második sínpár is, majd megtörtént a villamosítás is a repülőgépgyárig. A világháború alatt légitámadások érték a repülőgépgyárat, a Weiss Manfréd Műveket, felrobbantották a Gubacsi hidat és a dunaharaszti hidat, valamint több helyen megrongálódott a HÉV pályája is. A jelentős károk ellenére a forgalom 1945. március 12-én újraindulhatott a Közvágóhíd és Pesterzsébet között, majd gőzmozdonyokkal az ideiglenes átkelőhelyen Csepelre is vonatok indultak. A teljes vonalon 1945. december 8-án állt helyre a közlekedés a dunaharaszti híd helyén létesült, szintén ideiglenesnek szánt híd átadásával. 1946. május 27-ére elkészült a Szigetszentmiklós-Gyártelep és Tököl közötti szakasz villamosítása is.
1951. április 29-én átadták a csepeli gyorsvasutat, ezzel együtt megszüntették a Pesterzsébeten keresztül, Csepel és Pacsirtatelep között közlekedő HÉV-et. Pótlására április 30-ától Csepel és Pesterzsébet között autóbusz, Pacsirtatelepen villamos indult el.

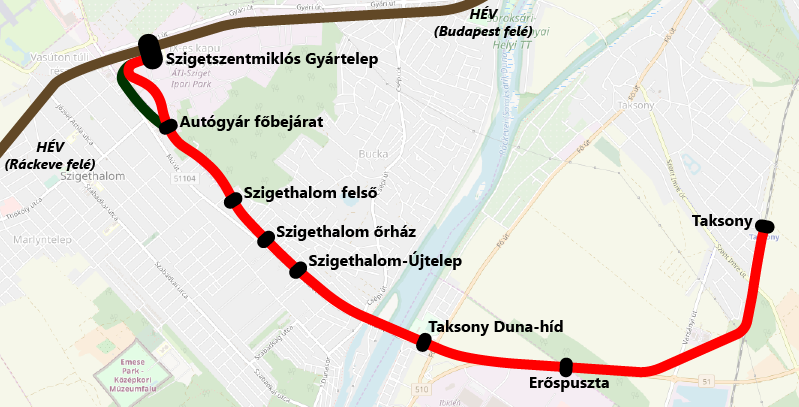
Az egykori taksonyi HÉV nyomvonala és megállóhelyei

1958. augusztus 2-án az újjáalakult BHÉV átvette a MÁV-tól a Szigetszentmiklós és Taksony közötti vasútvonalat, itt a MÁV korábban a teherszállítás mellett a dolgozók számára fenntartott járatokat üzemeltetett a Józsefvárosi pályaudvar felől. Új járművek hiányában a vonalon gőzmozdonyokból és több mint 50 éves vasúti kocsikból álló szerelvények álltak forgalomba. Az új vonal legabszurdabb jelensége azonban a Dunai Repülőgépgyár romjain felépülő Csepeli Autógyárhoz köthető, ugyanis a vasút a gyár területén haladt át. Az Autógyár szigorúan titkos hadiüzemnek minősült, így személyszállító vonatot nem engedtek át. A helyzetet úgy oldották meg, hogy a gyár bejáratánál az utasok leszálltak, a szerelvény üresen átment a gyáron, majd a másik bejáratnál a gyárat gyalogosan megkerülő utasok újra felszállhattak. Az igazi megoldásra 1963. február 4-éig kellett várni, ekkor adták át a gyárat elkerülő pályát, így már gyaloglás nélkül végig lehetett utazni a vonalon, sőt a gőzösöket is lecserélték dízelvonatokra. Ugyanekkor betétjáratok is indultak Szigetszentmiklós Gyártelep és a Taksony Duna-híd megállóhely között. A taksonyi szárnyvonalon 1976. november 10-én szűnt meg az utasszállítás. A BKV ugyan pár évig még közlekedtetett vonatpótló buszokat, de 1980-tól már csak a helyközi Volán-járatokkal lehetett utazni.

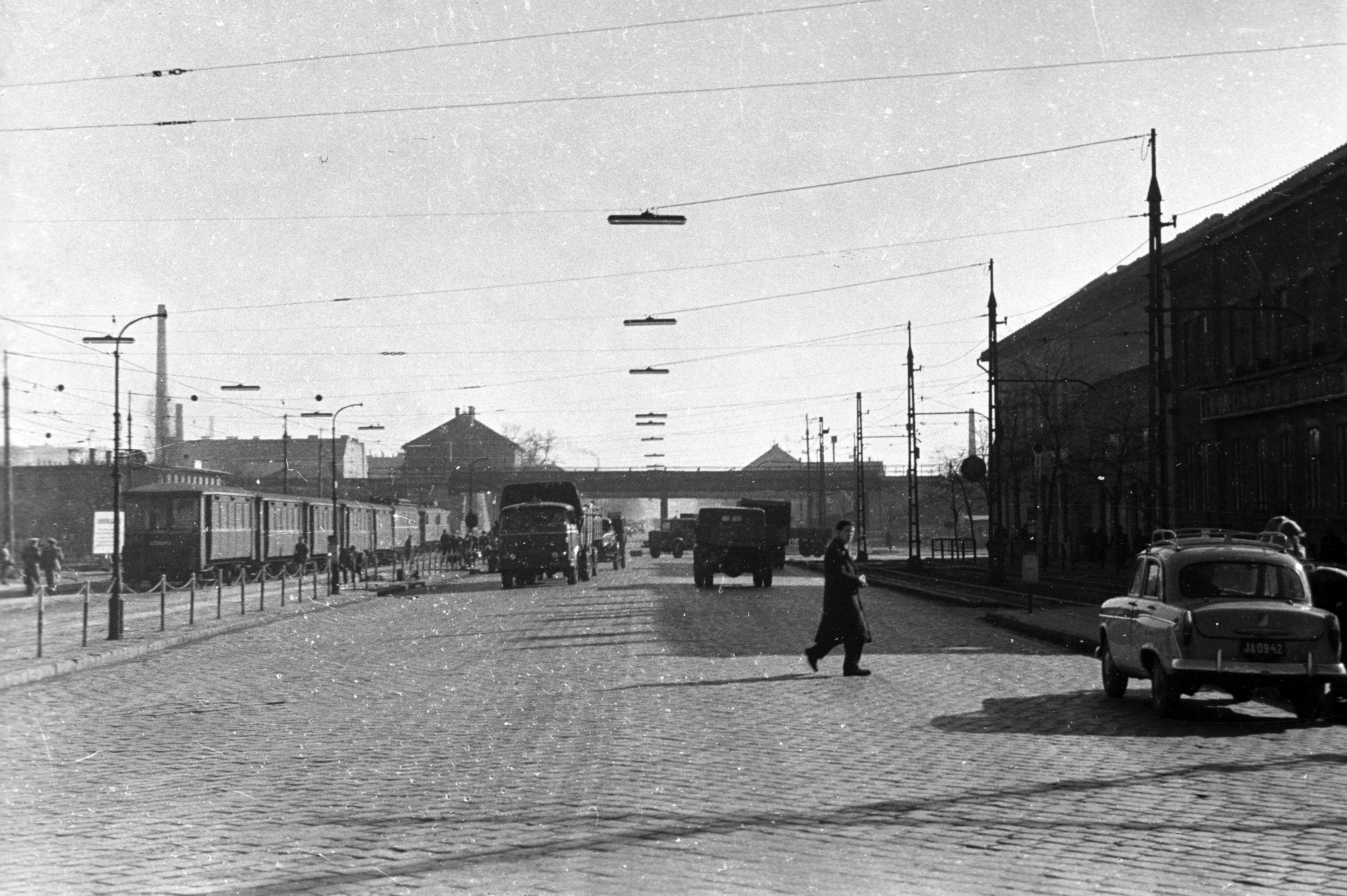
Közvágóhíd végállomás 1960 körül, a HÉV a vasúti híd után keresztezte a Soroksári utat

1960-ban elkészült a második sínpár Szigethalom állomásig, majd 1967-ben már Tökölig lehetett kétvágányú pályán közlekedni.
A Közvágóhíd végállomást a Soroksári út másik oldalára kívánták áthelyezni, hogy a HÉV ne zavarja az egyre forgalmasabb úton közlekedőket. Az áthelyezés ötlete már az 1940-es években is felmerült, végül az új végállomást 1973. november 15-én adták át, illetve ekkor hosszabbították meg idáig a 2-es villamost, ami a belvárosi csatlakozást jelentette, a két állomást azonban a mai napig elválasztja egymástól a Kvassay Jenő út.
1974 szeptemberében döntés született a Tököltől Ráckevéig tartó szakasz villamosítására is, amit a MÁV kivitelezésében 1975 júniusában kezdtek és már decemberben befejeztek. A vonalszakaszt 1976. február 12-én adták át ünnepélyes megnyitó után, így már az egész vonalon villamos motorvonatok állhattak forgalomba.
A ráckevei kocsiszínt már évtizedek óta tervezték felújítani, az 1980-as évek elejére a tervek is elkészültek, a tényleges építkezésre végül 1991 márciusában került sor. Ekkor készült el az új 84 méteres kocsiszíni csarnok a hozzá kapcsolódó kiszolgáló épületekkel. A teljes felújítás csúszásokkal együtt csak 1995-re készült el.
A ráckevei HÉV 2011. május 1-jén a H6-os járatszámot kapta, térképeken és utastájékoztató felületeken pedig barna színnel jelölik.
2017 nyarán a ráckevei vonalon néhány alacsony forgalmú megállóhelyet megszüntettek, illetve pénteki és szombati napokon éjszakai járatot is indított az új tulajdonos MÁV-HÉV Zrt.

## Csepeli gyorsvasút

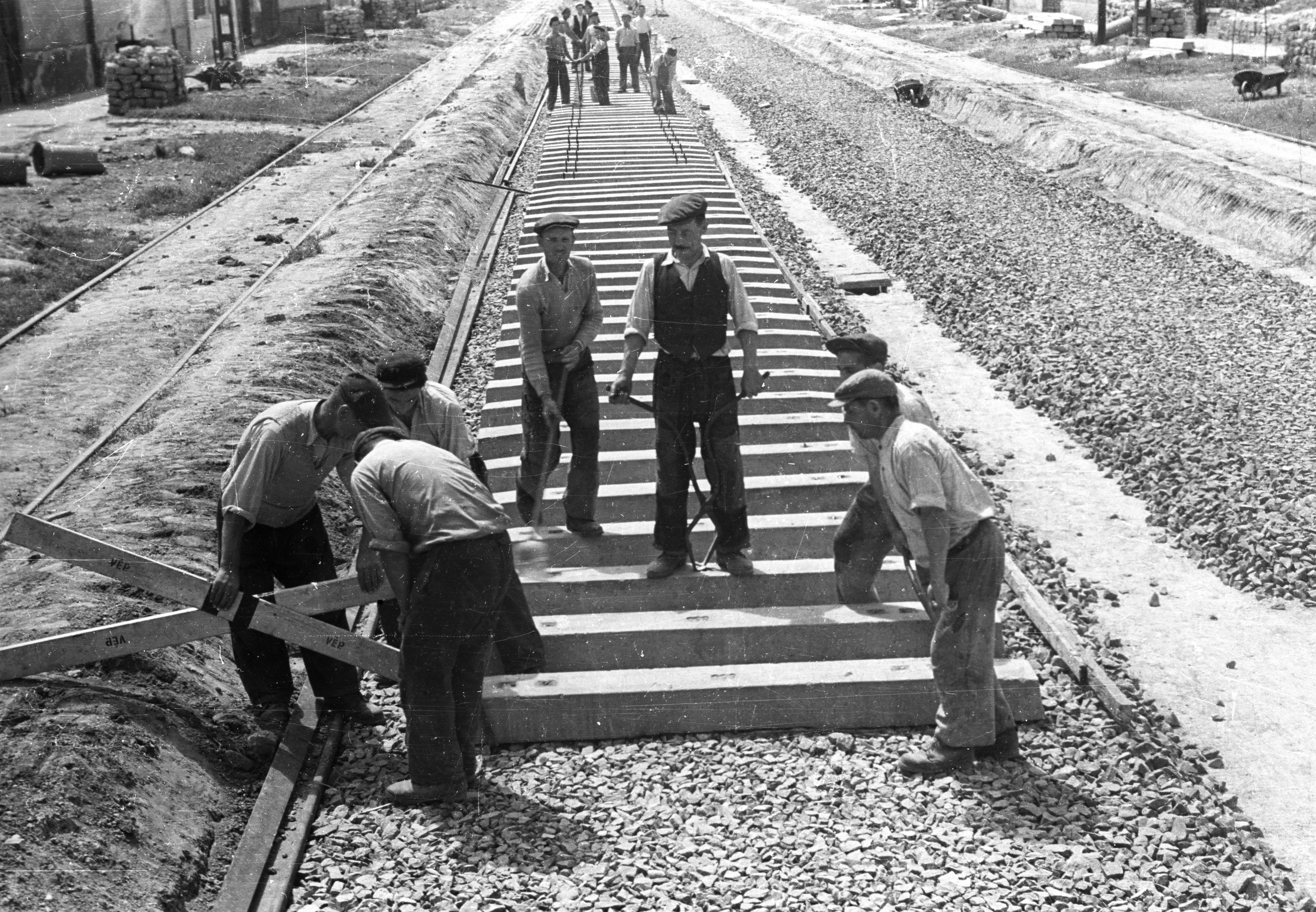
A gyorsvasút építése 1950-ben

A csepeli gyorsvasút megépítésének több előzménye is volt. 1949-ben a kommunisták hatalomra kerülésével megalakult a Magyar Népköztársaság, a legfontosabb célnak a nehézipar fejlesztését tűzték ki, amelyben az 1950-ben Budapesthez csatolt Csepel főszereplővé vált, többek között a Weiss Manfréd Acél- és Fémművek átnevezésével létrejött Rákosi Mátyás Vas- és Fémművek, valamint számos további üzem, mint papírgyár, posztógyár, növényi olajgyár és kikötők működtetése miatt. A gyárak számának növekedése miatt több munkásra volt szükség, a meglévő tömegközlekedési eszközökkel viszont már nem tudtak ekkora tömeget elszállítani. A ráckevei HÉV csepeli szárnyvonalán további vonatok közlekedtetésére már nem volt lehetőség, ezért egy új gyorsvasút építéséről született döntés. Végállomásnak eredetileg a Kálvin teret nézték ki, végül a Boráros térre esett a választás, a lebombázott Elevátor-ház helyét és a korábban itt elhelyezkedő teherpályaudvart alakították át. A munkálatokat 1950. március 24-én kezdték el, a hiányzó munkaeszközök és a feszített határidő miatt a minőség is háttérbe szorult. A Ráckevei-Duna fölé a MÁVAG gyártotta a hidat, az épülő töltéshez több ezer köbméter földet kellett megmozgatni, valamint az útba eső házakat és műtárgyakat el kellett bontani. Az építkezéssel határidőre elkészültek, a kétvágányú villamosított vonalat 1951. április 29-én ünnepélyes megnyitón adták át az utazóközönségnek. A menetrend szerinti forgalom két nappal később, május 1-jén indult el. Tervben volt a vonal meghosszabbítása Ráckevére, illetve Makádra, melyhez a töltést meg is építették a ráckevei HÉV dunaharaszti hídjáig, de a sínpárokat sosem fektették le. Elmaradt a Szabadkikötő északi részének fejlesztése is, így az oda tervezett Kikötői felső megállóhely a mai napig nem készült el. Egy másik megvalósulatlan terv szerint a gyorsvasút szerelvényeit vörösre festették volna, többek között a Vörös Csepel indulóra hivatkozva, illetve ekkor még nem tekintették HÉV-nek sem a vonalat, ezért a vörös színnel a gyorsaságot is szerették volna jelképezni, ám végül nem készültek el időre az ide szánt M VIII-as motorvonatok, ezért a jól ismert zöld színű HÉV-kocsik álltak forgalomba. Mire a MÁV Dunakeszi Járműjavító elkészült az új vonatokkal, addigra a HÉV újabb tulajdonosváltáshoz érkezett, a MÁV-BEV pedig nem nyúlt hozzá a Csepelen jól teljesítő kocsikhoz, az új vonatokat inkább a gödöllői vonalra irányították át.
A gyorsvasút átadása után bezárták a ráckevei HÉV csepeli és pacsirtatelepi szárnyvonalát. Csepel felé villamos-tarifával elindult a 19-es busz (1960. február 15-étől „C” jelzésű autóbusz) Pesterzsébet, Baross utca és Csepel, Petőfi utca között, illetve 19A jelzésű betétjárata Pesterzsébet és Csepel, Imre tér között. Pacsirtatelepen 35-ös jelzésű villamost indítottak, amit rövid időn belül 31A-ra neveztek át. Tervben volt egy Csepeltől Kőbányáig kiépítendő trolibusz is, de az ötletet végül elvetették.
A bezárt HÉV-vonalat 1959. január 1-jén újranyitották, a szerelvények ekkor már a pesterzsébeti Határ úttól jártak (ma a Gubacsi úti villamos-végállomás) és „H” jelzést is kaptak. Az új vonalhoz egy zuglói kapcsolatot is terveztek, az Örs vezér teréig kiépített vonalon 1963-ban villamosok indultak el 13-as jelzéssel. Még 1960. január 4-én elindult az „S” jelzésű HÉV Csepelről Soroksár, Hősök teréig, ezt azonban 1965-ben megszüntették. A „H” jelzésű vonal 1978. október 31-én szűnt meg, helyét újra autóbuszok vették át, ami immáron 148-as jelzéssel járt.

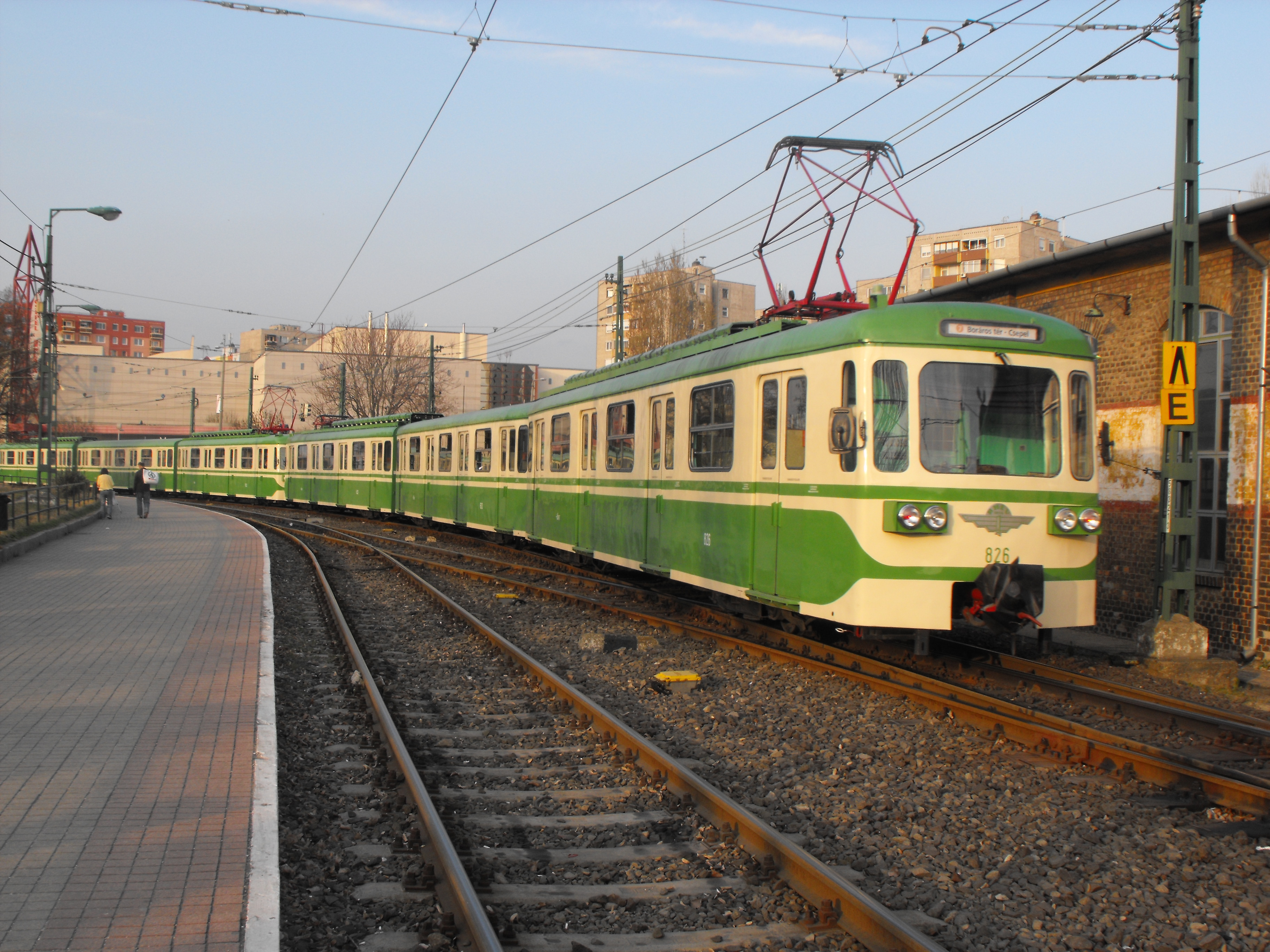
M IXA motorvonat Csepelen

1962-ben a budafoki műhelyben elkészült az M IX-es motorkocsi prototípusa, ami a bezárt dél-budai vonalak helyett Csepelre került, próbafutásait is itt fejezte be. A kedvező tapasztalatok után a MÁV Dunakeszi Járműjavító sorozatban is elkezdte gyártani a típust, 1966-ig fokozatosan átvették az öreg járművek helyét, így a csepeli vonal valóban gyorsvasúttá válhatott a 80 km/h-ra emelt maximális sebességgel.

A hárosi HÉV útvonala

1954. augusztus 1-jén Hárost Budapesthez csatolták, ide egyvágányú szárnyvonalat is építettek a gyorsvasút végállomásától, részben a Weiss Manfréd Művek meglévő iparvágányainak felhasználásával. Az egykitérős vonalat 1959. december 29-én adták át. A helyiek által csak „madzagvasútnak” nevezett dízelüzemű vonal nem volt hosszú életű, 1965. november 28-án megszüntették, a közlekedést inkább buszokkal oldották meg.

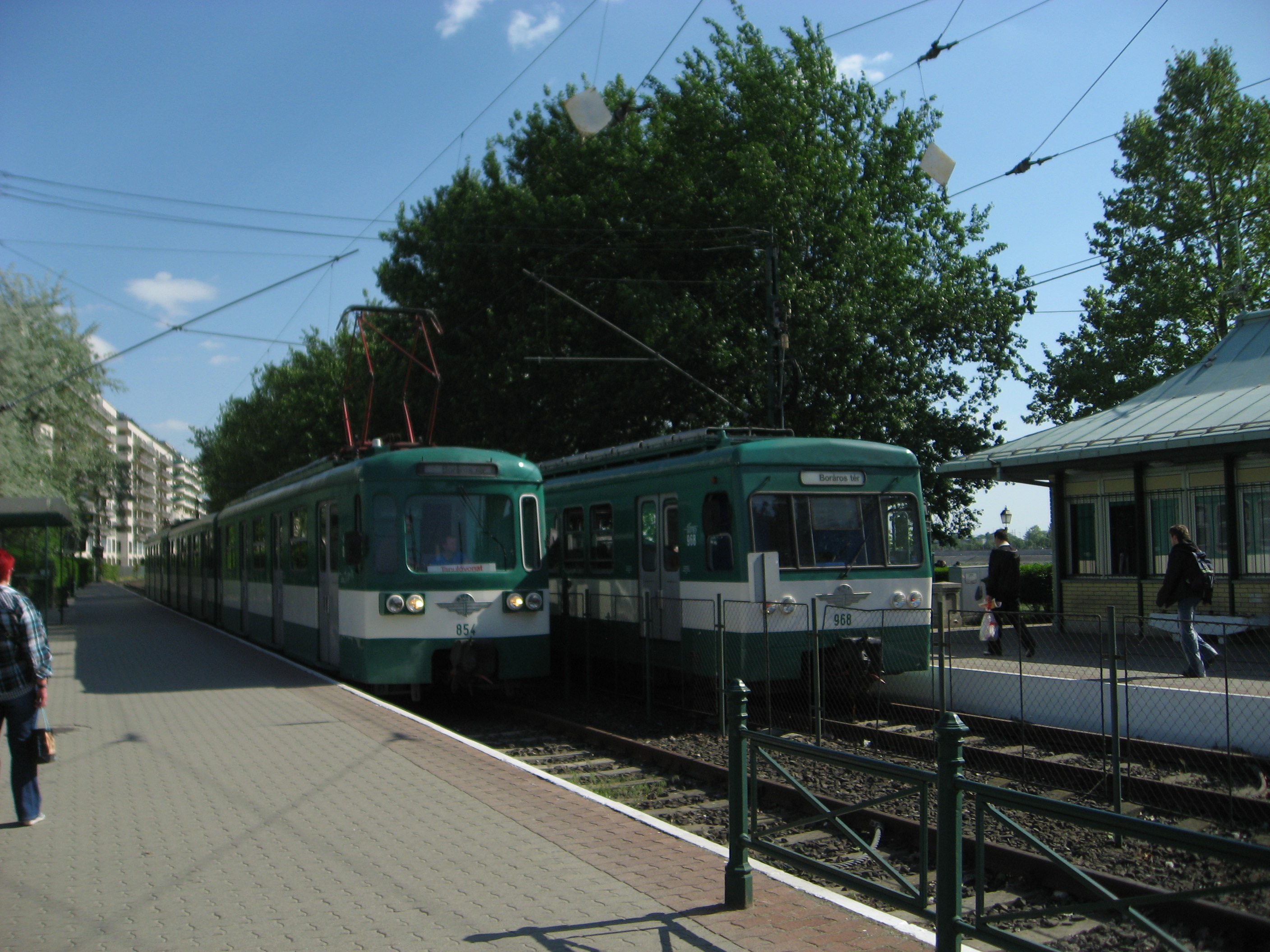
Balra egy M IXA, jobbra egy M XA a Boráros téren

Az elhasználódott vonalon egymást érték a lassújelzések, a teljes rekonstrukció halaszthatatlanná vált. A munkálatokat 1996-ban kezdték el és 2000-re végezték el. Megújultak a megállóhelyek, korszerű biztosítóberendezést telepítettek, és a HÉV-vonalak közül egyedüliként itt bevezették a „BKV Plusz” elnevezésű szolgáltatást, ami a megfelelő utastájékoztatás mellett garantálta a rendszeres takarítást és a menetrend betartását. A vonal 2000. december 16-án új megállóhelyet is kapott Lágymányosi híd (később Közvágóhíd, ma Müpa – Nemzeti Színház) néven az 1-es villamos meghosszabbításával egy időben.
A gödöllői HÉV megnyitásának 100. évfordulójára 2011-ben Cinkotán átfényeztek egy M IXA motorvonatot az eredeti zöld-vajsárga csíkosra. A retro fényezést ideiglenesnek szánták, de visszakerülve Csepelre így hagyták, valamint egy másik szerelvény is megkapta ezt a színezést, és azóta is így közlekednek. Közben a többi M IX-est is felújították, új forgóvázt kaptak és jellegzetes lámpáikat is lecserélték, ám ezek megtartották új zöld festésüket.
A csepeli HÉV 2011. május 1-jén a H7-es járatszámot kapta, térképeken és utastájékoztató felületeken pedig narancssárga színnel jelölik.
A vonal meghosszabbítására vonatkozó tervek a kezdetektől léteznek, már az 1951-es megnyitás előtt a Kálvin térig szerették volna építeni a vonalat (a ráckevei HÉV-vel együtt), de konkrét lépéseket nem tettek az ügy érdekében. 1973-ban az ötödik ötéves terv fejlesztési célkitűzéseibe már bekerült a gyorsvasúti hálózat fejlesztése és modernizálása, konkrétan megnevezve a csepeli HÉV meghosszabbítását a Kálvin térig. Egy év sem telt el és pénzügyi okokra hivatkozva elhalasztották a következő ötéves tervre, azonban még 1975-ben megjelent a megvalósítandó beruházások között, mely szerint 1983-ra kellett volna elkészüljön a mintegy 1 kilométeres alagút, végül ebből sem lett semmi. A hetedik ötéves tervbe újra bekerült azzal a feltétellel, hogy előbb a 4-es metrót kell átadni. A metrót ugyan jelentős csúszással, de 2014-ben átadták, a HÉV-ek meghosszabbításáról több tervezet is született, a munkálatokat viszont azóta sem kezdték el. Újabb tervekben már az Astoria szerepel belső végállomásként, illetve az észak–déli regionális gyorsvasútnak, vagy egyszerűen csak M5-ös metróvonalnak nevezett projekt a szentendrei, a ráckevei és a csepeli HÉV-ek összekötését tervezi.

## Gödöllői és csömöri HÉV

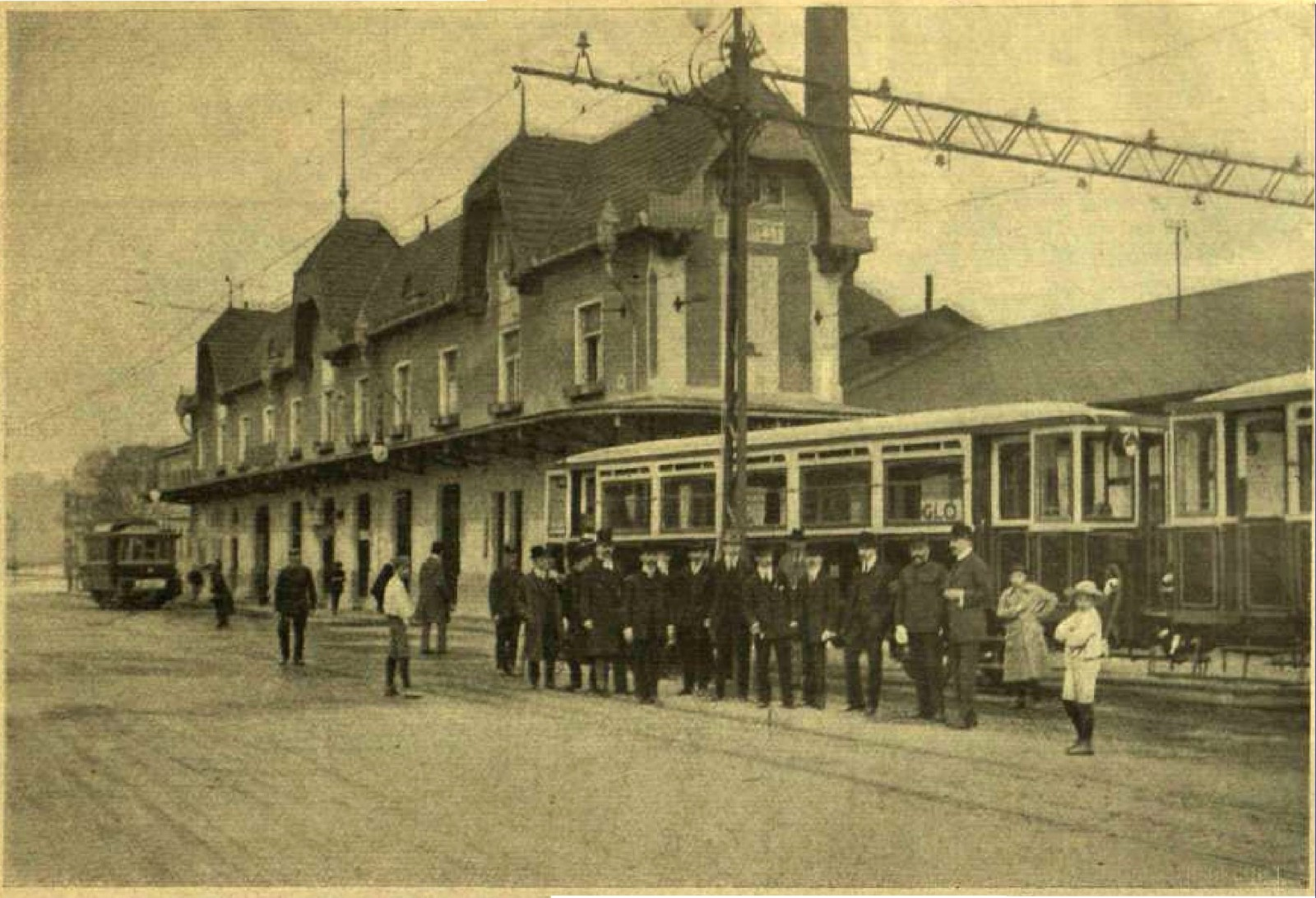
Kerepesi út végállomás 1911-ben

A BKVT, miután átadta a soroksári vonalát, sorra szerezte be az engedélyeket Észak-Buda és Északkelet-Pest felé további HÉV-vonalak megépítésére. Második vonalukat 1888. július 20-án adták át a budapesti Központi pályaudvar (ma Keleti pályaudvar) és Cinkota között. Az egyvágányú vonalon tíz megállóhelyet alakítottak ki, a pesti végállomáson kívül Rákosfalván és Cinkotán épült felvételi épület, a járműtelepet is Cinkotán építették meg. A BKVT három gőzmozdonyt állított forgalomba összesen kilenc pótkocsival, de hosszú ideig ez is soknak bizonyult a többnyire lakatlan pusztákon és mezőgazdasági területeken zakatoló vonatnál. A HÉV kihasználtsága sokszor a 20%-ot sem érte el, első fellendülés Pusztaszentmihály fejlődéséhez köthető, a település és a főváros között ingázók főleg a HÉV-et választották. Az alacsony utasforgalom ellenére 1897-ben elkezdődött a második vágány megépítése, illetve a Cinkotán túl fekvő települések igényei alapján a vonalat meghosszabbították Csömörön és Kistarcsán keresztül Kerepesig. Az új pályán 1900. augusztus 28-án indult meg a személyszállítás. Az utasok száma folyamatosan gyarapodott, valamint elindult a teherszállítás is a mezőgazdasági termékek egyszerűbb mozgatása miatt.
A következő években további fejlesztéseket hajtottak végre, 1911. április 19-én befejezték a teljes szakasz villamosítását, közben pedig elkezdték meghosszabbítani a vonalat Gödöllőig. A villamosítás lehetővé tette a Kistarcsa és Cinkota közötti ún. kavicsbányai átvágás megépítését, a villamos vonatoknak már nem okozott problémát az emelkedő, és így mintegy hat kilométerrel lett rövidebb a HÉV, a csömöri szakasz így szárnyvonallá vált. Közben egy másik társaság, a Vác–Budapest–Veresegyház–Gödöllő Helyi Érdekű Villamos Vasút (VBG) 1911. szeptember 2-án átadta a Rákospalota és Veresegyház felől érkező, teljes útvonalon villamosított vonalát Gödöllő végállomással. A BHÉV pár hónappal később, 1911. november 25-én vette birtokba a Mogyoródon át Gödöllőig tartó szakaszt, a két HÉV egymás mellett, de különálló végállomást használt. Megtörtént a további hosszabbítás bejárása is Máriabesnyő és Aszód felé (távlati tervekben Balassagyarmatig), azonban az első világháború miatt az építkezést elhalasztották. Ugyan 1920-tól néhány helyen elvégezték a szükséges földmunkákat, pénzhiány miatt végül elvetették a beruházást.

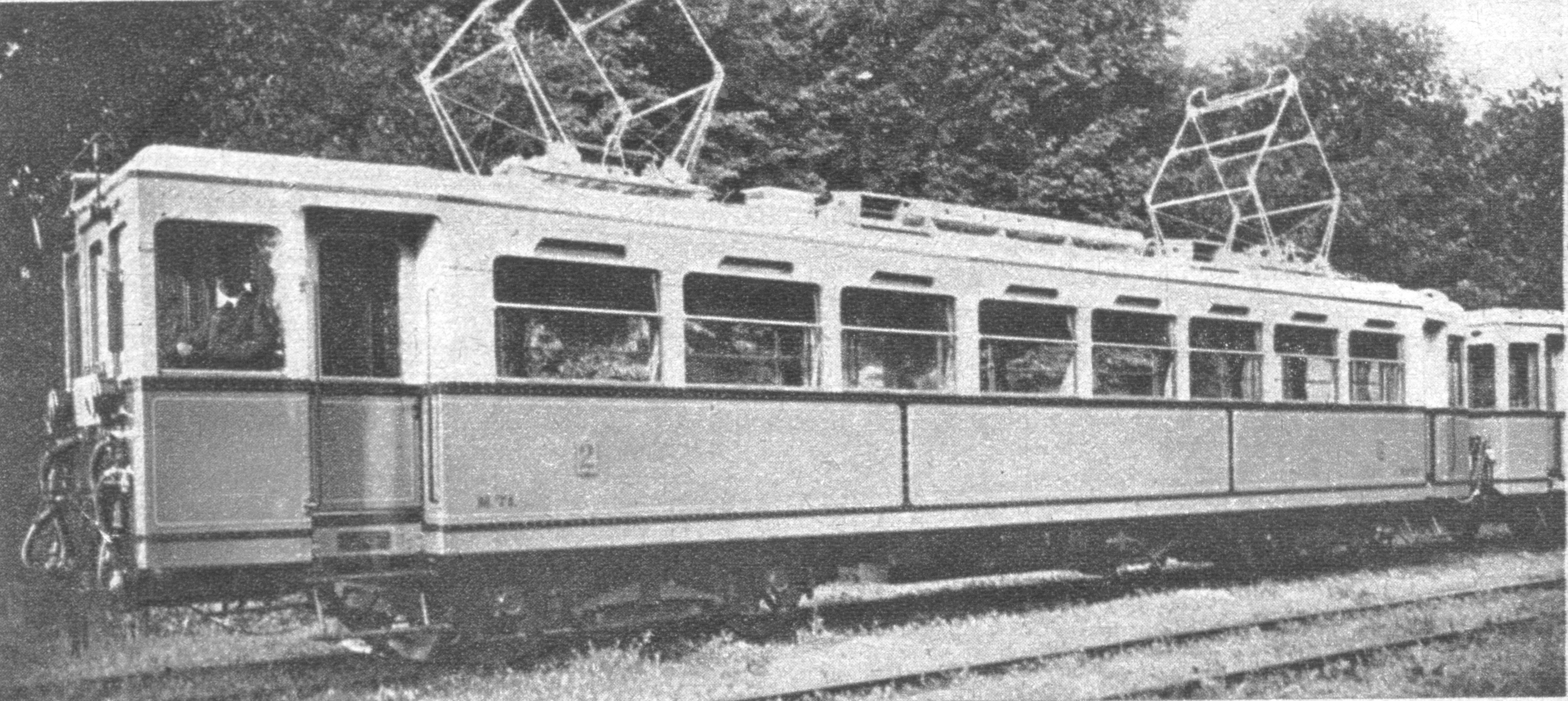
M VII-es motorkocsi a gödöllői vonalon, eredeti kék-fehér színezésével

A háború után elkezdett fellendülni a gödöllői HÉV, egyre több ember költözött a vonal mellé, valamint a gödöllői kastély felé a turistaforgalom is jelentősebb lett. A BHÉV itt telepítette először a modern higanygőzös áramátalakítót, amivel az Elektromos Művek váltakozó áramát tudták a HÉV-szerelvények működéséhez szükséges egyenáramra átalakítani. Korszerűsítették a pályát is, és 1929-ben itt állt forgalomba a kékre festett M VII-es motorvonat is, az átlagosnál jóval nagyobb utasterű és kényelmesebb pótkocsikkal. Ugyanitt álltak forgalomba az L VI-os acélvázas és négytengelyes mozdonyok is, amikkel teherszállítást végeztek.
1941 nyarán átadták a Kerepesi úton a vasút feletti átívelő hidat, ami jelentősen meggyorsította forgalmat, korábban az igen nagy forgalmú vasúti forgalom miatt jelentős torlódások alakultak ki a sorompók mögött.

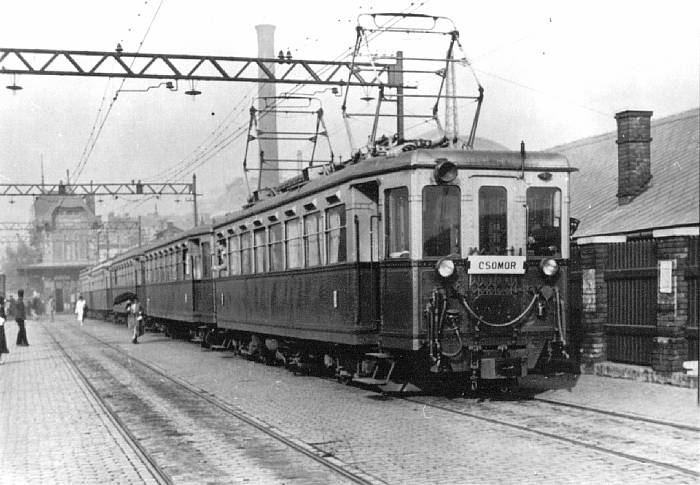
Csömöri vonat a Keleti pályaudvarnál

1941. november 9-én áttértek a fővárosban is a jobb oldali közlekedésre, ám a gödöllői HÉV, valamint a szentendrei HÉV és a földalatti esetében még megmaradt a bal oldali közlekedés. Szentendrén 1947-ben, a földalattinál pedig az 1973-as felújítás közben elvégezték a szükséges átalakításokat, Gödöllő felé viszont a mai napig az ellenkező irányú vágányon közlekednek a vonatok. Az intézkedés bevezetése előtt jelentős összeget költöttek a Keleti pályaudvar és Nagyicce közötti szakasz új térközjelzőire, mely valószínűleg hozzájárult a halasztáshoz, de az átállás azóta sem történt meg, hiába merült fel többször a szükségessége.
A Budapesti Közlekedési Vállalat Helyi Érdekű Vasút Üzemága (...) kezdje meg a gödöllői HÉV gyorsvasúttá fejlesztését. Időszerű a bal oldali közlekedésnek jobb oldalra történő átszervezése.
1948. május 3-ától a BHÉV tehermentesítő autóbuszjáratot indított a Keleti pályaudvar és Sashalom – Cinkotai Nagyicce állomás között. A buszok munkanapokon jártak, reggel Budapest felé, este pedig Sashalom felé, de az útvonalat egy hét múlva már Mátyásföldig hosszabbították. A buszok júliusban már Cinkotát is elérték, illetve üzemidejüket hétvégékre is kiterjesztették. A cinkotai buszüzem nem volt hosszú életű, ugyanis 1948. szeptember 1-jén a BSZKRT vette át.

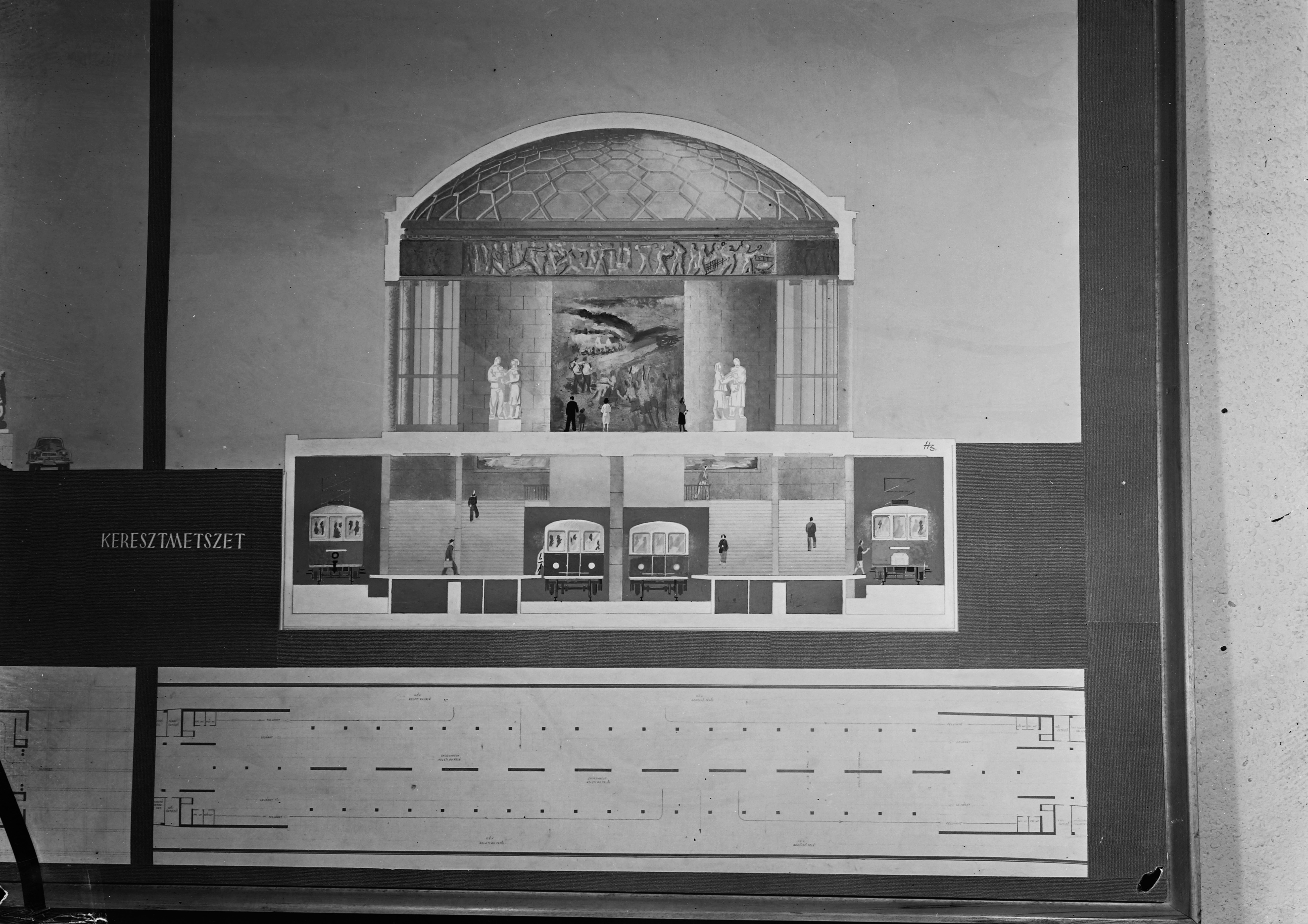
A metró és a HÉV közös végállomásának terve a Népstadionnál

1965-ben elkészült a BHÉV fejlesztési terve a következő 20 évre, ebben az épülő metróval közös szakaszokat is megálmodták. A metró ekkor már a Fehér útig (Örs vezér tere) volt tervezve, a közös Népstadion végállomást viszont elvetették, ugyanis a HÉV-et még tovább, a Keleti pályaudvarig, vagy a Deák térig kívánták közlekedtetni. Ehhez olyan járműre lett volna szükség, ami mind a két szakaszon képes közlekedni. Tervben volt a metró Nagyiccéig tartó megépítése is. Végül a metró 1970. április 3-ai átadásakor a lehető legrosszabb módon véglegesedett a forgalmi rend: a metró az Örs vezér teréig jött, a HÉV-eket pedig az út túloldalán lévő megállóig vágták vissza, így az átszállás csak aluljárón és jelentős gyaloglással lett megoldható. Az eredetileg közös és modern végállomásnak szánt Népstadion így csak egy négyvágányos metrómegálló maradt. A metró és a HÉV összekötésére azóta is számtalan terv született, de érdemi lépések még nem születtek.
2011. május 1-jén a gödöllői HÉV a H8-as, a csömöri HÉV a H9-es járatszámot kapta, a cinkotai betétjáratok szintén H8-as jelzéssel járnak. Térképeken és utastájékoztató felületeken mind a kettőt rózsaszínnel jelölik.
2017. december 1-jétől a gödöllői vonalon pénteki és szombati napokon éjszakai járatot indított az új tulajdonos MÁV-HÉV Zrt.
2019. február 4-én újraindult a személyforgalom Csömör és Kerepes között Siemens Desiro motorvonattal. Gödöllőtől a reggeli csúcsidőben gyorsított vonatok is indulnak, ezek kihagyják Szentjakab, Zsófialiget, Kistarcsa, Kistarcsa, Kórház és Ilonatelep megállóhelyeket. A Csömör–Kerepes betétjárat 2019. június 14-én megszűnt.

### Rákosszentmihályi és rákospalotai HÉV

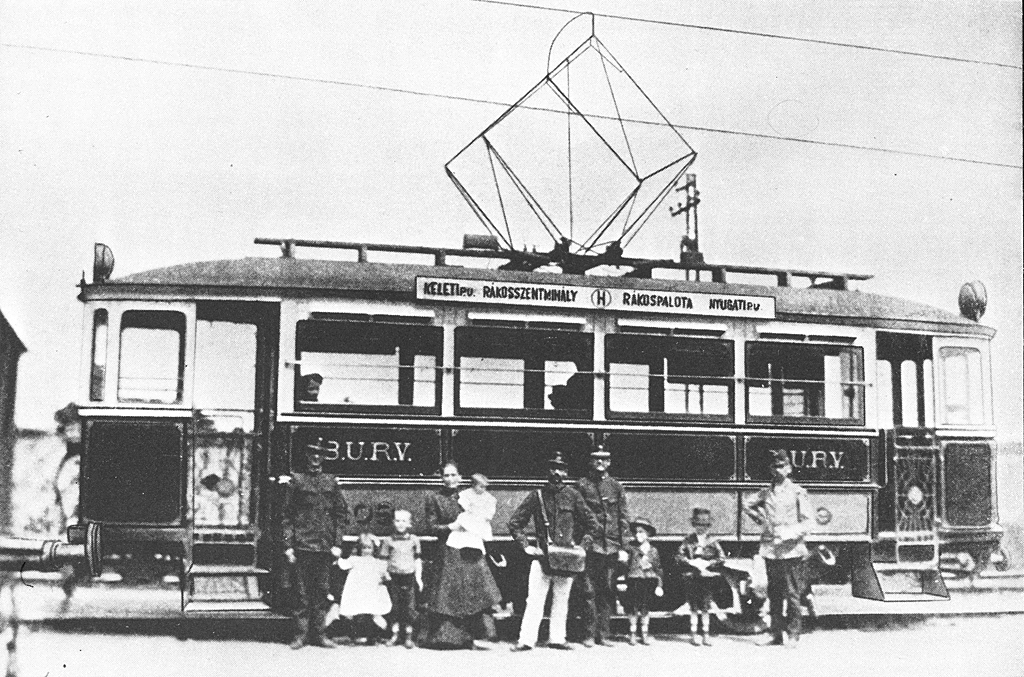
A BURV egyik kocsija a H jelzésű vonalon az 1910-es években

1911. december 7-én Rákosszentmihály felé terjeszkedett a HÉV, a körforgalmú vonalat a lóvasút konkurenciájaként adták át. A gödöllői HÉV-ből Nagyiccénél ágazott ki. A lóvasút ugyan még próbálkozott útvonal-korrekcióval, de a versenyt nem vehették fel a vonatokkal, ezért már 1913-ban megszüntették. Ugyanekkor a BHÉV és a szintén BKVT érdekeltségbe tartozó Budapest–Újpest–Rákospalotai Villamos Közúti Vasút (BURV) közös projektbe kezdett. A Rákosszentmihály és Rákospalota közötti kétvágányú HÉV-vonalat „H” jelzéssel 1913. január 1-jén adták át, és a BHÉV a BURV-val közösen üzemeltette, de a járműveket a BURV biztosította. Az új járat a Keleti pályaudvarról indult, a gödöllői HÉV vágányait Nagyiccénél hagyta el, a kis utcákban kanyarogva érintette Sashalmot, Rákosszentmihályt, Pestújhelyt, Rákospalotát, majd Újpestet, végül a Lehel utcán elérte a Nyugati pályaudvart. A hosszú villamosjárat 1924 januárjában megszűnt, ugyanis a BURV átkerült az új fővárosi közlekedési céghez, a BSZKRT-hoz, akik viszont nem tudtak a BHÉV-vel megegyezni a közös üzemről. Ekkor a Nyugati pályaudvar és Rákospalota között villamos járt, Rákospalota és a Keleti pályaudvar között megmaradt a HÉV, a rákosszentmihályi hurokban közlekedő járatok viszont megszűntek az éles kanyarokra hivatkozva. Pótlásukra a Nádastó megállóhelyig betétjáratok közlekedtek a rákospalotai vonalon. 1924. november 15-én sikerült újraindítani a forgalmat, de a hurok nyugati részét felhagyva, a keleti részen pedig megfordították a körbejárás irányát. A Rákosszentmihályon forduló szerelvények ekkor a Rákosi út – Ilona utca (később Krenedits Sándorné utca, majd Bajcsy Zsilinszky utca) – Károly király út (később Csömöri út) – Rákóczi út útvonalat tették meg.
1932. szeptember 15-én új megállóhelyet alakítottak ki Fehér út, kertváros néven a zuglói kertváros szélén, ekkor a gödöllői vonatok nem is álltak meg itt. Később a megállóhely Örs vezér tere néven a HÉV-ek végállomása lett, átszállási lehetőséggel számtalan autóbuszra, villamosra és a 2-es metróra.

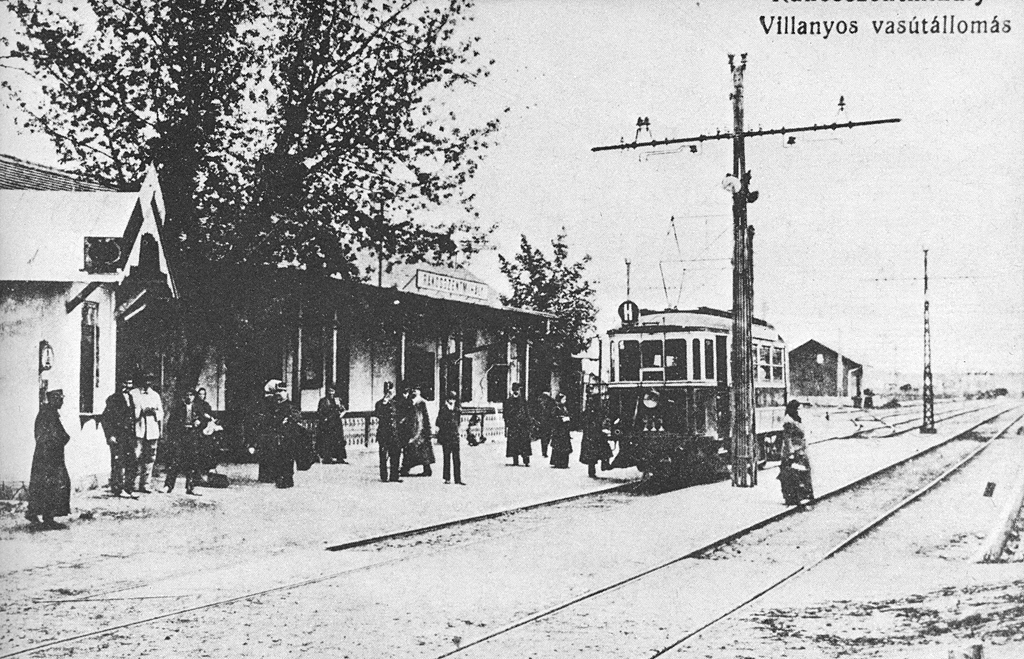
Rákosszentmihály állomáson (valamikor 1904–1916 között)

1941-ben a rákosszentmihályi szárnyvonal kétvágányú szakaszán az elsők között vezették be a jobb oldali közlekedést. A hurok közlekedését a döntés nem befolyásolta, ott már 1924-től a jobb oldalon jártak a vonatok.
A második világháború alatt megnehezítette a karbantartási munkákat az acélhiány, ezért 1942-ben a rákospalotai vonalon elbontották az egyik sínpárt, így itt sem kellett átállni a jobb oldali közlekedésre, a felszabaduló anyagot pedig a gödöllői vonalon fel tudták használni.

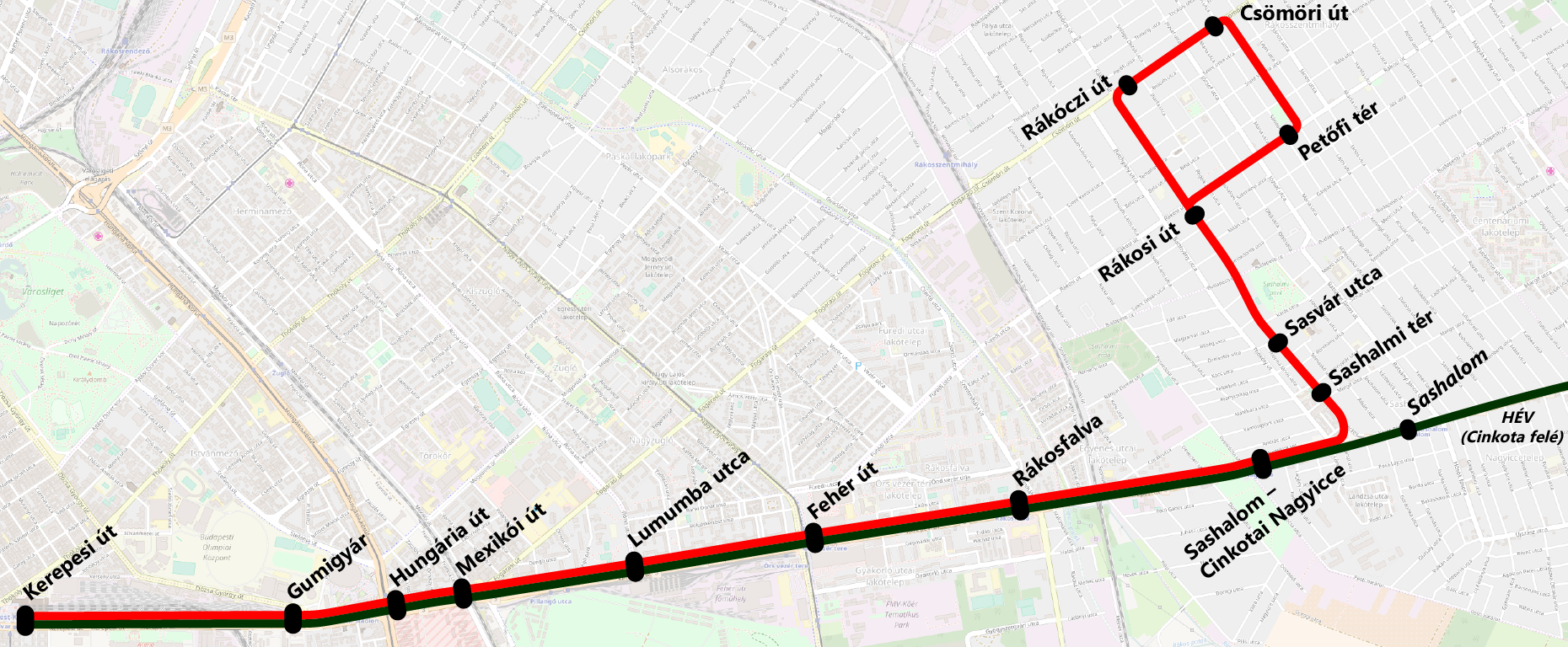
A rákosszentmihályi HÉV térképen a megszűnése idején

1952-ben a MÁV-BEV alá helyezték a HÉV-eket, de a rákospalotai vonalat a Fővárosi Villamosvasút kapta meg, és sárga színű villamosok vették át a HÉV helyét. A 69-es villamos mellett 1954-ben elindult a 65-ös villamos is, ez a MÁV-telep és Rákospalota között használta az egykori HÉV vágányait. Végül mind a két villamos megszűnt, a 69-est 1970-től a 65-ös villamos és a meghosszabbított 24Y busz pótolta, majd 1980-ban a 65-ös is megszűnt. Ezen a szakaszon azóta sem közlekedik villamos, néhány utcányira autóbuszokkal bonyolítják le a forgalmat.
1958 októberétől 1967 augusztusáig a Keleti pályaudvari végállomásnál a rákosszentmihályi szerelvényeket áthelyezték a Baross térre, hogy megkönnyítsék az átszállást a villamosokra, valamint tehermentesítsék az eddigre már zsúfolt végállomást.
A kelet-nyugati metróvonal 1970. április 3-ai átadásával a HÉV-eket a Keleti pályaudvartól és Örs vezér teréig vágták vissza, a rákosszentmihályi HÉV teljesen megszűnt, helyette indult el a 31Y jelzésű autóbusz.

## Szentendrei HÉV

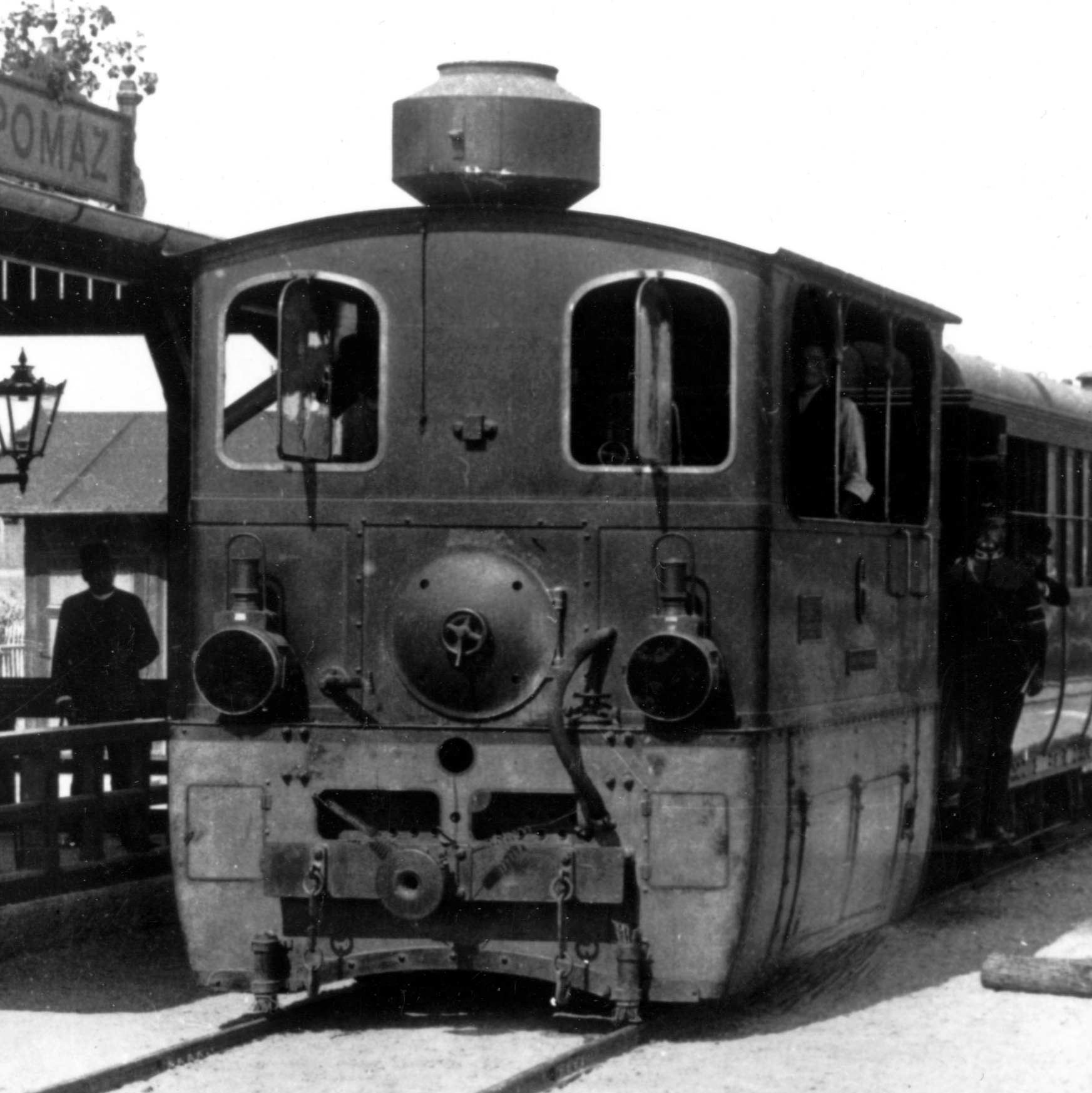
A BHÉV 6-os pályaszámú gőzöse Pomázon

Az Óbudától északra fekvő településeken ekkor még nem laktak sokan, az alacsony költség és a főváros közelsége miatt azonban a BKVT meglátta a lehetőséget, ezért a soroksári és a cinkotai vonal után itt kezdte el megépíteni harmadik helyiérdekű vasútját. Az 1885-ös tervek szerint a vonatok az óbudai Fő tértől indulva Békásmegyer, Budakalász, Pomáz érintésével érkeztek volna meg Szentendrére, de a hatóság végül nem engedélyezte a házak közelsége miatt az óbudai végállomást, így az a Filatorigátnál épült fel. A 16 kilométeres új pályát 1888. augusztus 17-én adták át a forgalomnak, ekkor az utasok a végállomástól kénytelenek voltak mintegy egy kilométert gyalogolni, hogy elérjék az óbudai lóvasutat. A problémát a BKVT egy kisebb teljesítményű gőzössel kívánta megoldani, ezt 1888. december 12-én sikerült üzembe helyezni a Filatorigát és a Fő tér között. Felmerült a gőzös meghosszabbítása a Lánchídig, de erre már nem kaptak engedélyt.
Négy évvel a megnyitó után a MÁV a teherszállítás megkönnyítése miatt megépítette a Margit híd és az Óbudai Szeszgyár közötti vonalát, a Margit körúton a BKVT-vel, míg Filatorigát és az esztergomi vonal között a BHÉV-vel kötöttek péage (azaz közös pályahasználati) szerződést. A Duna-jobbparti Gőzmozdonyú Körvasútnak elnevezett vonalat 1892. április 7-én adták át, míg a filatorigáti csatlakozó vágány 1893. szeptember 24-ére készült el. A BHÉV a közös pálya lehetőségét kihasználva 1895. február 1-jén a Margit híd budai hídfőjétől nem messze lévő Pálffy térig (ma Bem József tér) hosszabbította szentendrei járatát. 1896. május 1-jén az esztergomi vágánykapcsolat is elkészült, ekkor a MÁV kezelésében lévő esztergomi HÉV is bejött a városba, végállomása a Császárfürdő lett. Igaz, nem sokáig, ugyanis 1896. november 3-án átadták az újpesti vasúti hidat, ekkor a MÁV-vonatok a Nyugati pályaudvarra kerültek át. A feleslegessé váló kis gőzös vonalát a BHÉV 1896-ban megszüntette.
Az 1910-es években ezt a vonalat is elkezdték villamosítani, először a Filatorigát és Szentendre közötti részen adták át 1913. június 9-én a kétvágányosra bővített vonalat, míg a Pálffy tér és Szentendre között 1914. május 12-én indult el az első villamos motorvonat. Az áramfejlesztőt a Pálffy téren alakították ki, Szentendrén pedig átadták az új kocsiszínt. A kétvágányúsítással egy időben két új megállót létesítettek, egyet a Római fürdőnél és egyet Csillaghegyen. Közben a növekvő utasforgalom mellett a BHÉV jelentős bevételre tett szert a teherszállításból származó vámokból is.

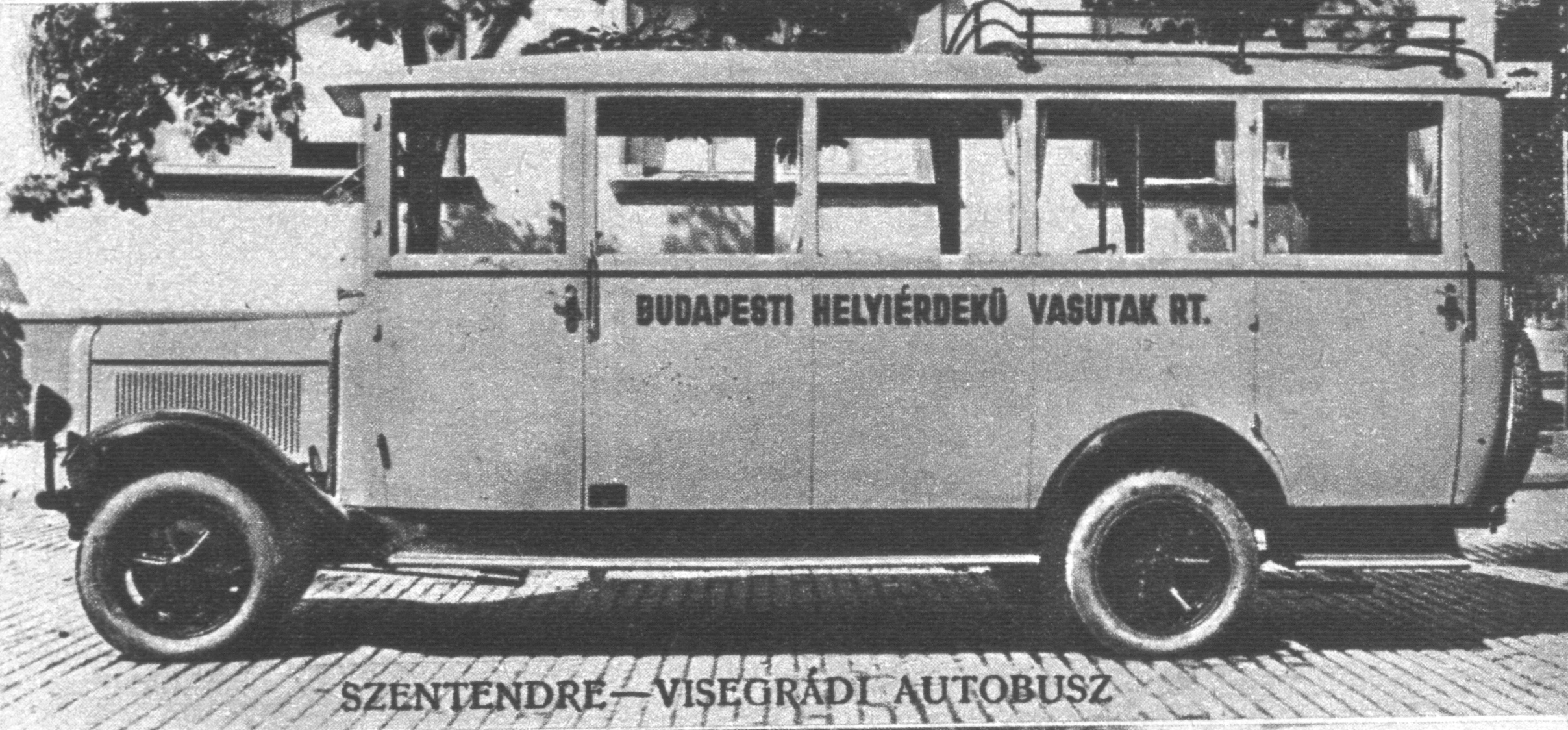
A BHÉV autóbusza Szentendrén

Az utasforgalom habár még mindig alacsony volt, de egyértelmű növekedést mutatott, a BHÉV ezért tervbe vette a további hosszabbításokat. Pomáz és Csobánka között szárnyvonalat szerettek volna, míg a fővonalat Szentendrétől Visegrádig, vagy akár Esztergomig vitték volna. A terepviszonyok ugyan jelentősen bonyolították a tervezést, de a nyomvonal kijelölésre került és megtörténtek a kisajátítások is, azonban a világháború után kialakult csődhelyzet végleg leállította a munkát. 1928. július 25-én mégis történt egy kis előrelépés, amikor a megépítetlen vasút helyett elindította a BHÉV a saját autóbuszos szolgáltatását Szentendre és Visegrád között, érintve Leányfalu, Tahitótfalu és Dunabogdány településeket. Igény esetén a buszok a Gizellatelep fordulóig jártak. A vonalra állított buszokat a MÁVAG gyártotta, a hét kisebb M16-os és az egy nagyobb M26-os járműveket a szentendrei járműtelepen összezsúfolva tárolták. A hivatásforgalom mellett a kirándulóforgalom is egyre jelentősebb lett: a buszos szolgáltatás mellett forgalomba álltak nyári nyitott vasúti kocsik, bevezették az ötalkalmas bérletet, és elindították a „Hévvel a szabadba!” elnevezésű kampányt is. A Visegrád és Esztergom között elhelyezkedő Dömös többször kérte az autóbusz meghosszabbítását településükre, mert hiába volt komppal elérhető vasút a Duna túlpartján, azt a téli időjárás alatt nem tudták igénybe venni. A kérést a BHÉV elutasította, ugyanis üzleti szempontól nem látták megtérülő befektetésnek.
Az 1920-as évek felé a teherszállítás egyre fontosabb bevételi forrássá vált és a forgalom is növekedett, ezért Aquincum és Óbuda között új összekötő vágány épült a HÉV és a MÁV-vonalak között. Közben felmerültek olyan igények, hogy a vasutat a városba nem engednék be. Ilyen körülmények között az építkezéshez szükséges engedélyek beszerzését erősen segítette, hogy a BSZKRT nem rendelkezett kidolgozott tervekkel a térség kiszolgálására. A Margit híd és Filatorigát között a BHÉV megépíthette a második vágányt, igaz csak ideiglenes engedélyt kapott, ugyanis már napirenden volt a társaság beolvasztása a BSZKRT-ba, illetve a BSZKRT új villamosvonalának tervei is elkészültek. Az új villamos-szárnyvonal az óbudai Fő tér és a Filatorigát között épült volna ki, de itt végül csak 1955-ben indult villamos 5-ös jelzéssel. A második vágány kiépítése lehetővé tette a vonal jelentős sűrítését (a korábban óránként induló vonat helyett 15-20 perces sűrűségű járatot tudtak biztosítani), valamint 1929. november 1-jén elindult a BHÉV új járata Császárfürdőtől az óbudai vasútállomásig, ahol átszállási lehetőséget biztosítottak a MÁV vonataira. A BHÉV átvehette a teherforgalmat is, azzal a feltétellel, hogy ezeket a kocsikat is villamos mozdonyokkal továbbítja, a korábbi MÁV-tarifa megtartása mellett.

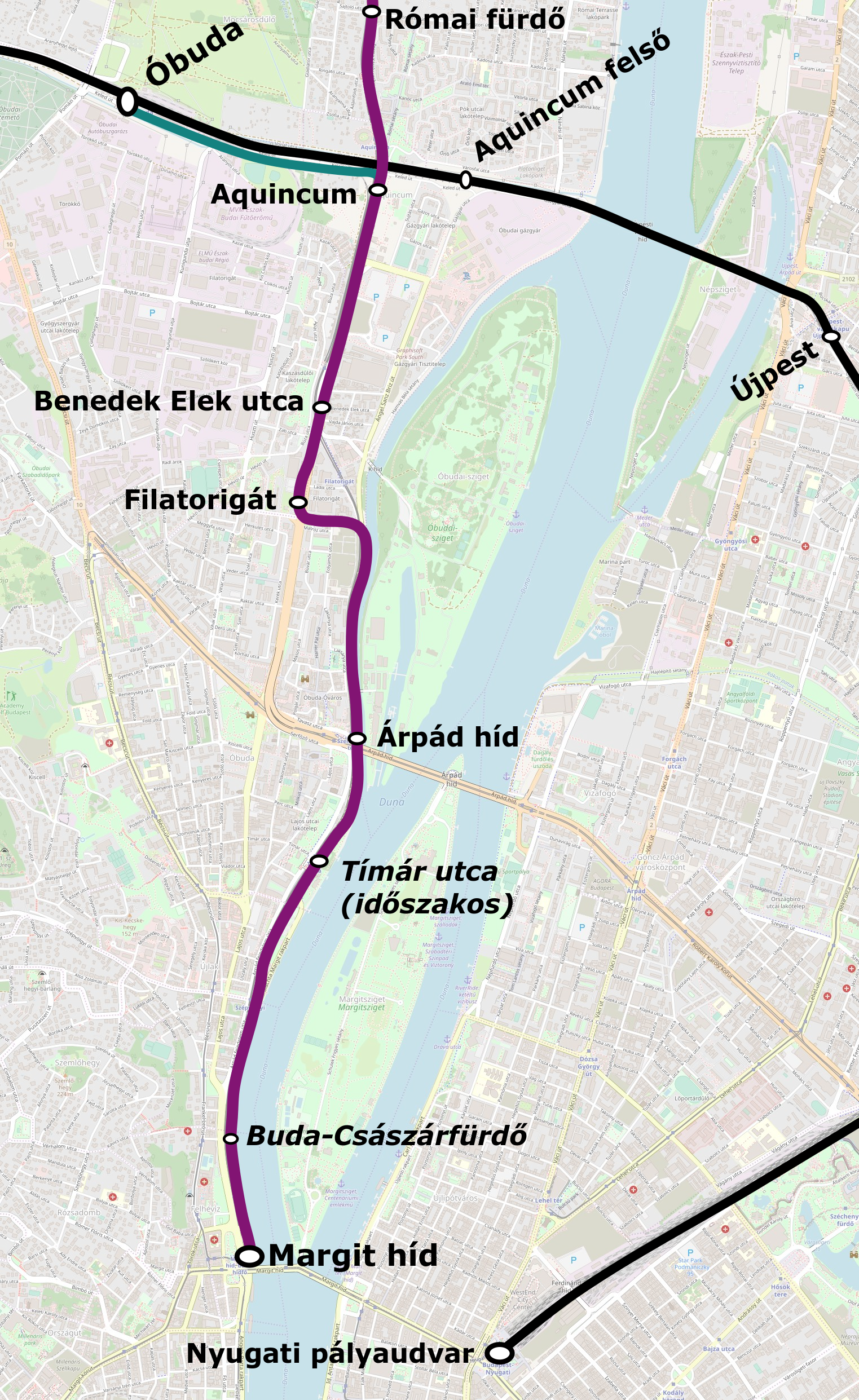
A szentendrei HÉV belső szakasza az óbudai szárnyvonallal az 1960-as években

1931-ben új BHÉV-buszjárat indult Aquincum és a Római part között idényjelleggel. 1935 nyarán megnyílt a pünkösdfürdői strand, ahová a BSZKRT tervezett villamosvonalat építeni, az átmeneti időszakban a HÉV-től kölcsönvett buszok jártak. A villamos végül sosem nyílt meg, ezért a járatot a BHÉV átvette és nyári napokon rendszeresítette. A következő években több busz is indult a környéken BHÉV színekben HÉV-csatlakozást biztosítva, Békásmegyertől Pünkösdfürdőre, Aquincumtól az Aquincum strandfürdőig, de 1934-ben temetői járat is járt Aquincum és az Óbudai temető között. A második világháború alatt a buszközlekedés szünetelt, mert a járműveket katonai célokra foglalták le. A visegrádi járatot csak 1947. május 1-jén sikerült újraindítani. Nyáron újraindultak a fürdők felé is a buszok, ezeket a BSZKRT-tól kölcsönözték. Ősszel meghosszabbították a visegrádi buszt Esztergomig, de csak naponta két pár tette meg a teljes útvonalat. Egy hónappal később öt darab vadonatúj Rába-Special buszt vásároltak, amivel a Szentendre-Visegrád vonalat egészen a budapesti Marx térig (ma Nyugati tér) hosszabbították, ezzel kiszorítva a piacról a Pestvidéki Autóbuszüzemet. 1948. szeptember 1-jével a BHÉV autóbuszüzeme megszűnt, távolsági vonalait a Taxibusz Vállalat, budapesti járatait pedig a BSZKRT vette át.
1935-ben a BHÉV bevezette a gyorsjáratokat, ezzel mintegy öt perccel rövidült a menetidő. A sebesvonatok Békásmegyerig csak Császárfürdőnél és a Hajógyárnál álltak meg. A gyorsítást segítette a megemelt pályasebesség is, ekkor lakott területen 25 helyett 40, míg külterületen 40 helyett 50 km/h-t engedélyeztek. 1937. október 24-én üzemzárással megszűnt a Pálffy téri végállomás, az új végállomást a kiszélesített Margit híd budai hídfőjének északi részén alakították ki.

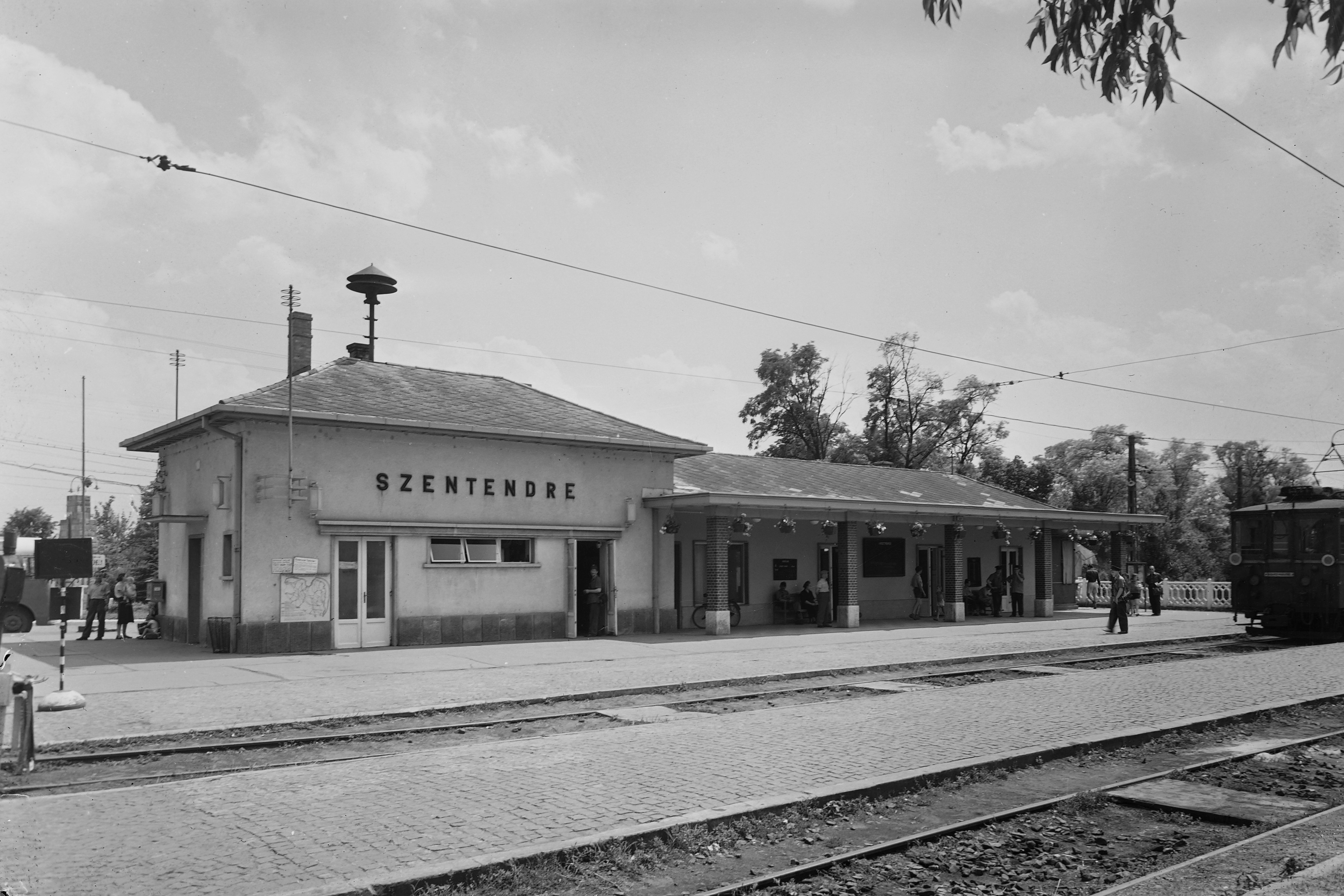
Szentendre végállomás 1957-ben

A buszokkal ellentétben a vasútvonal viszonylag sértetlenül átvészelte a második világháborút, 1945. február 20-án már el tudott indulni egy gőzmozdony vontatta szerelvény, májustól pedig visszatértek a villamosvonatok. Mivel a Margit híd környéke még nem volt alkalmas vonatok fogadására, ezért 1946. február 16-áig a Császárfürdőt használták ideiglenes végállomásnak.
1969. június 1-jén üzemzárással megszűnt az óbudai szárnyvonal.
A kelet-nyugati (ma M2-es) metróvonal építésével egy időben elkezdték a szentendrei HÉV továbbvezetését is tervezni, a Batthyány térnél átszállási lehetőséget biztosítva a két vonal között. A munkálatokat 1971-ben kezdték el, a Margit hídtól kéregalagutat építettek a vonatoknak. Megszüntették a Margit hídnál a végállomást, az új megállóhelyet már a föld alatt építették meg, a felszínen egy vágányt azonban meghagytak, üzemi célokra. A projekt átadását a metróval együtt tervezték, amit sikerült is tartani, így az új szakasz a két új megállóval 1972. december 23-án került átadásra, Császárfürdő állomást ugyanekkor megszüntették. Ezen a vonalon álltak forgalomba az első M X-es motorvonatok is, bár az első években még rengeteg probléma volt velük, a hosszuk miatt pedig a kocsiszínt is át kellett alakítani.
A modernnek számító Batthyány téri végállomás és az új szerelvények mellett a vonal többi része viszont erősen elhanyagolt állapotban volt. 1974-ben új megállóhely létesült Szépvölgyi út néven a Kolosy tér vonalában. A forgalom gyorsítására 1978 decemberében adták át az egyszerűsített útvonalat a Filatorigátnál, az állomás személyforgalma megszűnt, helyette ugyanilyen névvel létesült új megállóhely a Ladik utcával párhuzamosan, de pár méterrel áthelyezték a Benedek Elek utcai (ma Kaszásdűlő) és Aquincum megállókat is. A teherforgalom segítése miatt új vágány épült Filatorigát és Aquincum között, a régi Filatorigát állomást pedig 1996-ig még használták a tehervonatok. A következő jelentős beruházás Békásmegyeren történt, ahol 1971-ben indult el a lakásépítés, szinte a semmiből nőtt ki egy új városrész. Mire 1983-ra a két lakótelep elkészült, 1981. december 29-én átadták az új Békásmegyer állomást, a korábban innen északra lévő Békásmegyer felső és a délebbre lévő Békásmegyer-Pünkösdfürdő állomások megszüntetésével együtt.
Az új M X-es szerelvények érkezése miatt a szentendrei kocsiszín átépítése is elengedhetetlenné vált, ugyanis ezek a vonatok nem fértek be a régi csarnokba. Az új járműtelep építése elhúzódott, amit két ütemben, 1984-ben és 1986-ban adtak át, illetve üzemeltek be. A régi épület műemléki védettsége miatt nem került elbontásra, ezt és a vágányhálózat egy részét is felhasználva itt rendezte be a BKV állandó kiállítását, a Városi Tömegközlekedési Múzeumot, ahol a régi HÉV-járműveken kívül metrókocsikat, autóbuszokat, villamosokat és trolibuszokat is kiállítottak. A múzeum 1992. július 14-én nyitotta meg kapuit.

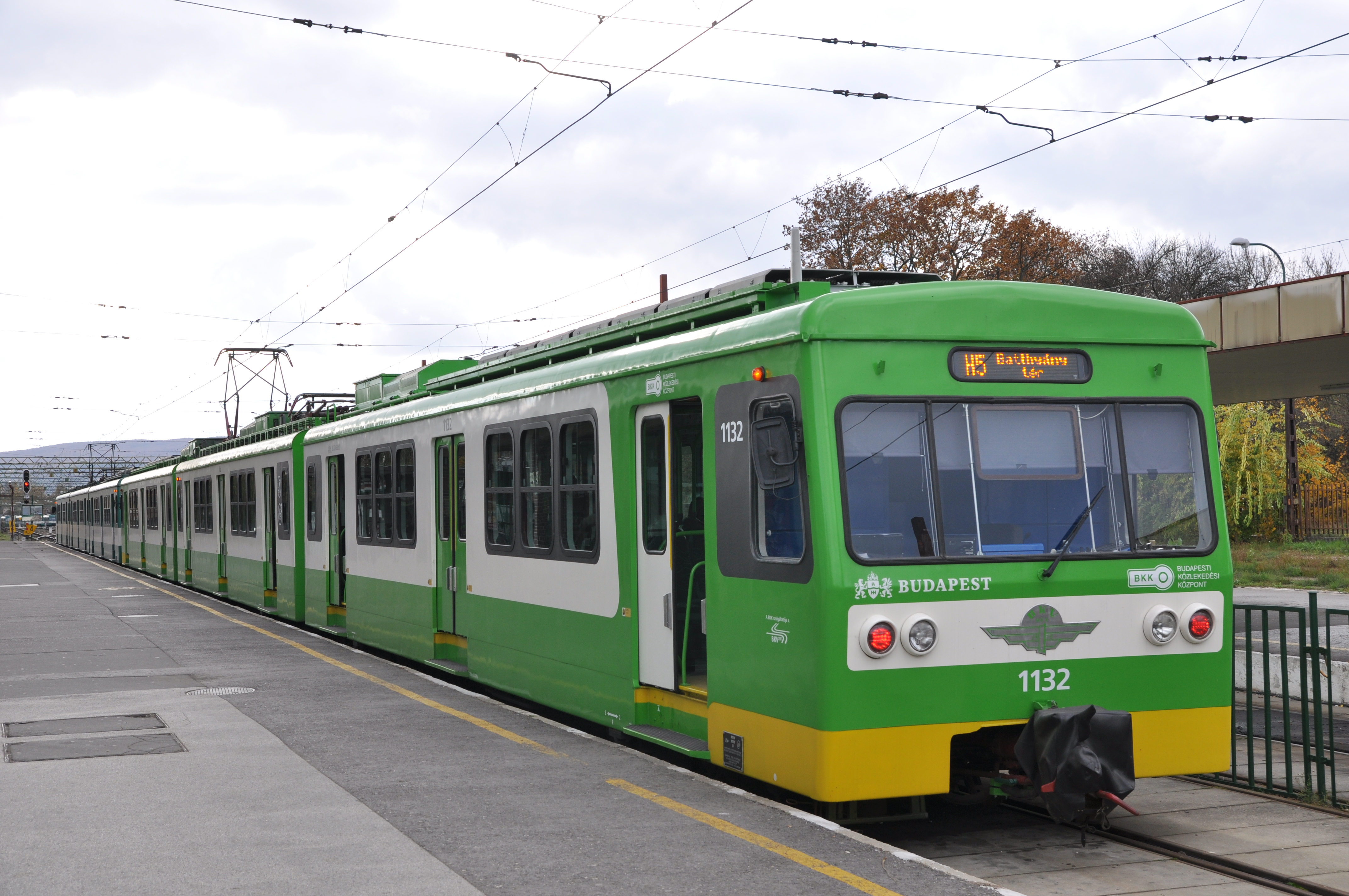
A felújított motorkocsi Szentendrén

2011. május 1-jén a szentendrei HÉV a H5-ös járatszámot kapta, térképeken és utastájékoztató felületeken lila színnel jelölik.
A 2010-es években egyre többször merült fel a 35-40 éves szerelvények cseréje, de új járművek vásárlására nem sikerült forrást biztosítani. Átmeneti megoldásként a szentendrei kocsiszínben elkezdtek felújítani egy motorkocsit, a prototípus a gépészeti berendezéseken kívül szinte mindenben átalakult. Az utastájékoztatást LED-es kijelzők segítik, a belső térben átalakították az ülések elrendezését, klímaberendezést, konnektorokat és wifi szolgáltatást telepítettek. A szerelvény 2016 nyarán állt forgalomba a szentendrei vonalon. A prototípust azóta sem követte újabb példány.
2017. december 1-jétől a szentendrei vonalon pénteki és szombati napokon éjszakai járatot indított az új tulajdonos MÁV-HÉV Zrt.

## Nagytétényi és törökbálinti HÉV

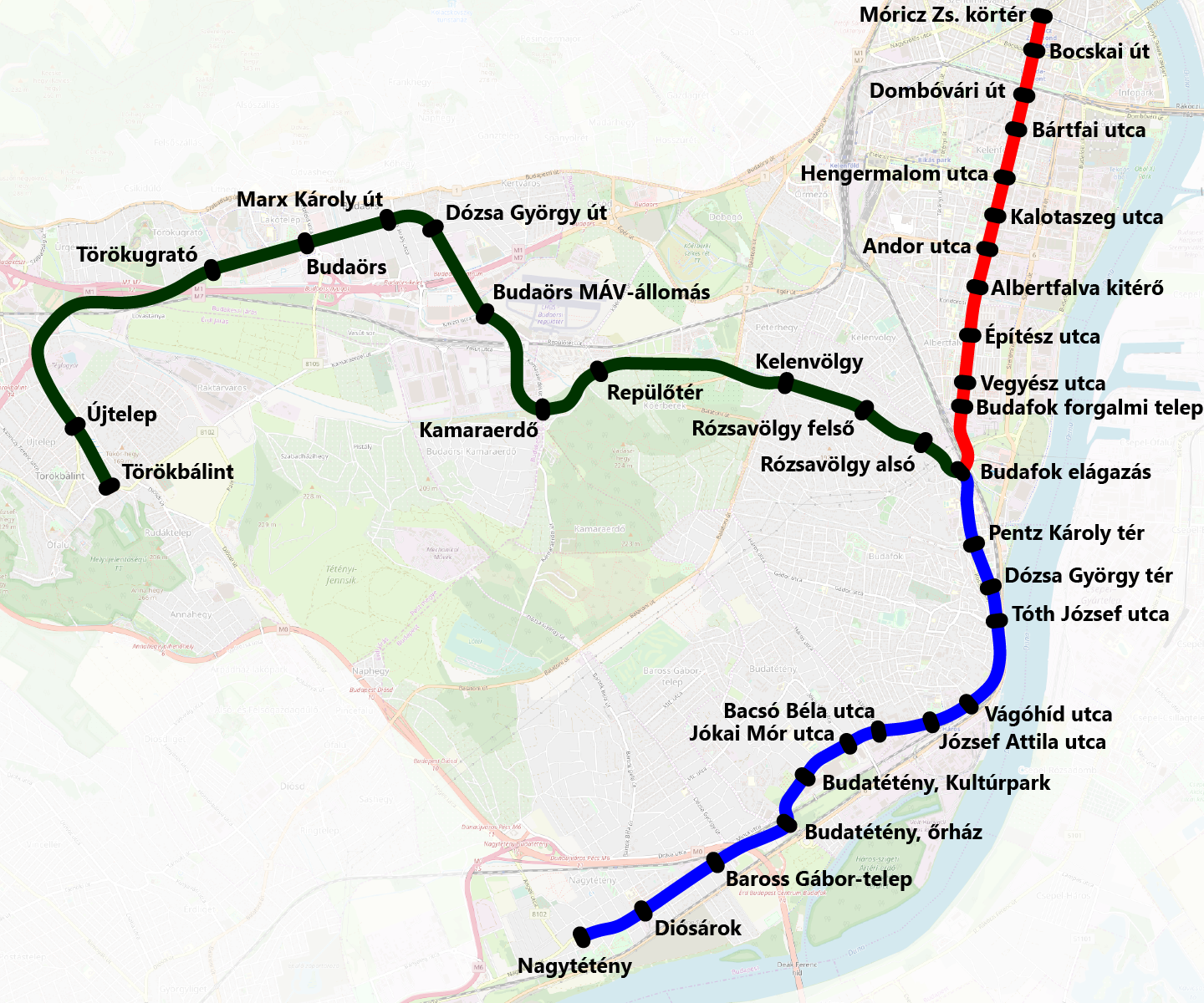
A dél-budai HÉV-ek útvonala és megállóhelyei a megszűnésük előtt

A Déli Vaspálya Társaság (DVT) vonatai 1861-től már kiszolgálták Promontor települést Promontor, majd Budafok délivasút, ma Albertfalva néven működő megállóhelyen. Két évtizeddel később a MÁV is megépítette saját vonalát, így a városnak már két nagyvasúti kapcsolata is volt. Promontor gyors fejlődése és a növekvő utasszám miatt azonban saját kötött pályás kapcsolat létesítéséről is születtek ötletek és tervek, 1886-ban Balázs Mór is megemlítette munkájában, de később inkább a nagykörúti villamos megvalósítására összpontosított. 1889-ben Gulácsy Kálmán vállalkozó kért engedélyt a Lánchídtól az ekkor már Budafoknak nevezett településig tartó helyi érdekű vasút megépítésére, de az engedélyezési eljárások lelassultak, amit végül csak az 1897-ben alakult Budapest–Budafoki Helyiérdekű Villamosvasút Társaság (BBVV) tudott végigvinni, ráadásul az engedély már Nagytétényig szólt. Az évek során megépült a Ferenc József híd, majd 1898 végén a BKVT átadta a Kelenföldi pályaudvarig tartó villamosvonalát, ami a Gellért tér és a mai Móricz Zsigmond körtér közötti szakaszon megegyezett a BBVV terveiben szereplő útvonallal, így kis híján meghiúsította az építkezést.

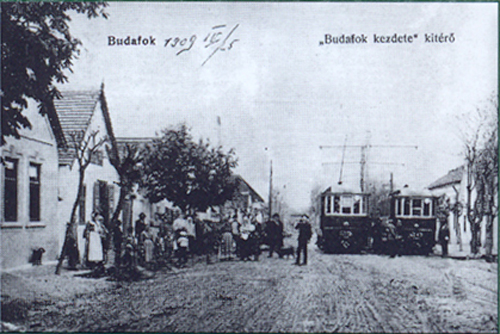
A budafoki kitérő az 1900-as években

A BKVT és a BBVV ún. péage-szerződést kötött, így a BBVV szerelvényei használhatták a villamos vágányait a Gellért tértől az Átlós útig tartó (ma Móricz Zsigmond körtér) szakaszon. A két cég a vontatási feszültségben nem tudott megegyezni, ezért a BKVT lant áramszedős villamosai használták a vágányok feletti 400 V-os, míg a BBVV rúd áramszedős szerelvényei a járda felett kihúzott 550 V-os vezetéket. A BBVV járművei a vontatási feszültségen kívül semmiben nem különböztek a BKVT villamosaitól, még a színük is ugyanolyan barna volt, ráadásul a HÉV-vonalaktól eltérően rendkívül sok megállóhelyen megálltak. Az egyvágányú vonalat végül 1899. szeptember 20-án adták át a Gellért tér és Budafok-Háros vasútállomás között. A szerelvényeket az új négyvágányos budafoki kocsiszínben tárolták. A többi HÉV-vonaltól eltérően ez a vonal a kezdetektől fogva villamosvontatással üzemelt. Az egyvágányú rendszer miatt a vonalon hat helyen épült kitérő, dél felé haladva ezek a lágymányosi, az albertfalvai, a központi telepi, a budafoki, a Budafok hajóállomási és a Budafok végállomási, amik közül ma egyedül az albertfalvai nevét őrzi a Fehérvári úti villamosok egyik megállója.
Az egyre növekvő utasforgalom miatt a BBVV rövidesen új járműveket vásárolt, a régebbieket korszerűsítette, valamint nyáron kirándulójáratokat is indított nyitott pótkocsikkal, a nagytétényi szakaszt azonban továbbra sem kezdték el építeni. Ekkor Popiel Dénes budapesti fogorvos kért engedélyt lóvasút beindítására a két település között, amit meg is kapott, de az építkezést nem kezdte el, mert fél éven belül a BBVV is megkapta az engedélyt saját vasútjának meghosszabbítására.
1906-ban a tőkeerős BKVT felvásárolta a céget, de üzemeltetést nem adta át leányvállalatának, a BHÉV-nek, hanem továbbra is a BBVV-re bízta, ezzel is jelezve hogy a BKVT nem tekinti HÉV-nek a vonalat, és sokszor a sajtóban is helyiérdekű villamosként hivatkoztak rá. A felvásárlással együtt járó tőkeinjekció lehetővé tette a vonal meghosszabbítását az eredetileg is Nagytétényig tervezett végállomásig. Ezzel egy időben elkezdték a budafoki szakasz kétvágányúsítását is. A nagytétényi szakaszt és a kilenc új megállóhelyet 1909. április 24-én adták át, míg a Budafok központjáig tartó kétvágányú pályát 1909. november 19-étől használhatták a szerelvények. A hosszabb útvonal több járművet igényelt volna, amire már nem maradt pénz, ezért a BKVT adott kölcsön pár pótkocsis villamost. A villamosok miatt a felsővezetékekbe táplált üzemi feszültséget is csökkenteni kellett, ami miatt a HÉV-szerelvények (főleg emelkedőkön) rendkívül belassultak. Néhány jármű nem rendelkezett mind a két oldalon vezetőállással, ezért 1911-ben a Gellért téren – rendkívül szűk helyen – hurokvágányt építettek ki, Nagytétényben pedig körüljárással fordították a vonatokat.

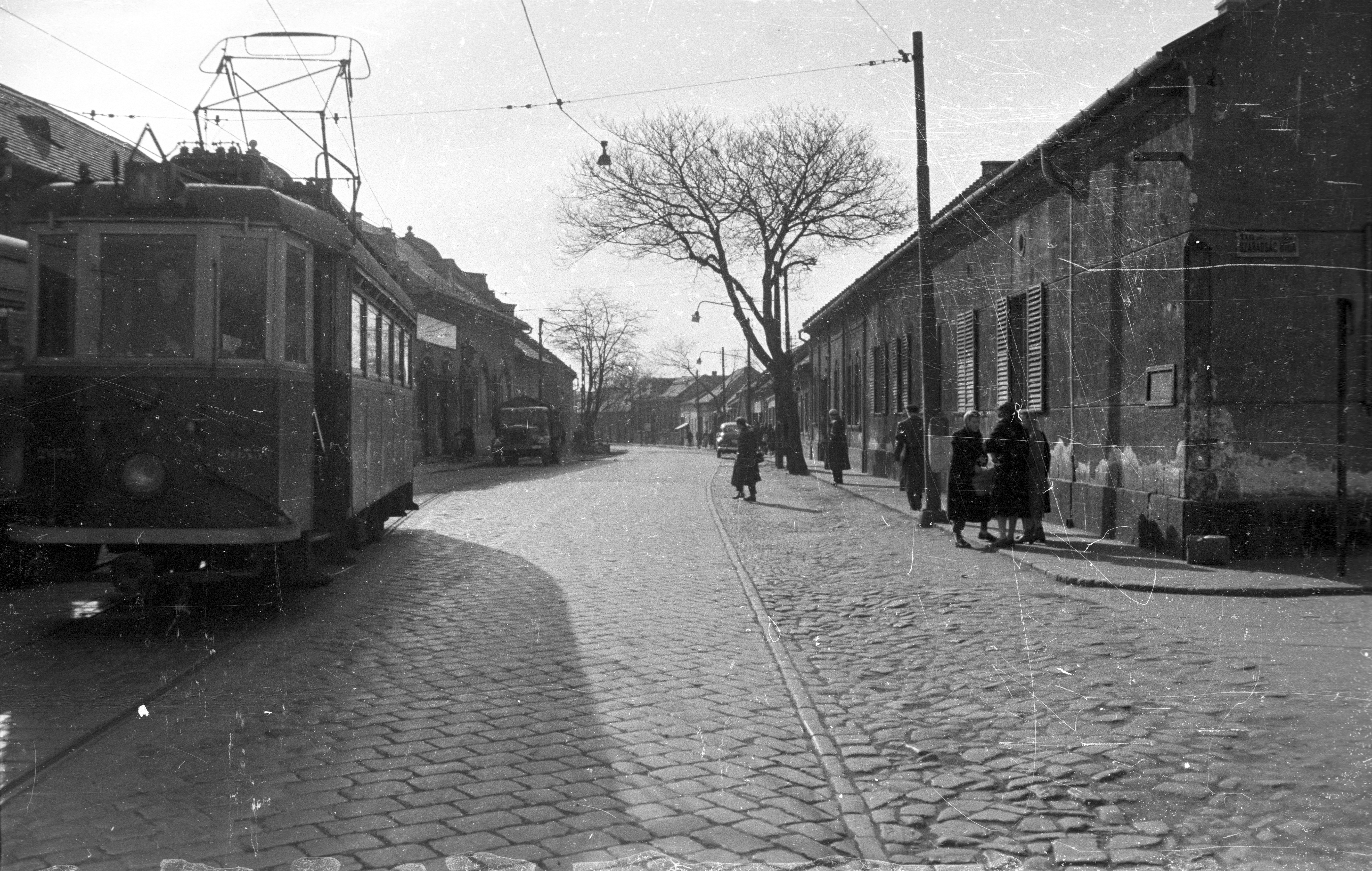
A nagytétényi HÉV végállomása

Az újabb bővítés Albertfalvától nyugati irányban, Budaörs és Törökbálint felé történt, ehhez 1910-ben végezték el a szükséges hatósági bejárásokat, a vonalat pedig 1914. június 23-án adták át három állomással és nyolc megállóhellyel. A 13 km új, végig kétvágányú vonalon sokkal nagyobb megállótávolságok voltak, mint a budafoki fővonalon, így ezen a részen már valóban HÉV-jelleggel jártak a vonatok. Ezt erősítette a használt 1000 V-os vontatási feszültség is, amit az új budafoki áramfejlesztő telep biztosított. A két vonal elágazásánál „fonódó” vágányokat építettek ki, azaz a vasúti felüljáró előtt volt a tényleges váltó, majd egymásba fonódva, de külön sínpáron haladtak és csak a híd túloldalán váltak szét.

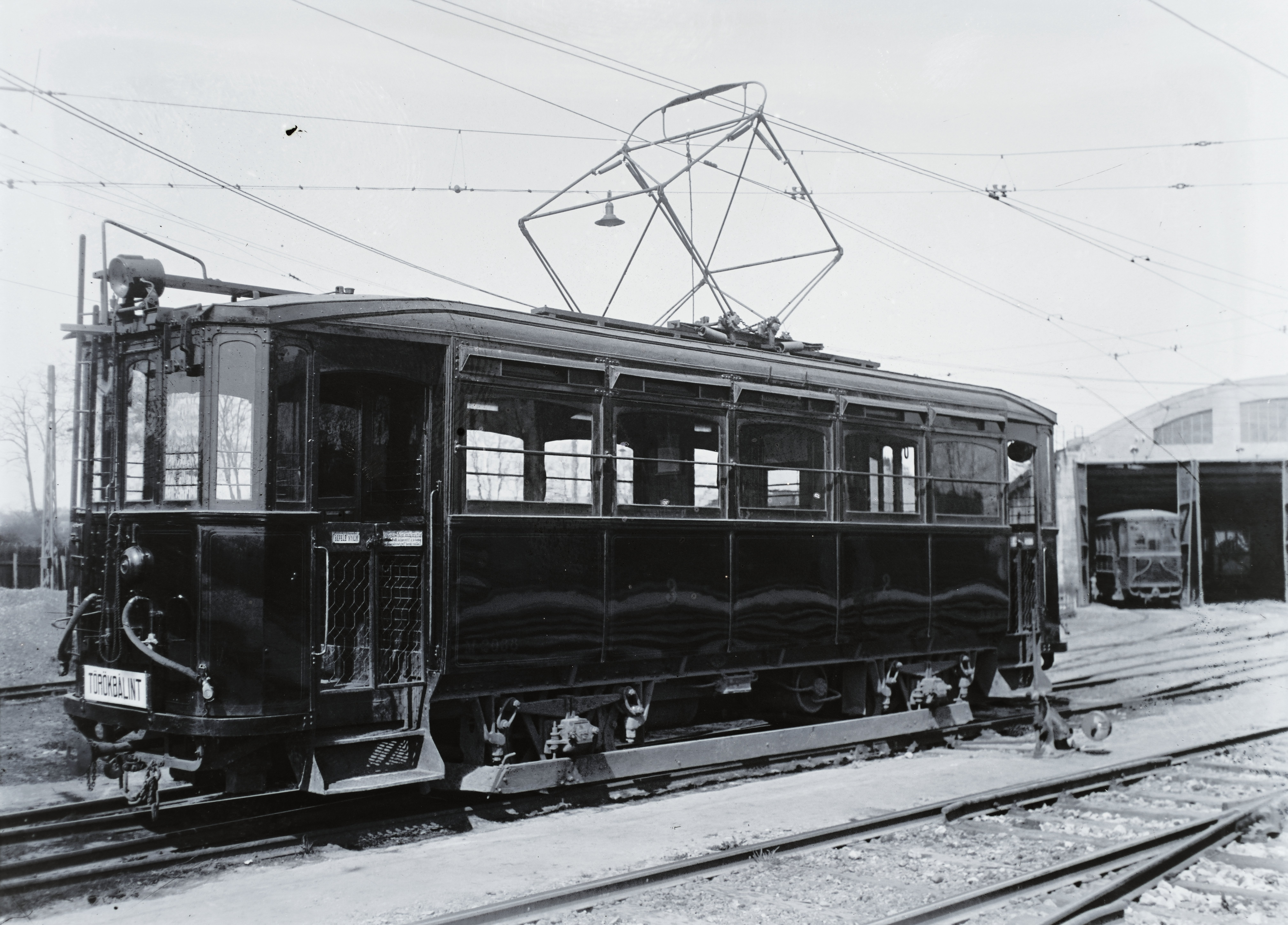
M V-ös motorkocsi Törökbálint iránytáblával a budafoki kocsiszínben 1927-ben

A pénzhiány és a háború ezen a vonalon is járműhiányt eredményezett, ezért sokáig itt is a BKVT-től kölcsönzött villamosok közlekedtek. Az új járművek nagyon lassan, 1915-től 1922-ig érkeztek, közben a BBVV meg is szűnt, az új tulajdonos BHÉV a győri Magyar Waggon- és Gépgyártól rendelt acélvázas pótkocsikat, amik már egyértelműen nagyvasúti szerelvények voltak. Az új pótkocsik azonban olyan nehezek voltak, hogy a vontató motorkocsikba erősebb motort és berendezéseket kellett szerelni. Tervben volt a nagytétényi vonal Érdig való hosszabbítása (távlati tervként Székesfehérvár végállomás is felmerült), de a pénzhiány miatt nem lett belőle semmi. Az érdi útvonalat még kijelölték, a földmunkákat is elvégezték, de a megépült vágányok helyett végül csak két átlós utcát kapott Érdliget: a Dagály utcát és Apály utcát.
1938-ban Budafokon új áramátalakítót adtak át, amely lehetővé tette a Nagytétény felé futó szakaszon a vontatási feszültség 1000 V-ra növelését, míg a Fehérvári úton megmaradt az alacsonyabb feszültség, ezzel a nagytétényi HÉV sebességét lehetett növelni. Közben felmerült a törökbálinti szakasz megszüntetése, vagy rövidítése a csökkenő utasszám miatt, ami többek között a MÁV-vonalhoz képest jelentősen hosszabb (és drágább) útvonalnak volt köszönhető.

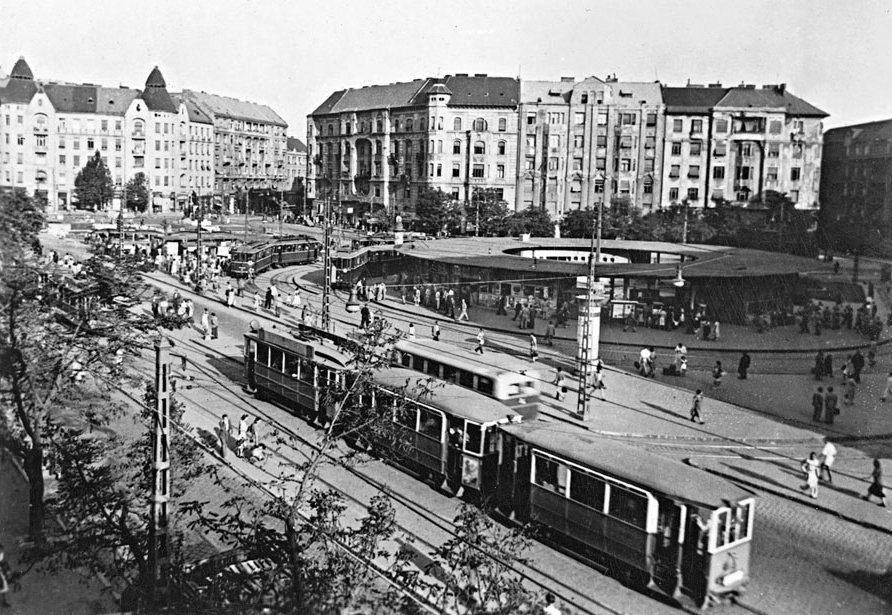
A Móricz Zsigmond körtéri hurokvágány és a Gomba HÉV-szerelvényekkel

1942-ben a BSZKRT átadta a Horthy Miklós körtéren épített új HÉV-végállomást, az épületet a köznyelv azóta Gomba néven emlegeti. A HÉV-ek december 26-ától a Gellért térig már nem mentek el, hanem itt fordultak vissza a szintén új hurokvágányon. A világháború után 1945 áprilisában indult újra a nagytétényi, májusban pedig a törökbálinti HÉV, a budafoki felüljáró felrobbantása miatt azonban ez csak átszállással volt megoldható. A felüljárót 1946 februárjában adták át részlegesen, míg októberben véglegesen. Acélhiány és az alacsony utasforgalom miatt a törökbálinti szakasz egyik sínpárját 1945 nyarán felszedték Budaörs és Törökbálint között, majd később Kamaraerdő és Budaörs között is. A felszedett síneket Budatétényben és Pesterzsébeten használták fel.

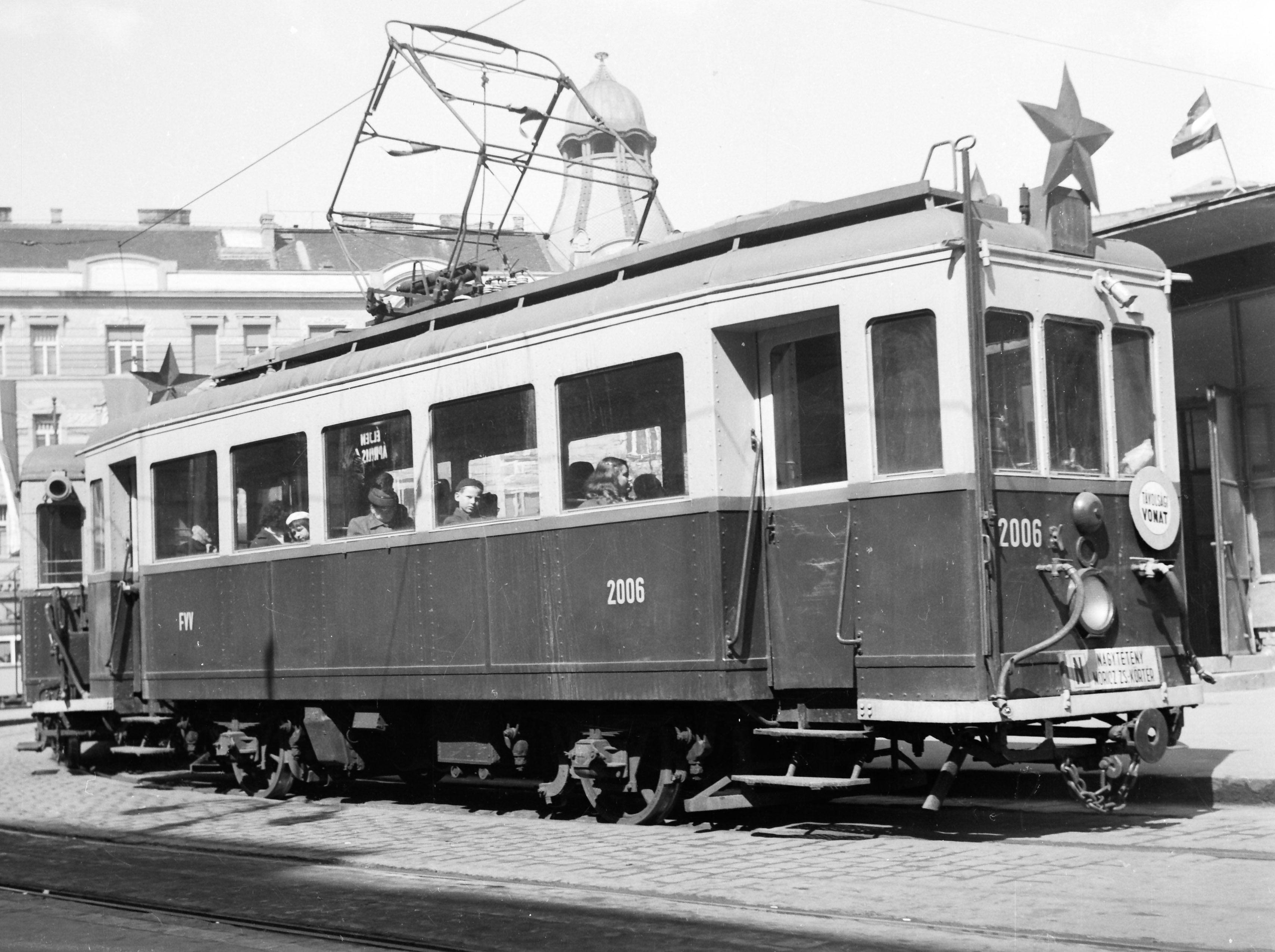
Acélvázasított M IV-es motorvonat „N” jelzéssel a Móricz Zsigmond körtéren

1952-ben a HÉV-vonalak a MÁV kezelésébe kerültek, de a nagytétényi és törökbálinti vonalakat a Fővárosi Villamosvasút (FVV) kapta meg. Felmerült a járatok villamoshálózatba integrálása, de ekkor még megmaradt a HÉV-tarifa és a zöldre festett kocsik, a viszonylatok viszont betűjelzéseket kaptak, és az ekkor már Móricz Zsigmond körtérnek nevezett térről indultak Dél-Buda felé.
| Jelzés | Útvonal                                                                    | Megjegyzés      |
| ------ | -------------------------------------------------------------------------- | --------------- |
| N      | Móricz Zsigmond körtér – Fehérvári út – Budafok – Budatétény – Nagytétény  |                 |
| B      | Móricz Zsigmond körtér – Fehérvári út – Budafok – Budatétény, kultúrpark   |                 |
| D      | Móricz Zsigmond körtér – Fehérvári út – Budafok (Dózsa György tér)         | Időszakos járat |
| T      | Móricz Zsigmond körtér – Fehérvári út – Kelenvölgy – Budaörs – Törökbálint |                 |
| Ö      | Móricz Zsigmond körtér – Fehérvári út – Kelenvölgy – Budaörs               |                 |
| E      | Móricz Zsigmond körtér – Fehérvári út – Kelenvölgy – Kamaraerdő            | Időszakos járat |
| V      | Móricz Zsigmond körtér – Fehérvári út – Kelenvölgy                         | Időszakos járat |

Egy évvel később a Móricz Zsigmond körtér és Budafok, forgalmi telep között betétjárati jelleggel elindult az FVV sárga színű villamosa, ez betű helyett a 47-es jelzést kapta. 1954-ben Budafok és Budatétény között megépült a második vágány is, Budatétényben vonat-visszafordító vágányokkal együtt. A HÉV-villamos párharc újabb fejezeteként az 1955 és 1957 között felújított járművek első példányát az FVV Füzesi főműhelyében sárga színűre festették, de felsőbb utasításra kénytelenek voltak visszaadni a jármű eredeti zöld színét, ugyanis a villamos és a HÉV eltérő tarifával üzemelt, a sárga szín pedig a minisztérium szerint félrevezette volna az utasokat. A vonalcsalád 1958-ban visszakerült az újjáalakuló BHÉV-hez. Járműhiány miatt 1962-ben elindult az első (és egyben utolsó) mozdonyvontatású szerelvény, ehhez Pécsről vásároltak egy darab mozdonyt. A HÉV-ek azonban 1962. december 31-én jártak utoljára, másnap az FVV villamosai vették át a helyüket, Budaörs felé a 41-es villamos, Nagytétény felé pedig a 43-as villamos. A Budaörs és Törökbálint közötti szakaszt a csökkenő utasforgalomra és az épülő autópályák többszöri keresztezésére hivatkozva felszámolták, a forgalom kiszolgálására a FAÜ indította el a 140Y jelzésű pótkocsis autóbuszt, ahol többek között a baromfiszállítást is engedélyezték.
Közben a budafoki kocsiszínben magyar mérnökök tervei alapján megépült az M IX-es motorkocsi prototípusa, a vonalcsalád megszűnése miatt viszont már a csepeli gyorsvasúton állították forgalomba.

## Egyéb HÉV-vonalak

### Vác–Rákospalota–Gödöllő HÉV

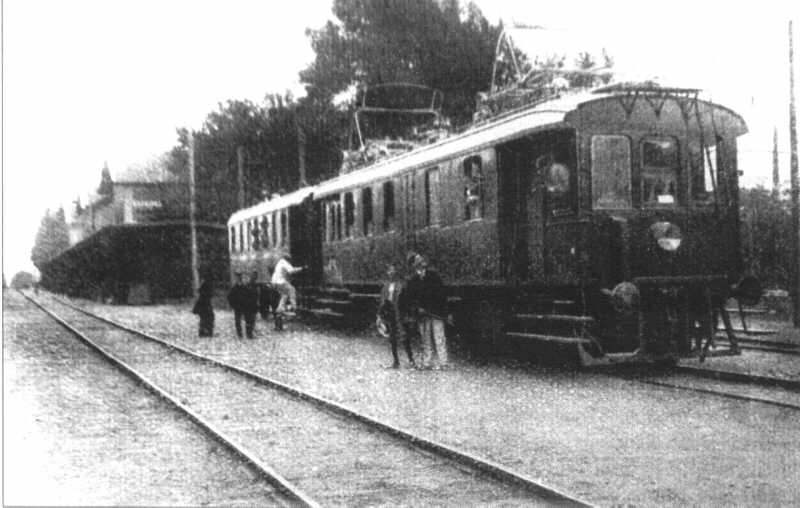
A VBG egyik motorkocsija Gödöllő állomáson nem sokkal a vonal átadása után

A vonal sosem érintette Budapest területét, és nem tekintettek rá a HÉV-hálózat részeként, ám sok ponton kapcsolódik hozzá. Megnyitásakor Vác–Budapest–Veresegyház–Gödöllő Helyi Érdekű Villamos Vasútnak (VBG) nevezték, amiben a Budapest jövőbeli terveket jelzett, ugyanis Rákospalota-Újpest volt a végállomása, ami ekkor nem tartozott Budapesthez, de tervezték a szerelvényeket bevinni a Nyugati pályaudvarra. Habár számos HÉV-vonalat korábban villamosítottak, ezt a HÉV-et nagyvasúti szabványok szerint építették ki, így ebben a formában ez lett a mai Magyarország első villamosított nagyvasúti vonala. Az építkezést 1909-ben kezdték el, a pálya az év végére el is készült, ekkor egy gőzmozdonnyal vontatott próbaszerelvény végig is haladt rajta. 1910 tavaszára elkészültek a villamos berendezések is, azonban üzembe helyezni nem sikerült, mert az Újpesti Erőmű még nem tudott megfelelő áramot szolgáltatni, később pedig a nagyfeszültség mágneses tere zavarta össze a telefon- és távíróvezetékeket.

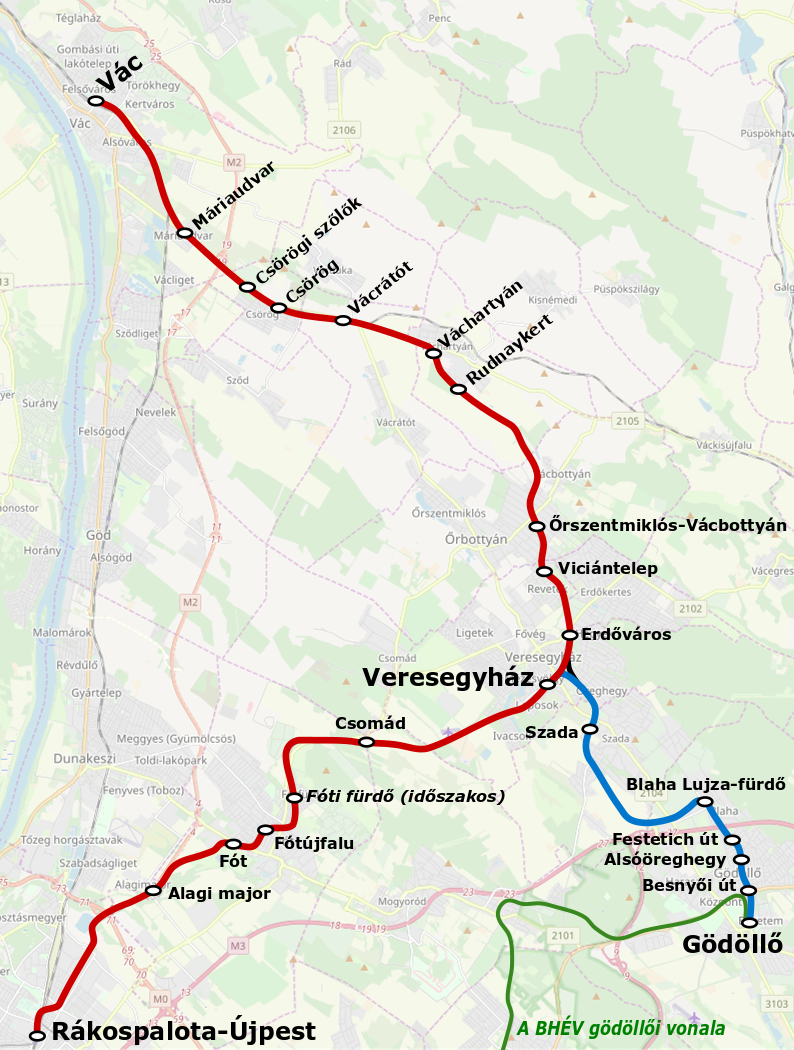
A HÉV útvonala és megállóhelyei a megszűnése előtt

A problémák kiküszöbölése után a csökkentett frekvenciájú, 3 kV feszültségű egyenárammal villamosított első szakaszt Rákospalota-Újpest és Gödöllő között 1911. szeptember 2-án adták át, tehát mintegy három hónappal hamarabb érte el Gödöllőt, mint a mai H8-as HÉV. Október 4-én a második szakaszt is átadták Veresegyház és Vác között, Veresegyháznál deltavágány is épült, így Vác felől is közvetlen járatokat tudtak indítani Gödöllőre. Rákospalotán az állomás felvételi épülete és a villamos-megállóhely közé helyezték el a két vágányt, a szobi vasúttal való keresztezés helyett a HÉV-nek felüljárót létesítettek. A váci végállomásnál is hasonló megoldás volt tervben, továbbá tervezték a vonal meghosszabbítását mind Vác belső területére, mind Budapesten a Nyugati pályaudvarig városi villamos jelleggel, de a magas költségek miatt egyik sem valósult meg.
Gödöllőn ekkor épült ki a kétvágányos fejállomás közvetlenül a MÁV hatvani vonala mellett, e mellé futottak be később a Cinkota felől érkező szerelvények. Habár a három állomás külön volt, a cinkotai HÉV-vel és a nagyvasúttal is vágánykapcsolat létesült. Kezdetben Rákospalota–Veresegyház–Gödöllő és Veresegyház–Vác közvetlen járatok indultak, de Vác városának hatására már október 15-én átszervezték, ekkor Vácról indultak a közvetlen járatok Veresegyházon keresztül Rákospalotára, a gödöllői szakasz pedig szárnyvonallá vált, a vonatok csak Veresegyházig jártak, ahonnan átszállással lehetett továbbutazni. A vonalra négy darab villamos mozdonyt szereztek be a teherszállításra, illetve 11 darab motorkocsit 6 darab pótkocsival személyszállításra. A mozdonyokat és a motorkocsik elektromos berendezéseit a prágai Ringhoffer Művek, a motorkocsik többi részét a Magyar Waggon- és Gépgyár gyártotta.
Az üzemeltetést 1914-ben átvette a MÁV, a menetrendben jelentős módosításokat bevezetve és a kihasználatlan vonatokat megszüntetve. Az első világháború után a békeszerződésekben foglalt csehszlovák követelés miatt a veresegyházi deltavágányt el kellett bontani, ezzel is lassítva a közvetlen Vác–Gödöllő kapcsolatot, a személyvonatok forgalmát azonban ez nem zavarta.
A második világháború végén, 1944. december 7-éről 8-ára virradó éjjelen a visszavonuló német csapatok „sínfarkassal” tönkretették a teljes pályát Rákospalota és Vác között, illetve felrobbantották a rákospalotai felüljárót is. Egy nappal később a szovjetek elkezdték helyreállítani a síneket, valamint visszaépítették a deltavágányt Veresegyháznál, ezzel újraindult a forgalom, főleg T–34-esekkel megrakott tehervonatokkal. A felsővezetékeket tartó oszlopok azonban belógtak a tankokkal megrakott kocsik űrszelvényébe, ezért a szerelvény előtt minden oszlopot kidöntöttek.
A háború után a MÁV a vonal és a villamosítás teljes helyreállítását tervezte, de a BHÉV is szerette volna átvenni a vonalat és saját járatát meghosszabbítva üzemeltetni a Keleti pályaudvar–Cinkota–Kerepes–Gödöllő–Veresegyház–Rákospalota viszonylatban. A MÁV végül gőzvontatással indította újra a vonalat, immáron nagyvasútként, ezzel véget ért a veresegyházi HÉV története. A vonal további sorsa sem volt fényesebb, a gödöllői szárnyvonalat 1970. június 30-án bezárták, a fővonal villamosítására pedig jó pár évtizedet várni kellett: 1985-ben készült el a Vácrátót és Vác, 1999-ben pedig a Vácrátót és Rákospalota közötti szakasz. Napjainkban a Nyugati pályaudvar és Vác között S71-es jelzésű személyvonatok és G71-es jelzésű gyorsított személyvonatok közlekednek.

### Lajosmizsei HÉV

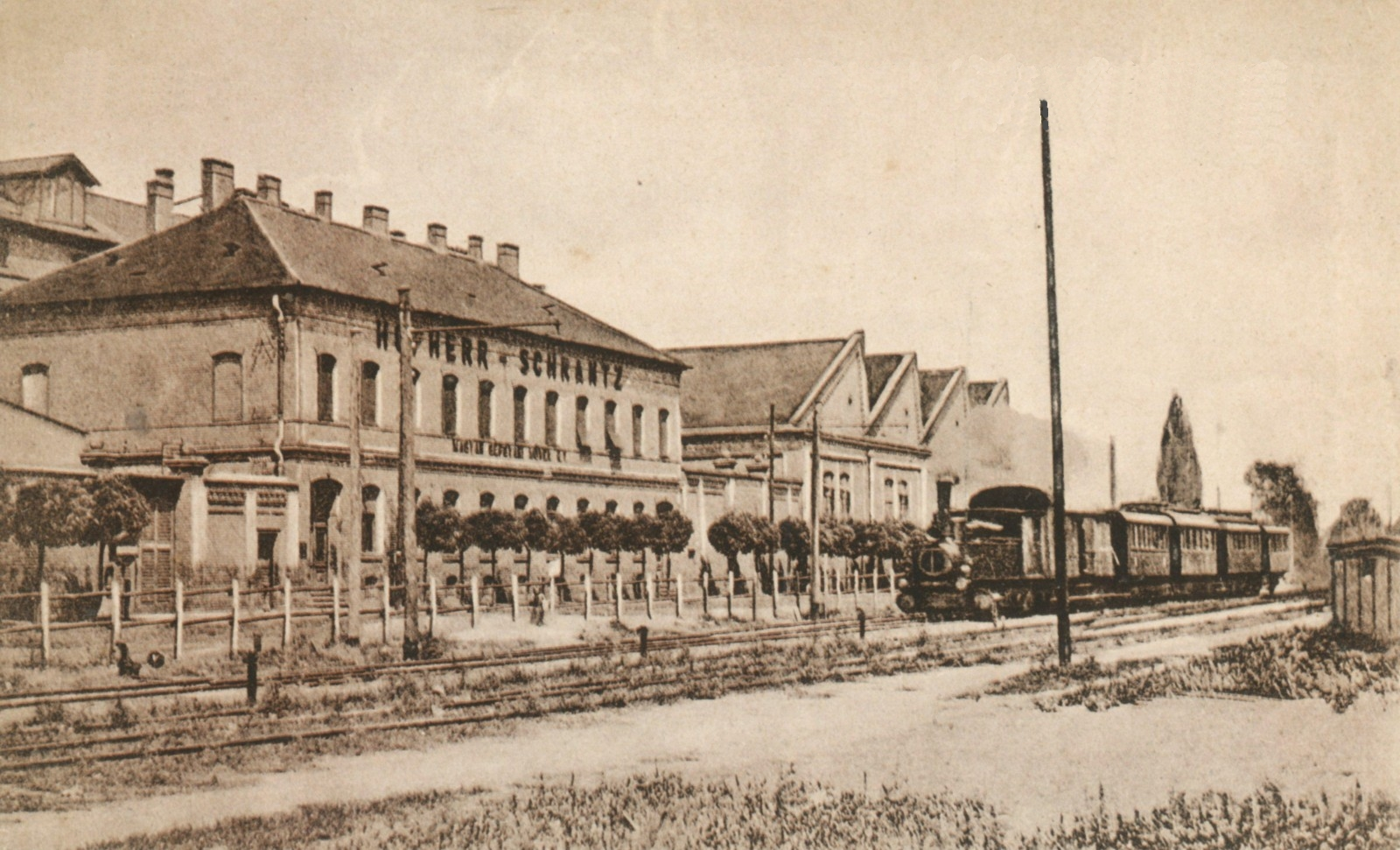
A mai Kispest állomás egy HÉV-szerelvénnyel 1915 körül

1889. július 8-án adta át a Budapest–Lajosmizsei Helyi Érdekű Vasút Rt. a Budapest-Ferencvárostól Lajosmizséig tartó 68 km hosszú vonalát. A forgalmat a kezdetektől a MÁV-ra bízták. 1890-től a Központi pályaudvarra helyezték át budapesti végállomását. Egy évvel később a MÁV birtokába került a Nyugati pályaudvar is, a lajosmizsei vonatokat ekkor helyezték át ide. Kezdetben trágyát szállító tehervonatok is közlekedtek, sokszor egybekapcsolva a személyvonatokkal. A vegyes vonatok 1906-ban szűntek meg, köszönhetően többek között a hizlalda bezárásának. Az ekkor már Budapest–Tiszai Helyi Érdekű Vasút Részvénytársaságnak nevezett cég 1903. december 30-án a Kecskeméttől Tiszaugig közlekedő HÉV-vel, 1905. január 15-én pedig a Kecskemét–Lajosmizse–Kerekegyháza Helyi Érdekű Vasúttal egyesült, utóbbi egy szárnyvonalat is birtokolt Kisnyír és Kerekegyháza között. A három HÉV-társaságnak 1908. március 12-én engedélyezték a vonal- és vagyonegyesítését. Az első világháború után a vasútvonal HÉV-jellege megszűnt, amikor 1931. október 1-jén államosították a magánvasúti társaságot, de az üzemeltetést továbbra is a MÁV végezte. A vonalat sosem villamosították, napjainkban Budapest-Nyugati pályaudvar és Lajosmizse között S21-es, Lajosmizse és Kecskemét között S210-es jelzésű személyvonatok közlekednek.

### Esztergomi HÉV

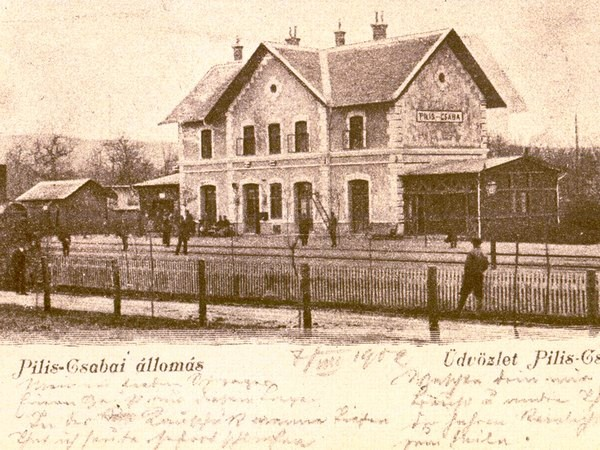
Piliscsaba állomás az 1900-as években

1895. november 17-én a Budapest-Esztergom-Füzitői Helyi Érdekű Vasút Rt. adta át Óbudától Kenyérmezőig (ma Esztergom-Kertváros) tartó HÉV-vonalát, itt csatlakozott a már korábban elkészült Almásfüzitő–Esztergom-vasútvonalhoz. Az üzemeltetést itt is a MÁV végezte. A vasútvonal elsődleges célja a dorogi szénbányák és a főváros összekötése volt. Tervben volt Párkány-Nána vasútállomásig történő meghosszabbítása, az ekkor átadott Mária Valéria hidat is ennek figyelembevételével építették, de ez végül sosem valósult meg. 1896. május 1-jétől Császárfürdőig meghosszabbítva járt – párhuzamosan a szentendrei HÉV-vel – az újonnan elkészült aquincumi vágánykapcsolatot használva. A közös üzem nem tartott sokáig, mert 1896. november 3-án átadták az újpesti vasúti hidat, ekkor az esztergomi HÉV először Angyalföldig, majd a Nyugati pályaudvarig közlekedett. 1931-ben a lajosmizsei vonalhoz hasonlóan az esztergomi HÉV is a MÁV birtokába került. A vonalat 2016 és 2018 között villamosították, valamint Aquincum és Pilisvörösvár között megépült a második sínpár is. Napjainkban ütemes menetrend szerint S72-es, G72-es és Z72-es jelzésű vonatok közlekednek, különböző megállási rendekkel.

## HÉV-vonalak listája
A szürke háttérrel kiemelt vonalak ma is HÉV-ként üzemelnek.

| Építtető cég | Vonal(csoport)                                  | Szakasz                                                        | Szakasz átadása                           | Villamosítás átadása                           | Bezárása |
| ------------ | ----------------------------------------------- | -------------------------------------------------------------- | ----------------------------------------- | ---------------------------------------------- | --- |
| BLVV         | Szentlőrinci HÉV                                | Üllői úti kórház – Szentlőrinci Téglagyár                      | 1887. április 12.                         | 1900. augusztus 1.                             | hivatalosan nem szűnt meg, az üzemeltető cég a BSZKRT része lett, amely villamosként üzemeltette; jelenleg a külső szakaszon 42-es és 50-es jelzésű villamosok járnak |
| BLVV         | Szentlőrinci HÉV                                | Ludovika – Üllői úti kórház                                    | 1889. augusztus                           | 1900. augusztus 1.                             | hivatalosan nem szűnt meg, az üzemeltető cég a BSZKRT része lett, amely villamosként üzemeltette; jelenleg a külső szakaszon 42-es és 50-es jelzésű villamosok járnak |
| BLVV         | Szentlőrinci HÉV                                | Szentlőrinci Téglagyár – Szarvas Csárda                        | 1900. augusztus 1.                        | 1900. augusztus 1.                             | hivatalosan nem szűnt meg, az üzemeltető cég a BSZKRT része lett, amely villamosként üzemeltette; jelenleg a külső szakaszon 42-es és 50-es jelzésű villamosok járnak |
| BLVV         | Szentlőrinci HÉV                                | kispesti szárnyvonal                                           | 1900. október                             | 1900. október                                  | hivatalosan nem szűnt meg, az üzemeltető cég a BSZKRT része lett, amely villamosként üzemeltette; jelenleg a külső szakaszon 42-es és 50-es jelzésű villamosok járnak |
| BLVV         | Szentlőrinci HÉV                                | Szarvas Csárda – Vecsési határ                                 | 1929. november 18.                        | 1929. november 18.                             | hivatalosan nem szűnt meg, az üzemeltető cég a BSZKRT része lett, amely villamosként üzemeltette; jelenleg a külső szakaszon 42-es és 50-es jelzésű villamosok járnak |
| BKVT (BHÉV)  |                                                 |                                                                |                                           |                                                | |
| Ráckevei HÉV | Közvágóhíd – Erzsébetfalva                      | 1887. augusztus 7.                                             | 1906. április 10.                         | –                                              | |
| Ráckevei HÉV | Erzsébetfalva – Soroksár                        | 1887. augusztus 7.                                             | 1909. június 8.                           | –                                              | |
| Ráckevei HÉV | Soroksár – Dunaharaszti                         | 1887. november 24.                                             | 1910. augusztus 3. (soroksári átvágással) | –                                              | |
| Ráckevei HÉV | erzsébetfalvai első hurok                       | 1907. június 7.                                                | 1907. június 7.                           | 1951. április 29.                              | |
| Ráckevei HÉV | erzsébetfalvai második hurok                    | 1914. december                                                 | 1914. december                            | 1951. április 29.                              | |
| Ráckevei HÉV | csepeli szárnyvonal                             | 1912. május 26.                                                | 1912. május 26.                           | 1978. október 31. 1951 és 1959 között nem járt | |
| Ráckevei HÉV | HRV                                             |                                                                |                                           |                                                | |
| Ráckevei HÉV | Dunaharaszti – Szigetszentmiklós                | 1892. november 5.                                              | 1938                                      | –                                              | |
| Ráckevei HÉV | Szigetszentmiklós – Szigetszentmiklós Gyártelep | 1892. november 5.                                              | 1943                                      | –                                              | |
| Ráckevei HÉV | Szigetszentmiklós Gyártelep – Tököl             | 1892. november 5.                                              | 1946. május 27.                           | –                                              | |
| Ráckevei HÉV | Tököl – Ráckeve                                 | 1892. november 5.                                              | 1976. február 12.                         | –                                              | |
| Ráckevei HÉV | MÁV                                             | taksonyi szárnyvonal                                           | 1958. augusztus 2. (átvétel a MÁV-tól)    | sosem villamosították                          | 1976. november 10. |
| BKVT (BHÉV)  | Gödöllői HÉV                                    | Kerepesi út – Cinkota                                          | 1888. július 20.                          | 1911. április 19.                              | 1970. április 3-ától csak az Örs vezér terétől jár. |
| BKVT (BHÉV)  | Gödöllői HÉV                                    | Cinkota – Csömör – Kerepes                                     | 1900. augusztus 28.                       | 1911. április 19.                              | 1970. április 3-ától csak az Örs vezér terétől jár. |
| BKVT (BHÉV)  | Gödöllői HÉV                                    | Kerepes – Gödöllő (kavicsbányai átvágással)                    | 1911. november 25.                        | 1911. november 25.                             | 1970. április 3-ától csak az Örs vezér terétől jár. |
| BHÉV         | Rákosszentmihályi HÉV                           | Nagyicce – Rákosszentmihály                                    | 1911. december 7.                         | 1911. december 7.                              | 1924. január 1-jétől november 14-éig szünetelt, utána csak a hurok keleti részét járta be. 1970. április 2-án megszűnt.                                               |
| BHÉV         | Rákospalotai HÉV                                | Nagyicce – Rákosszentmihály – Rákospalota – Nyugati pályaudvar | 1913. január 1.                           | 1913. január 1.                                | 1924-től csak Rákospalotáig járt, 1953-tól villamosként üzemelt. |
| BKVT (BHÉV)  | Szentendrei HÉV                                 | Filatorigát – Szentendre                                       | 1888. augusztus 17.                       | 1914. május 12.                                | 1937. október 24-étől a Pálffy tér helyett a Margit hídtól indultak a vonatok                                                                                         |
| MÁV          | Szentendrei HÉV                                 | Pálffy tér – Filatorigát                                       | 1895. február 1.                          | 1914. május 12.                                | 1937. október 24-étől a Pálffy tér helyett a Margit hídtól indultak a vonatok                                                                                         |
| BKV          | Szentendrei HÉV                                 | Margit híd – Batthyány tér                                     | 1972. december 23.                        | 1972. december 23.                             | – |
| MÁV          | Szentendrei HÉV                                 | Aquincum – Óbuda                                               | 1929. november 1. (átvétel a MÁV-tól)     | 1929. november 1. (átvétel a MÁV-tól)          | 1969. június 1. |
| FHÉV         | Csepeli gyorsvasút                              | Boráros tér – Csepel                                           | 1951. április 29.                         | 1951. április 29.                              | – |
| BHÉV         | Hárosi HÉV                                      | Csepel, Állomás utca – Csillagtelep, Hárosi iskola             | 1959. december 29.                        | sosem villamosították                          | 1965. november 28. |
| BBVV         | Nagytétényi és törökbálinti HÉV                 | Gellért tér – Budafok-Háros                                    | 1899. szeptember 20.                      | 1899. szeptember 20.                           | 1942-től a Gellért tér helyett a Móricz Zsigmond körtérről indultak. 1963. január 1-jétől a 41-es és 43-as villamosok vették át a HÉV helyét.                         |
| BBVV         | Nagytétényi és törökbálinti HÉV                 | Budafok-Háros – Nagytétény                                     | 1909. április 24.                         | 1909. április 24.                              | 1942-től a Gellért tér helyett a Móricz Zsigmond körtérről indultak. 1963. január 1-jétől a 41-es és 43-as villamosok vették át a HÉV helyét.                         |
| BBVV         | Nagytétényi és törökbálinti HÉV                 | Budafok – Törökbálint                                          | 1914. június 23.                          | 1914. június 23.                               | 1942-től a Gellért tér helyett a Móricz Zsigmond körtérről indultak. 1963. január 1-jétől a 41-es és 43-as villamosok vették át a HÉV helyét.                         |

Rövidítések magyarázata:
- BLVV = Budapest–Szentlőrinci Helyi Érdekű Vasút Rt.
- BKVT = Budapesti Közúti Vaspálya Társaság
- BHÉV = Budapesti Helyi Érdekű Vasutak Rt.
- HRV = Haraszti-Ráckevei Vasút Rt.
- MÁV = Magyar Királyi Államvasutak
- BKV = Budapesti Közlekedési Vállalat
- FHÉV = Fővárosi Helyiérdekű Vasút
- BBVV = Budapest–Budafoki Helyiérdekű Villamosvasút Társaság

Menetrendi számok
A MÁV vonalaihoz hasonlóan a HÉV-ek is rendelkeznek menetrendi számokkal. A szárnyvonalak többnyire betűjelzést kaptak. Ezt az alábbi táblázat foglalja össze:
| Év   | Ráckeve | Gödöllő- Csömör | Rákosszentmihály- Rákospalota | Szentendre | Nagytétény- Törökbálint | Csepel | Taksony |
| ---- | ------- | --------------- | ----------------------------- | ---------- | ----------------------- | ------ | ------- |
| 1933 | 145     | 144             | 144A                          | 146        | 147                     | –      | –       |
| 1947 | 322     | 323             | 323A                          | 320        | 321                     | –      | –       |
| 1949 | 352     | 353             | 353A                          | 350        | 351                     | –      | –       |
| 1958 | 252     | 253             | 253A                          | 250        | 251                     | 252B   | 255     |
| 2000 | 252     | 253             | –                             | 250        | –                       | 251    | –       |

Logók
| Logó | Évek      | Megjegyzés |
| ---- | --------- | --- |
|      | 2011-ig   | Régen nem használtak logókat, térképeken és menetrendekben találkozhatunk helyenként a zöld keretes H betűvel.           |
|      | 2011–2014 | 2011-ben számozta be a BKK a HÉV-vonalakat, ekkor kapták az új logót is.                                                 |
|      | 2014 óta  | A BKK pályázatán nyertes Hidden Characters tervei alapján készült logókat a metrók, HÉV-ek és hajók 2014 óta használják. |

## Jelenlegi viszonylatok
A négy HÉV-vonalon összesen tizenegy viszonylat közlekedik az alábbi végállomásokkal (2019. december):

| Logó               | Név                | Honnan        | Hová           | Hossz   | Megállók | Menetidő             | Megjegyzés                                                    |
| ------------------ | ------------------ | ------------- | -------------- | ------- | -------- | -------------------- | ------------------------------------------------------------- |
|                    | H5-ös HÉV          | Batthyány tér | Szentendre     | 20,9 km | 17 db    | 40 perc              |                                                               |
| Békásmegyer        | H5-ös HÉV          | Batthyány tér | 10,9 km        | 11 db   | 21 perc  |                      |                                                               |
|                    | H6-os HÉV          | Közvágóhíd    | Ráckeve        | 40,3 km | 22 db    | 72 perc              |                                                               |
| Tököl              | H6-os HÉV          | Közvágóhíd    | 24,2 km        | 17 db   | 48 perc  |                      |                                                               |
| Dunaharaszti külső | H6-os HÉV          | Közvágóhíd    | 13,2 km        | 9 db    | 26 perc  | Sűrítőjárat.         |                                                               |
|                    | H7-es HÉV          | Boráros tér   | Csepel         | 6,7 km  | 6 db     | 14 perc              |                                                               |
|                    | H8-as és H9-es HÉV | Gödöllő       | Örs vezér tere | 24,7 km | 15 db    | 44 perc              | Gyorsjárat, csak reggel Budapest felé.                        |
| Örs vezér tere     | H8-as és H9-es HÉV | Gödöllő       | 24,7 km        | 20 db   | 48 perc  |                      |                                                               |
| Örs vezér tere     | H8-as és H9-es HÉV | Kerepes       | 11,9 km        | 11 db   | 26 perc  | Reggeli sűrítőjárat. |                                                               |
| Örs vezér tere     | H8-as és H9-es HÉV | Cinkota       | 6,4 km         | 8 db    | 13 perc  |                      |                                                               |
| Örs vezér tere     | H8-as és H9-es HÉV |               | Csömör         | 10,9 km | 12 db    | 23 perc              | Szárnyvonal, önálló szakasza 4,4 km Cinkota és Csömör között. |
| Összesen           | Összesen           | Összesen      | Összesen       | 97,0 km | 69 db    |                      | A közös szakaszok az összesítésben csak egyszer számítanak    |

A HÉV-vonalak között nincsen közvetlen vágánykapcsolat, de esetenként előfordul, hogy szerelvényeket kell átmozgatni az egyik vonalról a másikra. Ehhez a MÁV vágányhálózatát veszik igénybe, melyhez mindegyik vonal csatlakozik. A szentendrei HÉV-ről Aquincum és Kaszásdűlő megállóhelyek között a korábbi óbudai HÉV vágányait használva érhető el Óbuda vasútállomás. A ráckevei HÉV-nek az Illatos útnál, a MÁV Soroksári út rendező vasútállomása mellett építettek be vágánykapcsolatot. Innen dél felé haladva kiágazik Csepel felé egy vontatóvágány (Soroksári út–Csepel vontatóvágány) is, ez Szabadkikötő megállóhelynél csúcsfordítóval kapcsolódik a csepeli HÉV-hez. A gödöllői vonal két helyen is össze van kötve a nagyvasúttal: az egyik Gödöllőnél a vasútállomástól északra található, a másik az Örs vezér terén, itt a végállomás melletti harmadik vágány a Kerepesi út bal oldalán továbbfut az Albertirsai útig, ahol azt keresztezve az Expó tér magasságban csatlakozik a Királyvágányhoz, és a Kőbánya-Kispest felé vezető vágányokhoz. A vonalak közötti mozgatást 2019 augusztusáig más vasúttársaságok vontatási szolgáltatásának igénybevételével lehetett csak végezni, szeptember 1-jén azonban a megszerzett engedélyek birtokában végighaladt a MÁV-HÉV Zrt. első saját járművel és személyzettel közlekedő szerelvénye az országos vasúthálózaton.

## Járművek
A HÉV-járművek külön típusjelzésekkel nem rendelkeztek, a sokféle kocsi és mozdony megkülönböztetésére 1925-ben vezettek be egy rendszert. M betűvel jelölték a motorvonatokat, P betűvel a pótkocsikat, míg L betűvel a mozdonyokat. A betűjelzés után római számok jelezték a beszerzés sorrendjét, néhány kivételtől eltekintve. Később DM és DL betűket is használtak a dízelvonatok jelzésére. Az 1925 előtt selejtezett típusok nem kaptak nevet. Az üzemelő járműállomány viszont évtizedek óta nem frissült, a legutolsó HÉV-célú járművek is 1983-ban álltak forgalomba, de van 60 évnél is idősebb jármű, ezzel a járművek átlagéletkora 40 év felett van. Bár kisebb léptékű felújítások történtek az azóta is közlekedő, Magyarországon készült MIXA és az NDK-ban gyártott MX és MXA típusú szerelvényeken, ezzel együtt műszaki színvonal és komfort tekintetében egyaránt elavultak, az akadálymentesítés sem megoldott rajtuk. 2020-ban tervben volt új szerelvények beszerzése, de ez 2021-ben meghiúsult, a hírek szerint anyagi okok és tenderkiírási feltételek miatt. 2023 decemberében jelezte az üzemeltető MÁV-HÉV Zrt. a BKK-nak, hogy 2024 januárjától kevesebb jármű áll forgalomba az elöregedett járművek műszaki állapota miatt. Ahogy elismerték: „több jármű vár érdemi javításra, felújításra, mint amennyire az összes járat forgalomba adásához szükség volna”. 2024 őszén felmerült a járatritkítás lehetősége a műszaki elavulás miatt, ami jelentős közéleti hullámokat is vetett. A járműállomány kritikus leromlása miatt újabb alkalmi felújítások is történtek, de felhívták a figyelmet, hogy ez több évtizedes szerelvényeknél nem megoldás, mert ezzel nem lehet behozni a több évtizedes műszaki lemaradást.
A jelenleg is közlekedő vonatok kiemelve láthatóak.

### Motorvonatok
| külső link |

| külső link |

| külső link |

| külső link |

| külső link |

### Mozdonyok
|  | Lásd még: BHÉV 5 sorozat |

| külső link |

| külső link |

| külső link |

| külső link |

| külső link |

| külső link |

| külső link |

| külső link |

| külső link |

| külső link |

| külső link |

| külső link |

| külső link |

| külső link |

### Pótkocsik
| Név      | Gyártó                          | Forgalomban | Megjegyzés |
| -------- | ------------------------------- | ----------- | --- |
| P I      | Weitzer                         | 1887–1972   | Eredetileg nyitott kocsik, ide tartoztak a HRV pótkocsik is. |
| P II     | Ganz; Magyar Waggon- és Gépgyár | 1906–1966   | A győri gyártól vásárolták a nagy méretű személykocsikat, a többit Ganz-motorkocsiból alakítottak át. |
| P III    | Gép- és Vasútfelszerelési Gyár  | 1911–1978   | Néhányat motorkocsivá vagy vezérlőpótkocsivá alakítottak át. 1957-ben további nyolc új gyártású pótkocsit is ide soroltak. |
| P IV     | Gép- és Vasútfelszerelési Gyár  | 1924–1970   | P III-as pótkocsi korszerűsített változata. |
| P V      | Ganz                            | 1958–1964   | Eredetileg a BBVV tulajdonában villamosként, ezeket átalakították pótkocsivá. |
| P VI     | Ganz                            | 1917–1966   | Eredetileg a BBVV pótkocsijai. |
| P VII    | Gép- és Vasútfelszerelési Gyár  | 1917–1965   | BBVV-nél U típusú villamosként. |
| P VIII   | Gép- és Vasútfelszerelési Gyár  | 1917–1965   | BBVV-nél E típusú villamosként. |
| P IX     | Ganz                            | 1905–1966   | Eredetileg BBVV-nél. Nyitott kocsik, a második világháború után zárttá alakították. |
| P X      | Gép- és Vasútfelszerelési Gyár  | 1952–1975   | M IV-es motorkocsiból alakították át. |
| P XI     | Magyar Vegyipari Gépgyár        | 1928–1976   | Eredetileg nyitott kocsik a szentendrei kirándulóforgalomhoz. Később acélvázasították és zárt kocsikká alakították őket. |
| P XII    | Magyar Waggon- és Gépgyár       | 1928–1970   | A BHÉV első teljesen acélvázas kocsija, a lágy rugózása miatt a „Pullmann kocsi” becenevet kapta. |
| P XIII   | Ganz                            | 1929–1976   | Kezdetben a gödöllői M VII-esekhez kapcsolva, kék színű festéssel állt forgalomba. Később a csepeli gyorsvasúton, majd a ráckevei vonalon szolgált. |
| P XIV    | Magyar Vegyipari Gépgyár        | 1942–1970   | A P XI-es továbbfejlesztett változata, a BHÉV utolsó nyári nyitott kocsijai. |
| P XV     | Ganz; Magyar Waggon- és Gépgyár | 1943–1994   | Az első kocsikat a HRV kapta, 1955-ben a Dunakeszi Járműjavító is gyártotta. |
| P XVI N  | Schlick                         | 1944–1953   | BKVT N típusú villamoskocsikból átalakítva. |
| P XVI R  | Schlick                         | 1943–1945   | BKVT R típusú villamoskocsikból átalakítva. Állapotuk gyorsan leromlott, így csak két évig voltak forgalomba. Egyik a BLVV-hez került, ahol 1950-ig járt. |
| P XVI Q  | Schlick                         | 1941–1953   | BKVT Q típusú villamoskocsikból átalakítva. Csepel és Pacsirtatelep között állították forgalomba, HÉV-es típusjelét 1949-ben kapta. |
| P XVII   | Ganz                            | 1958–1968   | Miskolcról érkeztek és a Csepel-Pesterzsébet HÉV-en álltak forgalomba. |
| P XVIII  | Ganz                            | 1958–1968   | Szintén Miskolctól vették át, ezek is a pesterzsébeti vonalon teljesítettek szolgálatot. |
| P XIX    | Schlick                         | 1958–1967   | FVV-től átvett villamoskocsik. Egy részük Miskolcra került, ezek helyett küldte Miskolc a P XVII-es és P XVIII-as pótkocsikat. Mind a három típus a Csepel-Pesterzsébet HÉV-en állt forgalomba. A BHÉV-es P XIX-eseket is megkapta Miskolc a selejtezés után. |
| P XX     | Ganz                            | 1959–1977   | A megszűnő pécsi villamosról kerültek a HÉV-hez. |
| P XXIa   | ČKD                             | 1958–1967   | A MÁV-tól a HÉV-hez került taksonyi vonal kiszolgálására a BHÉV megkapta a motor-mellékkocsikat is. Mivel különböző kialakításúak voltak, ezért a és b betűkkel különböztették meg őket.                                                                      |
| P XXIb   | ČKD                             | 1958–1967   | A MÁV-tól a HÉV-hez került taksonyi vonal kiszolgálására a BHÉV megkapta a motor-mellékkocsikat is. Mivel különböző kialakításúak voltak, ezért a és b betűkkel különböztették meg őket.                                                                      |
| P XXIc   | ČKD                             | 1958–1967   | Eredetileg felsővezeték-ellenőrző kocsi, a MÁV-tól érkezve a HÉV-en utasforgalomban vett részt. 1967-ben újra visszaalakították üzemi járművé. |
| P XXII   | Ganz                            | 1959–1964   | A taksonyi vonalon nem váltak be a csehszlovák pótkocsik, ezért a MÁV-tól 1959-ben újabb pótkocsik érkeztek. |
| P XXIIIa | Weitzer                         | 1959–1972   | Az Arad és Csanádi Egyesített Vasutaktól (ACSEV) vették át. |
| P XXIIIb | Weitzer                         | 1959–1968   | Szintén az ACSEV-től érkezett, ezt az egy darabot távvezérlési csatlással látták el, így vezérlőkocsiként is üzemelt. |
| P XXIV   | Weitzer                         | 1960–1972   | Az ACSEV-től érkezett két darab új pótkocsi, ezeket is átalakították vezérlőkocsivá. |
| P XXV    | BHÉV; MÁV Dunakeszi Vagongyár   | 1964–       | Az M IX-es motorkocsik pótkocsija. Felújított változata a P XXVA, ami ma is közlekedik. |
| P XXVI   | Ganz                            | –           | 1963-ban érkezett kölcsönbe a MÁV-tól, de utasforgalomban nem vett részt. 1965-ben visszakapta a MÁV. |
| P XXVIII | LEW Hennigsdorf                 | 1971–       | Az M X-es motorkocsikba sorolt pótkocsik, ma is közlekednek. Felújított változata a P XXVIIIA, ezek is még közlekednek. |

### Szerelvény-összeállítások
2017-ben utasforgalomban háromféle típusú, zöld alapon (RAL 6016) fehér csíkos (RAL 9001) flottaszínre fényezett motorvonat vett részt:
- 8 darab M IXA motorkocsi és a közéjük sorolt
  - 4 darab P XXVA típusú pótkocsi, kizárólag a H7-es HÉV vonalán közlekedik.
- 32 darab M X motorkocsi és a közéjük sorolt
  - 16 darab P XXVIII típusú pótkocsi, csak a H6-os HÉV vonalán közlekedik.
- 150 darab M XA motorkocsi és a közéjük sorolt
  - 75 darab P XXVIIIA típusú pótkocsi, mindegyik vonalon megtalálhatók. A H5-ös vonalon jár egy háromegységes felújított változat is.

Egy háromkocsis motorvonat (kisegység) csúcsidőben egy másikkal csatolva együtt közlekedik (nagyegység). A motor- és pótkocsik 2017-ben összesen 98 kisegységet, vagy 49 nagyegységet tettek ki. 2024 elején az állományból 79 kisegység volt forgalomba adható állapotban.

## Balesetek
A HÉV-ek történetében számos baleset történt, főleg a vasúti átjárókban. Az alábbiakban csak a vasút hibájából bekövetkező, súlyos balesetek lettek időrendben felsorolva.
Csömör
A cinkotai HÉV meghosszabbítását Csömörön át Kerepesig 1900. augusztus 28-án adták át. Az építkezés során még május 12-én a csömöri lejtőn egy gőzmozdony tolt 25 homokkal rakott csillét az ideiglenes pályaszakaszon, az első kocsi azonban kisiklott és árokba borult, magával rántva további nyolc kocsit. Az első kocsin tartózkodó HÉV-alkalmazott a helyszínen életét vesztette.
Szigetszentmárton
1936. november 7-én a pályafelvigyázók motoros hajtánnyal elindultak Szigetszentmártonra. Az ekkor még egyvágányú szakaszon sietniük kellett, hogy a Budapest felől érkező személyvonatot időben tovább lehessen indítani. Az állomásra már nem értek be, mert útközben összeütköztek a személyvonattal. A két vasutas ugyan még időben leugrott, de egyikőjük olyan szerencsétlenül ért földet, hogy a helyszínen életét vesztette. A baleset felelősének a szigetszentmártoni helyettes állomásfőnök lett megnevezve, akit a ráckevei állomásfőnök utasított a hajtány bevárására, azonban ő az utasítás ellenére elindította a személyvonatot. Később a tárgyalásokon derült ki, hogy szabálytalanul 48 órás szolgálatra volt beosztva és már 28 órája volt munkában. A vádlott csak három hónapos felfüggesztett fogházbüntetést kapott, és munkáját is megtarthatta.
Budaörs
1937. június 20-án avatták fel az új budaörsi repülőteret, az esemény miatt a BHÉV sűrítette járatait, a MÁV pedig különvonatokat indított. Az ünnepség után este induló HÉV-szerelvény figyelmen kívül hagyva minden jelzést, utolérte az előtte haladó szerelvényt és az utolsó kocsinak ütközött. A balesetben ketten meghaltak, és 35-en megsérültek. A hatósági vizsgálatok után a motorkocsi vezetőjét egy év, a gépvizsgáló kalauzt és a HÉV-kalauzt öt hónap fogházra ítélték.
Császárfürdő
Mivel az Újpesti vasúti hidat a világháborúban felrobbantották a németek, ezért az esztergomi vonatokat a híd helyreállításának idején a HÉV-vonalon Császárfürdő állomásra terelték. A személyvonatok mellett a dorogi bánya szénszállító tehervonatai a jobb parti körvasúton keresztül itt jártak át a Déli pályaudvarra. 1950. november 7-én átadták az Árpád hidat, emiatt jelentősen csökkent a teherforgalom. 1952. december 26-án kora reggel beérkezett az esztergomi személyvonat, a mozdonyt körüljárással kellett a vonat másik végéhez csatolni. A művelethez 13 perc állt rendelkezésre, ugyanis akkor érkezett a következő HÉV-szerelvény. Az állomásra megérkező HÉV először megállj jelzést kapott, majd a szabad jelzés után elindulva téves váltóállítás miatt összeütközött a gőzmozdonnyal. A HÉV második és harmadik favázas kocsija gyakorlatilag összepréselődött az első és negyedik acélvázas kocsik között. A balesetben 26-an meghaltak, továbbá 57-en megsérültek. Egyedüli felelősnek Molnár Imre váltóőrt tették meg, akit a helyszínről szállított el az Államvédelmi Hatóság, majd szabotázs vádjával már másnap statáriálisan kivégezték.
Beismerem, hogy a vonatot azért siklasztottam ki, a vonatok összeütközését azért idéztem elő, mert a népi demokratikus rendszer ellensége vagyok. Ugyancsak ellenséges beállítottságú ismerőseimmel, a bűncselekményt megelőző napon beszélgetést folytattam a kormány rendeletéről a december 26-i munkanappal kapcsolatban, és már akkor, a kormány szidalmazása közben megérlelődött bennem az elhatározás, hogy bosszúból szolgálati helyemen erőszakos cselekményt követek el.
A baleset után rendelték el a favázas kocsik acélvázasítását, ami csak 1956-ban fejeződött be.
1995-ben a Fővárosi Főügyészség perújítást kezdeményezett, majd a bíróság kimondta, hogy a vádlottnak nem állt rendelkezésére annyi idő, hogy a váltót szándékosan állítsa át, ezért – a kivégzés után 42 évvel – felmentették minden vád alól.
Kavicsbánya
1970. november 19-én a Gödöllő felé közlekedő HÉV-szerelvény a kavicsbányai elágazásnál kisiklott. A vizsgálatok során kiderült, hogy a balesetet hibás váltóállítás okozta. A váltók egy tehervonatnak voltak beállítva, de a személyvonat korábban érkezett, ezért utóbbinak adtak zöld jelzést. A forgalmista a vonat elhaladása után minél gyorsabban igyekezett szabad utat adni a tehervonatnak, ezért a váltót még akkor állította át, amikor a személyvonat nem haladt át rajta teljesen. A személyvonat utolsó kocsija oldalra dőlt, egy utas a helyszínen életét vesztette. A figyelmetlen HÉV-alkalmazottat három év szabadságvesztésre ítélték.
Boráros tér
1978. április 13-án történt a HÉV történetének egyik legsúlyosabb balesete a csepeli gyorsvasút Boráros téri végállomásán. A délután öt óra előtt Csepelről induló szerelvény már a Szabadkikötő megállóhelyen is csak túlcsúszva tudott megállni. A fékhibás szerelvény azonban továbbindult, a Boráros tér végállomáson már megállni nem tudott, először átszakította az ütközőbakot, majd a vágányok végében lévő állomásépületbe csapódott. Az esős idő miatt sokan az épületben tartózkodva várták a vonatot. A balesetben tizennyolcan életüket vesztették, további 23 ember megsérült. A hatósági vizsgálat megállapította a motorvonat vezetői és a szervizszolgálat felelősségét is. A megrongálódott épület a Boráros tér 1980-as évek elején történt átépítéséig használatban maradt, ekkor építettek egy új állomásépületet a vágányok Duna felőli oldalán.

## Jövőbeli fejlesztések

### Észak–déli regionális gyorsvasút
Az M5-ös metróvonal terveinél még régebbi az az elképzelés, hogy a ráckevei HÉV végállomása a belvárosba kerüljön. Már a HÉV építésekor is a Kálvin tér volt tervezve belső végállomásnak, amit akkor pénzhiány miatt elvetettek. Az évtizedek alatt szinte állandóan előkerült a meghosszabbítás terve, majd az 1951-ben elkészült csepeli gyorsvasútnál is a Kálvin tér volt tervezve belső végállomásnak, de ezt csak a Boráros tértől adták át.
Az észak–déli regionális gyorsvasútnak, vagy M5-ös metróvonalnak nevezett projekt szintén évtizedek óta létezik, eleinte a metróvonalak kiépítésével kapcsolatban került elő az 1970-es években. Ekkor Budafokról indult volna, a Közvágóhídnál érintette volna a csepeli és a ráckevei HÉV-et, a Klinikáknál a 3-as metrót, a Keleti pályaudvarnál a 2-es és a 4-es metrót, majd átment volna Óbudára a temető vonaláig. A nagyszabású elképzelést hamar elvetették annak magas költsége miatt, de az észak–déli összekötés továbbra is szerepelt a tervekben, első ütemben a dél-pesti HÉV-ek Kálvin térig vezetésével. Az épülő 3-as metró állomását is úgy tervezték meg, hogy meglegyen a hely és a kapcsolat a HÉV-ek tervezett végállomásával, igaz, később ide a 4-es metrót kötötték be. Szintén ekkor merült fel az ún. mozgójárda ötlete is, ami a HÉV-alagút megépítése helyett a Boráros tér és az Üllői út között épült volna ki. A fő utazási irány, a párhuzamos villamosjáratok, a vitatott időnyereség, valamint a korlátozott kapacitás miatt az ötletet hamar elvetették.
1988-ban a III. kerületi alaptervben jelent meg a szentendrei, a ráckevei, illetve a csepeli HÉV-ek belvárosi összekötését tartalmazó gyorsvasút ötlete. A terv a külső szakaszon gyorsvasutat, a kertvárosokban gyorsvillamost, a belvárosban pedig metrót tartalmazott. A következő években több elemzés és vizsgálat is készült a projekt megvalósíthatóságáról, majd 1998-ban a Főpolgármesteri Hivatal Közlekedési Ügyosztálya rendelt döntés-előkészítő tanulmányt a FŐMTERV-től. A javaslat bekerült Budapest fejlesztési tervébe, amit a közgyűlés 2001-ben hagyott jóvá. Az egyszerűsített megvalósíthatósági tanulmányokat 2001 és 2003 között készítették el. Ekkor az alábbi útvonal lett kijelölve: Békásmegyer felől érkezve Aquincumnál becsatlakozik az esztergomi vonal, majd Kaszásdűlő után a felszín alatt a Bogdáni út – Flórián tér – Kolosy tér vonalat követi. Itt elfordul a Duna és a Margit-sziget alá, majd a Szent István park és a Lehel tér érintése után átszeli a belvárost. Megállóhelyeket az Oktogonnál, a Klauzál téren, az Astoriánál és a Kálvin téren kapna. A Boráros tértől dél felé kanyarodik, a Nemzeti Színháznál két felé válik szét: az egyik ág a csepeli HÉV vonalát követve, annak végállomása után a csepeli temetőig hosszabbodna, míg a másik ág a ráckevei HÉV vonalán halad a pesterzsébeti Határ útig. Itt felszín alá vezetnék, hogy érintse Pesterzsébet központját, Szabótelep és Pacsirtatelep érintése után a soroksári vasútállomásnál jönne újra a felszínre. Itt visszakanyarodna a ráckevei HÉV vonalára, követve azt Ráckeve végállomásig. Soroksár vasútállomás után elágazás is épülne a Budapesti Intermodális Logisztikai Központig (BILK).

A Balázs Mór-tervben szereplő útvonal és a csatlakozó metróvonalak

A következő években inkább csak említés szintjén lehetett találkozni a projekttel, majd 2012-ben a Budapesti Közlekedési Központ tett közzé egy megvalósíthatósági tanulmányt, ami első ütemben csak a gyorsvasút déli ágával foglalkozik, és a csepeli és ráckevei HÉV összekötését, valamint Astoriáig történő meghosszabbítását tárgyalja. A tanulmány megemlíti a járművek cseréjét, és az érintett HÉV-vonalak infrastruktúrájának felújítását is.
Budapest 2014 és 2030 közötti időszakra vonatkozó közlekedésfejlesztési stratégiáját kidolgozó Balázs Mór-terv már ezzel számol, így a Közvágóhídtól közös vezetésű alagút megépítésével három metrókapcsolat jönne létre Csepel és Ráckeve felől is. Ugyancsak a terv része Pesterzsébeten egy felszín alatti útvonal, amivel a vonatok közelebb kerülnének a központhoz, ezzel több utast elérve (az eredeti útvonalra már a Torontál utcánál visszatérne, a korábban tervezett Soroksár vasútállomás helyett). Csepelen az Erdősor utcáig hosszabbítással szintén egy nagyobb lakótelep kapna közvetlen kapcsolatot.
2016 elején került nyilvánosságra a budapesti olimpiai pályázattal kapcsolatban tervezett közlekedési változások. Ebben a csepeli HÉV teljesen megszűnne, vágányait a Duna-parton felszednék, Csepelre pedig a 2-es villamosból kiágazó új 7-es jelzésű villamos menne ki. Az olimpia három hetében azonban az új villamos csak a Csepel-félsziget északi csücskéig járna, így Csepelről nem lenne közvetlen járat a belváros felé. 2017. március 1-jén a fővárosi közgyűlés visszavonta az olimpiai pályázatot, így a tervezett csepeli villamost is elvetették.
Az olimpiai pályázat visszavonása után egy héttel a Nemzeti Infrastruktúra Zrt. írt ki pályázatot a HÉV-ek integrálásáról, de konkrét útvonalat és végállomást nem jelöltek ki. Felmerült belső végállomásként a Kálvin tér is, mivel az Astoriáig történő továbbvezetést nehezíti, hogy az új metró alagútja csak a már meglévő 3-as és 4-es metró alá férne el, ez pedig sokat dobna a beruházás költségén.
2018 őszén kormányhatározat döntött a szentendrei HÉV felújításáról és a két déli HÉV összekötésének megvalósításáról, itt már konkrét végállomásként szerepel a Kálvin tér, illetve megemlíti a Kunszentmiklós-Tass és Kőbánya-Kispest között közlekedő személyvonatok integrálását is a hálózatba, valamint a HÉV-ek összekötésének teljes körű vizsgálatát.
A fővárosi közgyűlés 2019 május végi ülésén arról döntöttek, hogy a szentendrei HÉV-et 2019. szeptember 1-jétől a Budapesti Közlekedési Központ M5-ös metróvonalként hivatkozza. A szentendrei HÉV végül megmaradt H5-ös HÉV néven, majd október elején Óbuda-Békásmegyer önkormányzata egyhangúlag támogatta a VEKE javaslatcsomagját, miszerint a HÉV-et a Szentendrei út alá vezetnék be Békásmegyer és a Rómaifürdő megállóhelyek között. A fejlesztés elsődleges célja a szintbeli vasúti átjárók megszüntetése lenne, amivel a HÉV területvágó hatása is csökkenne.

### A gödöllői HÉV összekötése az M2-es metróval
A gödöllői HÉV és az M2-es metró összekötésének története szintén több évtizedre nyúlik vissza. A metró Népstadion megállóját még úgy építették meg, hogy a két közlekedési eszköz kedvező átszállási kapcsolatot nyújtva, közös végállomáson osztozhat. A metró 1970. évi átadásával azonban a HÉV az Örs vezér teréig lett visszavágva, egy több sávos úttal elválasztott különálló állomással, az átszállás így gyalogosan, aluljárón keresztül lett lehetséges. Már egy évtizeden belül előkerültek ötletek a vonalak összekötésére, de érdemi lépés nem történt az ügyben.
2004-ben jelent meg a Városi és Elővárosi Közlekedési Egyesület (VEKE) javaslatcsomagja az összekötésről (a projekt később az M2G, vagy M2GHÉV rövidítést kapta), ebben részletezik az Örs vezér terén megspórolható átszállási időt, a HÉV budapesti szakaszán újragondolt megállókiosztással a Veres Péter úti autóbuszjáratok kiváltását, és a HÉV területvágó hatását növelő szintbeli kereszteződések megszüntetését. A terv szerint a metró (az áthelyezett) Rákosfalva megállóhelyig közlekedne, de betétjárat is indítható az Örs vezér terétől. Ezzel együtt szükséges a HÉV megállóhelyeinek átépítése, a biztosítóberendezés cseréje, valamint az üzemi feszültség módosítása.
Az ún. Podmaniczky-programban már szerepel az összekötés terve, valamint a Budapesti Közlekedési Központ is bevette a 2014–2020-as EU-s fejlesztési ciklusban tervezett projektek közé. A tervek szerint a Pillangó utcai állomás átkerülne a Róna utcához, a Pongrác útnál intermodális csomópont épülne. Vizsgálják annak a lehetőségét is, hogy Cinkota és Csömör között a HÉV szerepét autóbusz vegye át.

Az M2G projekt áttekintő térképe, az új állomások piros színnel kerültek feltüntetésre, a képre kattintva nagyobb méretben is megjeleníthető
Az M2-es metró jelenlegi útvonala
Meglévő HÉV-vágányok
A metró és a HÉV magasépítésű összekötése az Örs vezér terén
Tervezett szárnyvonalak

Egy bővített változat szerint a vonalból egy leágazással szárnyvonal építhető Rákoskeresztúr városközpontig (M2R projekt). Ennek megvalósíthatósági tanulmánya 2010-re készült el XVI. és a XVII. kerületi önkormányzatok megrendelésére. A szárnyvonalnak két lehetséges iránya volt, az egyik szerint a Pongrác útnál ágazna ki a fővonalból és Kőbánya északi részét érintve a Jászberényi út vonalát követve érné el Rákoskeresztúrt. A másik változat az Egyenes utcai lakótelep után található Nagyiccei erdőnél térne le dél felé, ahonnan a Pesti határutat, vagy a Keresztúri utat követné. Új vasúti csomópont is létesülne, ehhez a hatvani vasútvonalon Akadémiaújtelep néven építenek megállóhelyet.
A HÉV és metró összekötése bekerült a 2014-es Balázs Mór-tervbe, a rákoskeresztúri szárnyvonal felvételét pedig 2015. június 23-án fogadta el a fővárosi közgyűlés. A projekt tervezésére a Budapesti Közlekedési Központ 2016 nyarán tett ajánlati felhívást, ami 2017 márciusában kezdődött el. A 2018 januárjában elkezdett hatvani vasútvonal felújításával kapcsolatban Gödöllő állomás átépítése már a tervek figyelembe vételével történt. Az új Balázs Mór-tervben a korábban tervezett autóbuszos közlekedés helyett Csömör felé is már a HÉV felújítása szerepel.
2018 őszén az észak–déli regionális gyorsvasúthoz hasonlóan az M2G projekt is szerepelt a kormányhatározatban, a rákoskeresztúri szárnyvonallal együtt. Az első ütemben elkészülne az összekötés a metró és a HÉV között, valamint a HÉV vonalának teljes felújítása, majd a második ütemben megépülhetne a szárnyvonal Rákoskeresztúrra.
Az összekötés egyik lényeges eleme az új járművek beszerzése, ami egyaránt képes felsővezetékkel közlekedni, valamint a metró alagútját is használni. A metrón forgalomban lévő Alstom metrókocsik Rákosfalváig (vagy Rákoskeresztúrig) járhatnának, míg az új járművek a Déli pályaudvartól Gödöllőig és Csömörig, illetve betétjárattal Cinkotáig.
A projekt egyik hátráltató eleme a finanszírozás kérdése, ugyanis a metró a főváros tulajdonában van, míg a HÉV 2016-ban visszakerült az államhoz. Ennek ellenére Budapest is támogatta a fejlesztést, a tervek pedig elkészültek. Számítások szerint a 2020 utáni uniós forrásból lehet majd elkezdeni az építkezést.
Az építkezés tervezett ütemei:
- I. ütem: Pillangó utca és Cinkota között, a metró és a HÉV összekötése, a HÉV felújítása (~4 év)
- II. ütem: A rákoskeresztúri szárnyvonal (~3-5 év)
- III. ütem: A Cinkota és Gödöllő közötti szakasz felújítása (~2-3 év)
- IV. ütem: A csömöri szárnyvonal felújítása (~1 év)
- V. ütem: Hungaroring szárnyvonal megépítése (~1 év)